# Histoire de l'Ukraine

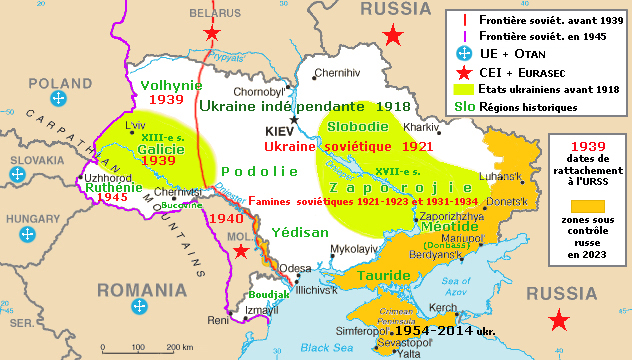
- Vert clair : les États ukrainiens historiques : principauté de Galicie-Volhynie et hetmanat Zaporogue.
- Vert foncé : régions traditionnelles ukrainiennes.
- Orange : zones contrôlées par les forces russes en 2023.

L'histoire de l'Ukraine remonte à la fondation de la Rus' de Kiev au IXe siècle, mais avant cela, le territoire ukrainien a joué un rôle important dans les événements eurasiens. L'Ukraine centrale est devenue le cœur de la Rus' de Kiev, et Kiev a atteint sa plus grande puissance et prospérité sous Volodymyr le Grand, qui a baptisé l'État, et Yaroslav le Sage. La prospérité de Kiev s'est maintenue pendant des siècles, mais au XIIe siècle, elle a été quelque peu freinée par la fragmentation féodale et les conflits entre les princes kièvanne pour le trône principal, ainsi que par les attaques des tribus turques du sud-est de l'Ukraine. Le cœur de la Rus de Kiev a été dévasté par l'invasion mongole de 1240. À l'ouest, le royaume de Rus (la principauté de Galicie-Volhynie) a poursuivi les traditions de l'État précédent, mais à la suite de conflits et de rébellions de boyards, il est tombé en décadence.
Aux XIVe et XVe siècles, le territoire de l'Ukraine est en grande partie cédé au Grand-Duché de Lituanie, où les Ruthènes peuvent préserver leurs traditions et même influencer la Lituanie elle-même. Cependant la Lituanie ne tarde pas à subir l'influence polonaise et l'Union de Lublin aboutit à la formation de la République des Deux Nations, dans laquelle les terres ukrainiennes sont dominées par la couronne polonaise.
En 1648, les cosaques ukrainiens se rebellent contre la Pologne et forment un Hetmanat d'Ukraine souverain, qui ne reste toutefois pas centralisé et est rapidement divisé entre les zones d'influence de ses voisins. L'État prospère à nouveau sous Ivan Mazepa, qui se range du côté de l'Empire suédois dans la Grande Guerre du Nord mais perd, ce qui amène la Russie à restreindre la liberté des Cosaques et à détruire l'Hetmanat dans les années 1760. Aux XIXe et XXe siècle, l'ensemble du territoire ukrainien est sous le contrôle de l'Autriche et de l'Empire russe, et le nationalisme ukrainien commence à se développer au XXe siècle.
Au XIXe siècle, dans la « Nouvelle-Russie » conquise sur le khanat de Crimée et l'Empire ottoman, un afflux important de colons russes et ukrainiens peuple la steppe pontique à tchernoziom, que les Tatars de Crimée avaient utilisée pour le pâturage extensif. Cette région devient le « grenier à blé » de l'Empire russe, qui développe aussi l'industrie et l'extraction minière dans ce qui est aujourd'hui appelé le Donbass (mot-valise soviétique pour le bassin du Don). C'est ainsi que la majorité ukrainienne a commencé à se former dans la région.
En 1918, l'Ukraine retrouve son indépendance avec le soutien de l'Empire allemand, mais après leur défaite, elle n'est pas en mesure de la conserver et est occupée par l'Union soviétique et la Pologne.
Devenue l'une des républiques de l'Union soviétique en 1922, l'Ukraine connait une brève embellie dans les années 1920 avec la « nouvelle politique économique » qui permet aussi le développement de sa langue et de sa culture. Mais la prise de pouvoir de Staline est rapidement suivie par une collectivisation forcée assortie de confiscations, qui réduit les populations rurales à la misère et ont culminé avec le génocide de masse de la population ukrainienne, l'Holodomor, dont sont victimes selon les historiens 3 à 4,5 millions de paysans, au moment où l'URSS exporte massivement ses céréales afin d'accumuler des capitaux pour son industrialisation, y compris dans le Kouban, alors fortement peuplé d'Ukrainiens. La terreur rouge s'abat par ailleurs sur les élites pour éradiquer tout sentiment national ukrainien et toute velléité d'indépendance. La Seconde Guerre mondiale transforme l'Ukraine en un champ de bataille particulièrement sanglant pour les militaires des deux camps comme pour les civils. Les conventions de Genève y sont totalement ignorées et les minorités du pays sont pratiquement décimées. En particulier, l'importante population juive ukrainienne est quasiment exterminée par les nazis tandis que les Tatars et les Allemands de la mer Noire sont déportés par le NKVD.
Au sortir du conflit le pays n'est plus qu'un champ de ruines et subit une nouvelle famine, celle de 1946-47, car les dirigeants soviétiques donnent la priorité à la reconstruction de l'outil industriel. L'Ukraine devient le pôle majeur de l'industrie lourde de l'Union soviétique et de son complexe militaro-industriel. Durant les années 1960 et 1970 les élites communistes ukrainiennes (Nikita Khrouchtchev, Leonid Brejnev) occupent les plus hautes fonctions de l'Union soviétique.
En dépit des tentatives de réformes du système menées par Gorbatchev dans les années 1980, les différentes républiques de cet état fédéral reprennent leur indépendance. La population de l'Ukraine vote à 92 % en faveur de son indépendance. Mais le développement d'un état viable est fortement handicapé : les apparatchiks soviétiques sont toujours au pouvoir et accaparent les principales entreprises ; de ce fait et en raison de l'existence d'une forte population russe sur le territoire, l'économie du pays est complètement imbriquée dans celle de la Russie et les dirigeants russes interviennent indirectement pour mettre fin à une indépendance qui leur semble illégitime. L'identité du pays est floue du fait des sept décennies de propagande soviétique (considérant comme « exogènes » tous les aspects non-russes et non-soviétiques de l'histoire ukrainienne, à commencer par ses régions historiques) : selon cette vision russe, la république des Deux Nations, et la principauté de Moldavie sont des « occupants étrangers », les Cosaques Zaporogues sont des « mercenaires », les Hetmans et la Rada de 1918 sont des « traîtres », le tsarat de Russie est une « puissance libératrice », et l'Ukraine soviétique est la « glorieuse réalisation de toutes les aspirations du peuple ukrainien ». Dans ce contexte, le système politique est secoué par plusieurs crises où la question centrale est celle de l'appartenance à la sphère d'influence russe ou bien le rapprochement avec l'Europe. Les tensions avec la Russie génèrent plusieurs interventions armées de ce pays sur le territoire ukrainien : en 2014 dans le Donbass et en Crimée, en 2022 l'invasion de l'Ukraine par la Russie. Ces conflits ont également conduit à la renaissance de la conscience nationale ukrainienne.
En 2024, hors perturbations actuelles, l'Ukraine, sur un territoire d'environ 603 649 km2, abrite une population d'environ 42 millions d'Ukrainiennes et Ukrainiens, parlant très majoritairement l'ukrainien, avec de nombreuses minorités, souvent d'immigration ancienne. La population russe et/ou russophone s'élevait à 17 %. La démographie de l'Ukraine aurait atteint son apogée vers 1990 avec une population de 52 millions. La diaspora ukrainienne, en partie ancienne, s'est accentuée dès 1991, et accélérée dès 2022.

## Préhistoire

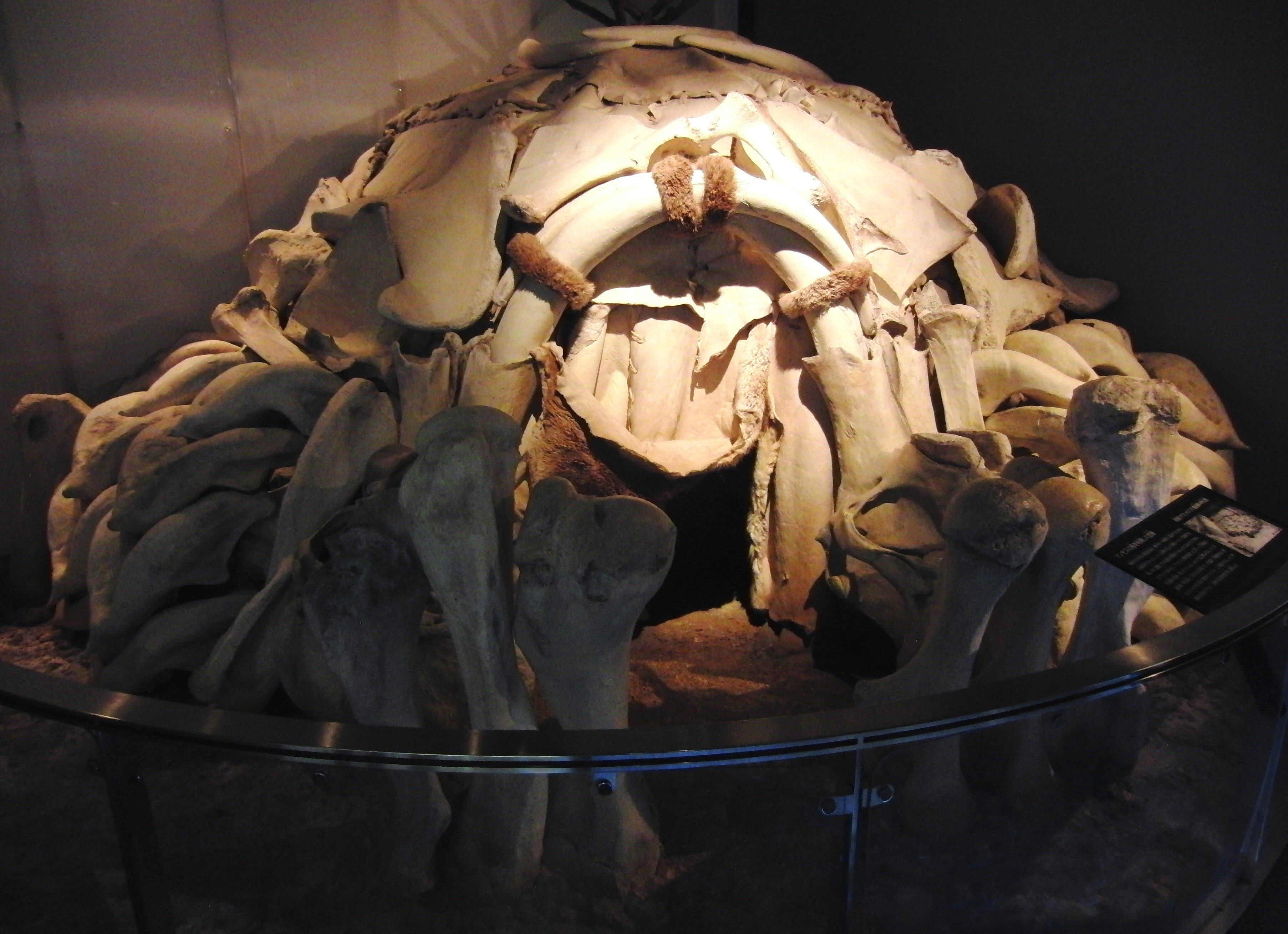
Reconstitution d'une hutte en os de mammouth construite par des chasseurs-cueilleurs il y a environ 14000 ans dont les restes ont été découverts dans le village de Mejyritch (Ukraine).

Vers la fin de la dernière glaciation (Paléolithique supérieur), il y a environ 15 000 ans, le climat devient particulièrement rude. Les régions méridionales de la plaine d'Europe orientale, qui comprend la plus grande partie de l'Ukraine contemporaine, est constituée de vastes prairies fournissant un fourrage abondant qui permet aux mammifères herbivores de proliférer : mammouths, rhinocéros laineux, bisons… Ces ressources animales sont exploitées par des groupes d'hommes modernes (Homo sapiens) chasseurs-cueilleurs qui disposent d'outils élaborés et se rattachent au complexe culturel de l'Épigravettien. Les archéologues ont trouvé des huttes bâties à l'aide d'os de mammouth (village de Mejyritch en Ukraine).
Au cours de la transition néolithique, les habitants de la région de la basse vallée du Dniepr montrent une continuité sur 4 000 ans, du Mésolithique à la fin du Néolithique, contrairement à presque toutes les autres parties de l'Europe où le renouvellement de la population a accompagné ce changement culturel. Ainsi, les zones steppiques et les zones forestières du nord de la région pontique sont habitées par des communautés de chasseurs-cueilleurs encore au Néolithique se nourrissant principalement de ressources aquatiques. La taille de la population reste stable entre le Mésolithique et le Néolithique, alors que le reste de l'Europe voit ses populations augmenter.
Durant le Néolithique, plusieurs populations nomades et agricoles ont occupé les régions plates, fertiles et bien irriguées de l'Ukraine contemporaine :
- la culture Dniepr-Donets (5000 à 4200 av J.C.) est une culture du Mésolithique qui s'est développée au nord des mer Noire et mer d'Azov, entre les fleuves Dniepr et Donets. Cette culture est caractérisée par la présence de villages de pêcheurs semi-sédentaires le long des rivières, spécialement le long des rapides du Dniepr. Les vestiges de cette culture sont des poteries et des tombes sous forme de fosses.
- la culture de Sredny Stog (4500 à 3500 av J.C.) est une culture marquant la jonction du Néolithique au Chalcolithique (Âge du cuivre). Les populations plutôt nomades se déplaçaient le long du fleuve Dniepr. Les morts étaient enterrés dans des fosses sans tumulus où le mort était placé en décubitus dorsal avec les genoux repliés, et son corps recouvert d'ocre. La phase II de la culture connaissait les poteries à céramique cordée et des haches de guerre en pierre du type que l'on associe aux cultures indo-européennes du nord de l'Europe.

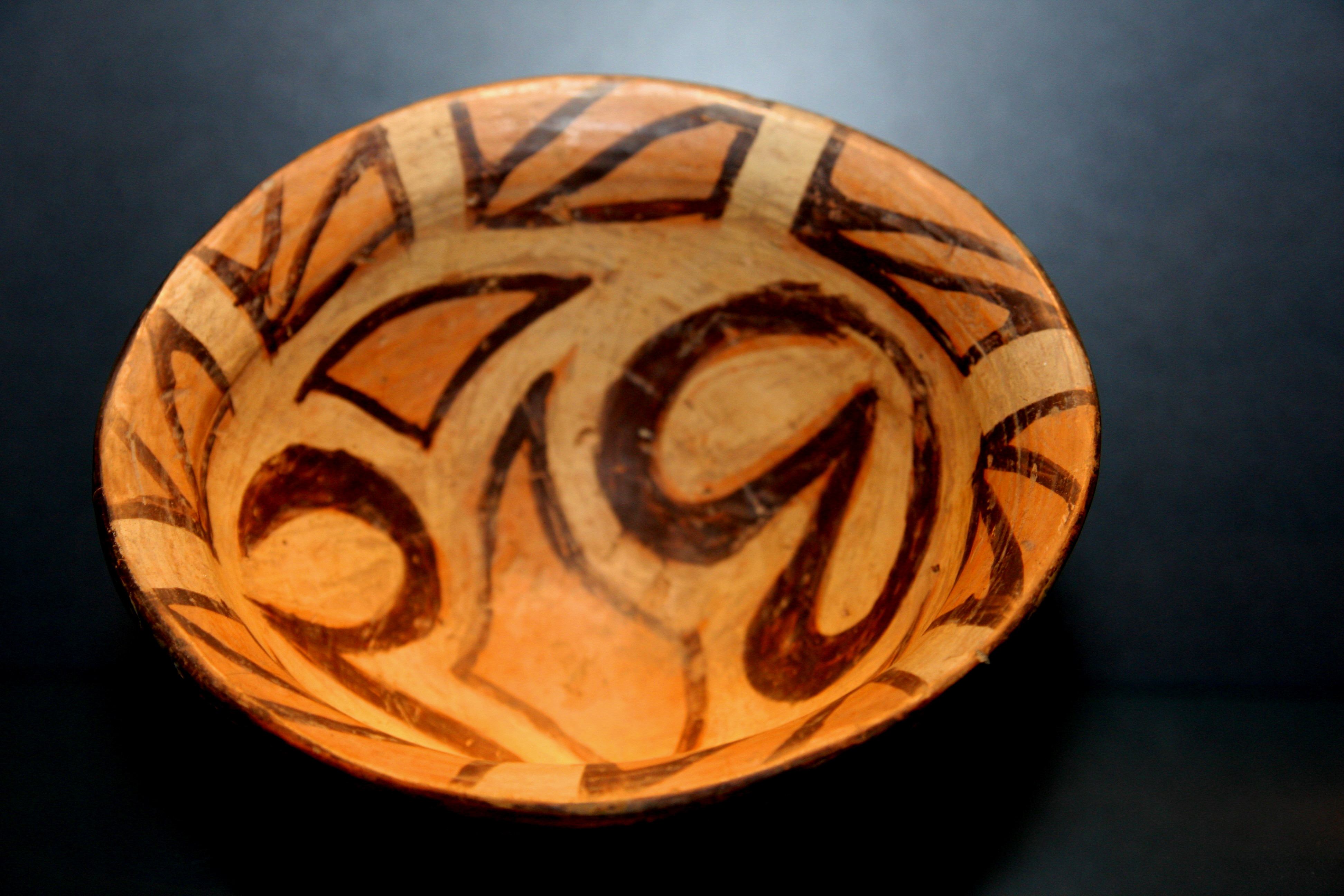
Poterie typique de la culture de Cucuteni-Trypillia.

- La culture de Cucuteni-Trypillia (5100-2750 av J.C.) est une culture du Néolithique centrée sur la Moldavie actuelle qui s'étendait à l'est jusqu'à la vallée du Dniepr (ouest de l'Ukraine contemporaine). Elle est caractérisée par la pratique d'une agriculture de subsistance, la création de villages pouvant compter jusqu'à plusieurs milliers d'habitations et l'absence de stratification sociale. La disparition de cette société restée stable durant près de deux millénaires est controversée : invasion par les nomades Yamna, refroidissement climatique…
- Les populations de la culture Yamna (3600 à 2300 av J.C.) occupent les rives de la mer Noire et les bassins des fleuves Boug, Dniepr, Don et basse Volga. Ce sont des peuples semi-nomades qui pratiquent l'agriculture le long des fleuves et fortifient parfois des sites. C'est une culture du Néolithique final et de l'Âge du bronze ancien. La caractéristique la plus notable de cette culture est l'inhumation dans des kourganes (tumulus) recouvrant des fosses à tombes où le mort est placé en décubitus dorsal avec les genoux repliés avec son corps recouvert d'ocre. Les plus anciens restes d'un char à roues en Europe de l'Est ont été découverts dans le kourgane, associé à cette culture près de Dnipro.

## Proto-histoire et Antiquité
Après les populations préhistoriques que les Grecs désignaient comme « Pélasges », les principaux groupements venus peupler ce qui est aujourd'hui l'Ukraine, durant le IIe millénaire av. J.-C., sont des Indo-Européens : les Cimmériens, les Scythes et les Sarmates, rejoints et influencés par les Grecs en Crimée. Un royaume Scythe hellénisé, la Bosphoranie (royaume du Bosphore, royaume des Cimmériens du Bosphore), se forme au IIIe siècle avant notre ère, autour du « lac Méotide », dont la brillante capitale est Panticapée (Kertch).
Au Ier siècle de notre ère, celui-ci devient un état-client des Romains, devenus par la suite les « Byzantins ».
À partir du IIIe siècle de notre ère les Goths et d'autres peuples nomades se succédèrent durant le Ier millénaire : la culture matérielle de ces peuples (artisanat, rites funéraires, etc.) se retrouve dans les sites archéologiques de la culture de Tcherniakhov. Parmi ces peuples, les Antes sont d'un intérêt particulier pour les Ukrainiens, car on pense que les Antes sont une civilisation proto-slave. Beaucoup d'objets trypiliens datent de cette époque. Du IIe siècle au XIIIe siècle, des peuples turcophones ou finno-ougriens se succèdent d'est en ouest le long de la mer Noire : Huns, Avars, Bulgares, Khazars, Magyars, Petchénègues, Polovtses, Tatars et Mongols. Pendant ce temps, des tribus slaves occupent pacifiquement l'Ukraine occidentale, centrale et septentrionale à partir du VIe siècle : elles ont joué un rôle important dans la fondation de Kiev par les Scandinaves.

Royaume du Bosphore
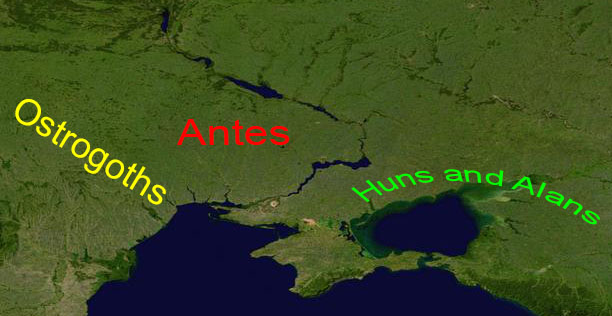
Vers 380
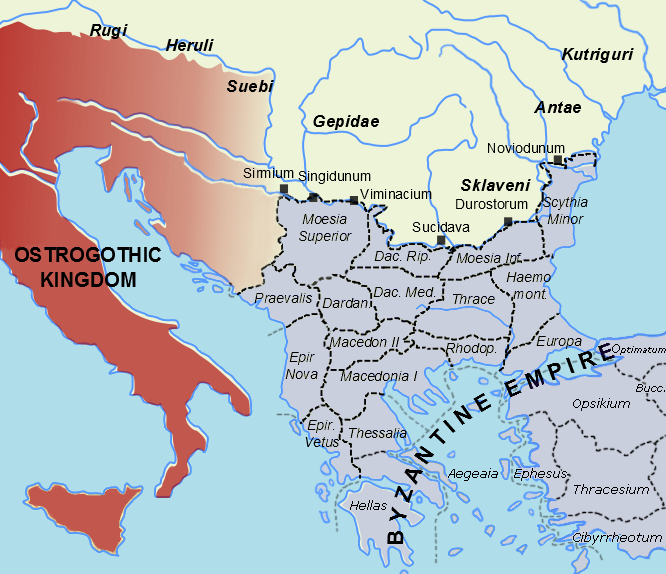
Vers 520
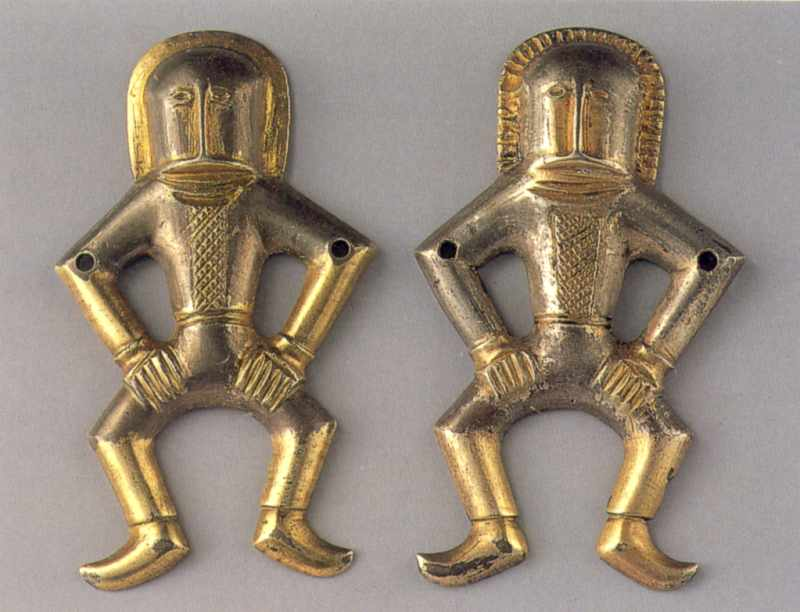
Deux pièces du trésor de Martynivka, habituellement attribué aux Antes, VIe siècle
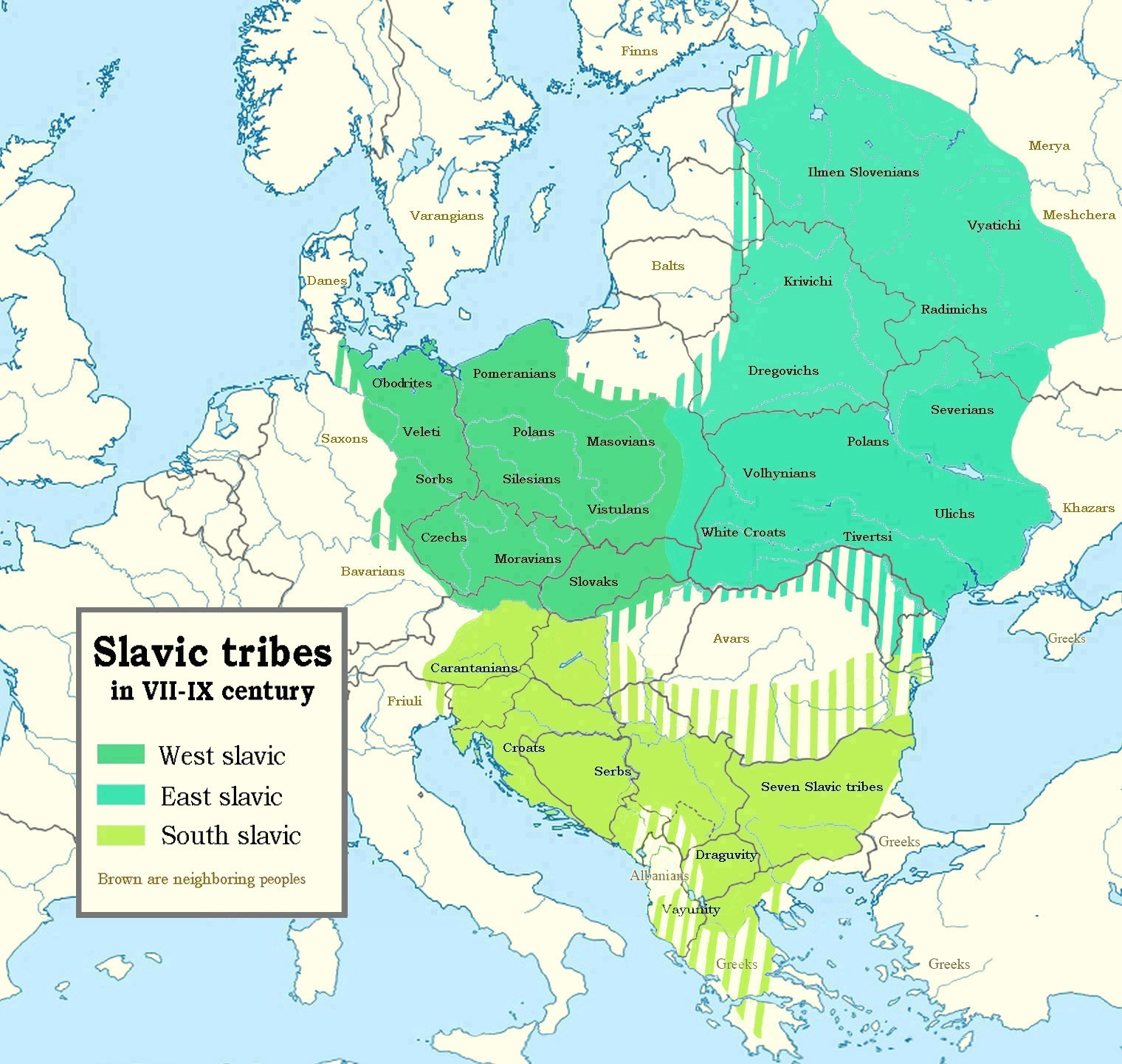
Tribus slaves vers 700

## État de Kiev (882-1240)
Au VIIIe siècle, le commerce varègue commence (des Vikings orientaux) de la Baltique à la mer Noire, stimulant l'ouverture de routes commerciales et les relations avec les étrangers dans la région et Kiev était un point de transbordement important, permettant de contrôler le commerce le long du Dniepr, du Prypiat et de la Desna. Naturellement, les premiers souverains varègues sont apparus à Kiev et sur le territoire des Polianes de l'Ukraine du Dniepr, qui, selon la théorie normande, étaient appelés «Rus» et, par conséquent, les Polianes ont adopté ce nom pour leur terre.
Selon le Conte des années révolues, Askold et Dir furent les premiers princes nordiques de Kiev qui organisèrent la première campagne de la Rus' contre Constantinople en «866». En 882, le prince varègue Oleg, descendant le Dniepr avec son armée, arrive à Kiev, déguisé en commerçant. Il attire Askold et Dir, les tue et se proclame prince de Kiev. Les spécialistes modernes considèrent que cet enchaînement d'événements est improbable et que des souverains aussi expérimentés qu'Askold et Dir seraient tombés dans le piège aussi facilement. Bien qu'il y ait eu une véritable attaque de la Rus' sur Constantinople en 860, on ne sait pas si elle a vraiment été menée par Askold et Dir. Cependant, Oleg le Sage lui-même est bien la première personne historiquement attestée dans les sources étrangères à s'asseoir sur le trône de Kiev, et il est donc considéré comme le fondateur de l'Etat ruthène. Sous son règne, un nombre important de tribus étaient déjà sous la domination de Kiev, et Oleg percevait un tribut de leur part. Bien que les premiers princes et l'élite kiévienne aient passé un temps considérable à mener diverses campagnes militaires et commerciales, les Varangiens se sont rapidement assimilés à la population locale, et les activités des princes kyéviens suivants se sont concentrées sur l'édification de la Rus' de Kiev en tant que grand État et civilisation distincte.
C'est l'âge d'or de Kiev. Le territoire de la Rus' couvrait le Nord de l'actuelle Ukraine ainsi que la Biélorussie, l'Ouest de la Russie et l'Est de la Pologne. À l'époque de Rus' de Kiev, le nom « terre de Rus' » était utilisé pour désigner le territoire de l'Ukraine du Dniepr, le noyau historique de l'État, c'est-à-dire le territoire de la tribu des Polianes, qui a pris le nom de « Rus » des Varègues au IXe siècle. Dans un sens plus large, il s'agit de l'ensemble du territoire sous l'autorité de Kiev,. De Rus' viennent la dénomination des « Ruthènes » ou « Russins », qui désignait historiquement les Ukrainiens. Le nom d'« Ukraine », qui avait différentes significations, telles que « patrie » ou « frontière », n'est devenu le nom du pays lui-même qu'à l'époque des Cosaques.
Pour la Rus', l'Empire byzantin est tantôt un allié contre les peuples nomades des steppes, venus de l'est (Khazars, Petchenègues, Coumans et autres) tantôt un adversaire qui s'allie à ces mêmes peuples contre elle.
Ainsi, en 907, Oleg le Sage s'allie à l'Empire byzantin en campagne contre les Bulgares du Danube, ces campagnes débouchent en 911 sur un accord commercial avec Byzance, mais aussitôt la Bulgarie vaincue, l'alliance est rompue et la Rus' est à nouveau en guerre contre les byzantins… aux côtés des Bulgares. Byzance en sort victorieuse, et la Rus' doit se retirer des Balkans.
Entre 912 et 913, la principauté de Kiev tente d'accroître son influence sur de nouvelles tribus slaves dont les Drevlianes. Igor de Kiev organise une campagne vers la mer Caspienne avec 500 navires. La troupe pille Gillian, Tabaristan et Chirvan et prend un grand butin. La troupe du prince de Kiev est cependant repoussée par la suite par les Khazars. Igor doit retourner à Kiev pour reconstituer ses forces.
Entre 915 et 916, les Petchénègues, un peuple de la steppe d'origine turque venu de l'Est, s'établit au sud du territoire de la principauté de Kiev, entre les Carpates et la boucle du Don, et pendant un siècle ils règnent sur la plaine qui borde les rivages septentrionaux de la Mer Noire.
En 941, Igor de Kiev à l'instar d'Oleg le Sage, après avoir fait la paix avec les Petchénègues, organise une nouvelle expédition contre Byzance : il est repoussé par les Byzantins, qui utilisent le feu grégeois. Entre 943 et 945, la Rus' combat successivement les peuples de la mer Caspienne et Byzance sans plus de succès. Enfin, la paix est signée avec Byzance dans le Delta du Danube. Mais en 945, Igor de Kiev est tué par les Drevlianes à Iskorosten alors qu'il menait une expédition pour percevoir leur tribut.

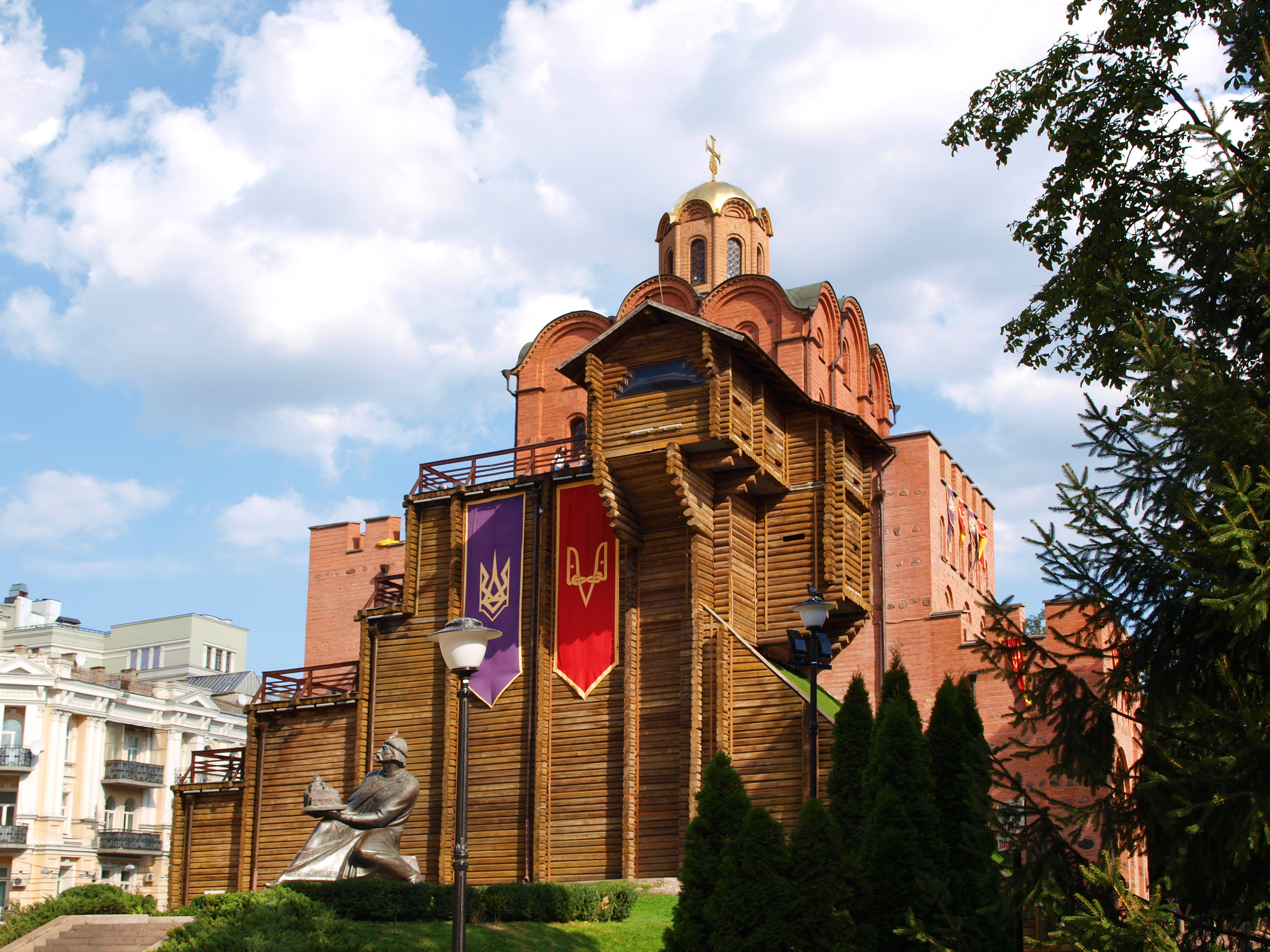
Porte dorée à Kiev (reconstruction)

Au XIe siècle, la Rus' de Kiev était géographiquement le plus vaste État d'Europe. En 988, sous le règne de Volodymyr le Grand, un missionnaire grec, Cyrille, convertit l'aristocratie kiévienne (surtout varègue) et la majorité de la population au christianisme. Sous le règne de Iaroslav le Sage, le prestige de l'État kiévien atteint son apogée : il s'étend de la Baltique à la mer Noire et du confluent de l'Oka avec la Volga jusqu'aux Carpates septentrionales. Iaroslav fut un grand bâtisseur, c'est lui qui fit construire la célèbre cathédrale Sainte-Sophie à Kiev, et un grand législateur. Le droit, l'éducation, l'architecture et l'art kiévien connaissent un apogée sous son règne.
La succession au trône de Kiev n'est pas héréditaire en ligne directe : le pouvoir va au membre le plus âgé de la famille princière. Le territoire est divisé en apanages dévolus par le prince aux familles de boyards, hiérarchisés selon leur étendue, et qui vont au membre le plus âgé de chaque dynastie. Le décès de cet aîné entraîne de nombreux conflits et, à terme, favorise la fragmentation de l'État. Kiev fut saccagée par le prince de Vladimir (1169). Les convoitises extérieures en profitent : Kiev est pillée par les Coumans, puis par les Tatars et Mongols en 1240 (siège de Kiev). Par conséquent, les principautés russes et ruthènes durent reconnaître la souveraineté des Mongols. Les autorités mongole et tatare étaient très cruelles, notamment en matière pénale, et, durant ces siècles de soumission, la population a souvent fui vers d'autres pays comme la Pologne, la Hongrie, la Moldavie ou la Crimée gréco-arménienne.

## Galicie-Volhynie (1199–1349/1392)
La principauté de Galicie (1199-1253) succède à l'État de la Ruthénie sur le territoire de l'Ukraine occidentale d'aujourd'hui.
Elle est la plus puissante des principautés ruthènes, englobant bientôt la Volhynie (ou Vladimirie) et la future Moldavie.
Durant cette période (XIIIe et XIVe siècles), chaque principauté ruthène mène sa propre politique : celles du centre (Kiev, Tchernihiv, Pereïaslavl et Tourov) cherchent l'alliance lituanienne.
En 1253, le pape accorde au prince Daniel de Galicie (Danylo Halytskyï) la couronne royale qu'il détient jusqu'à sa mort en 1264.
Mais le royaume de Galicie-Volhynie (1253–1349/1392) devient finalement lui aussi un vassal de l'Empire mongol, tout en continuant à rechercher l'appui des autres Européens (Polonais, Lituaniens).

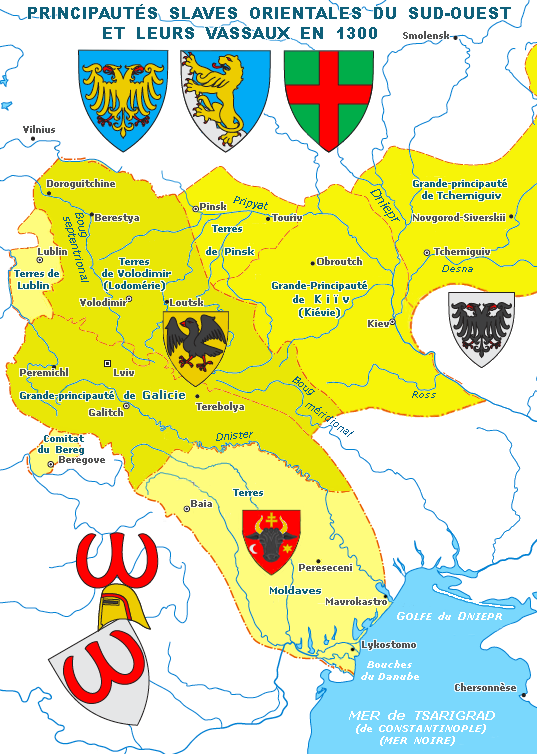
Principautés slaves orientales du Sud-Ouest et leurs vassaux en 1300
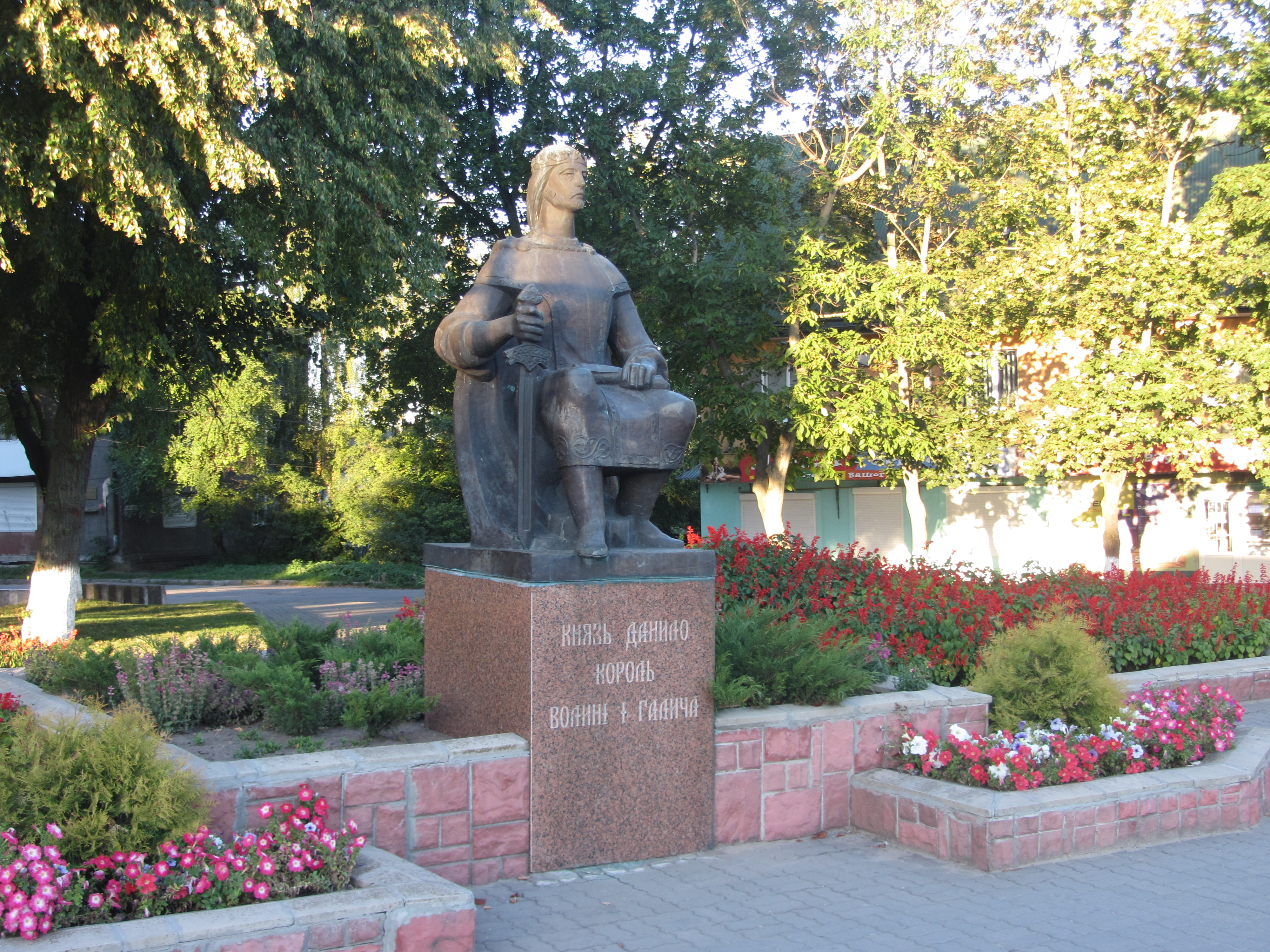
Un monument au roi Danylo (1201-1264)

## Période lituano-polonaise au nord-ouest, turco-tatare au sud-est

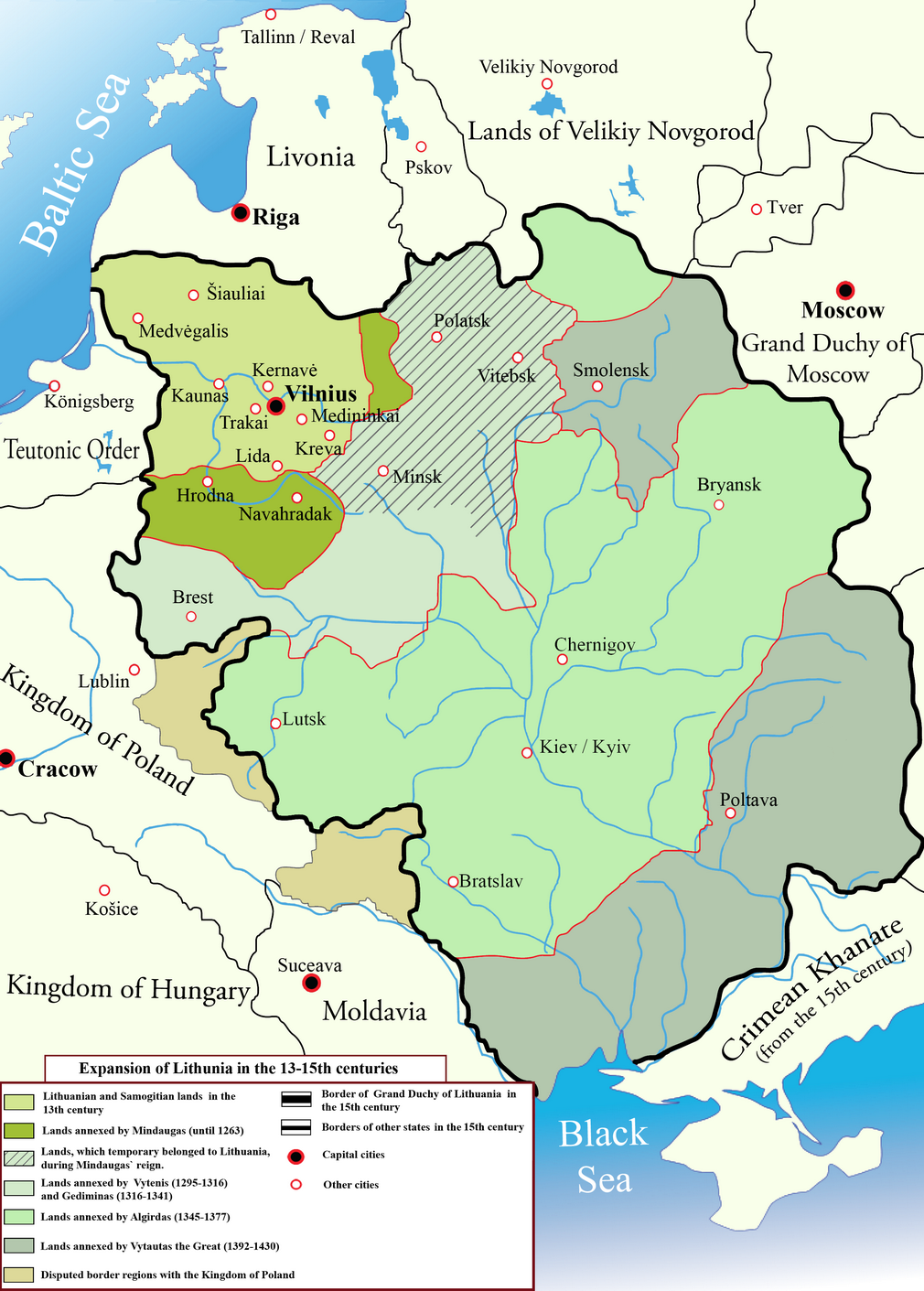
Grand-duché de Lituanie aux XIIIe et XVe siècles
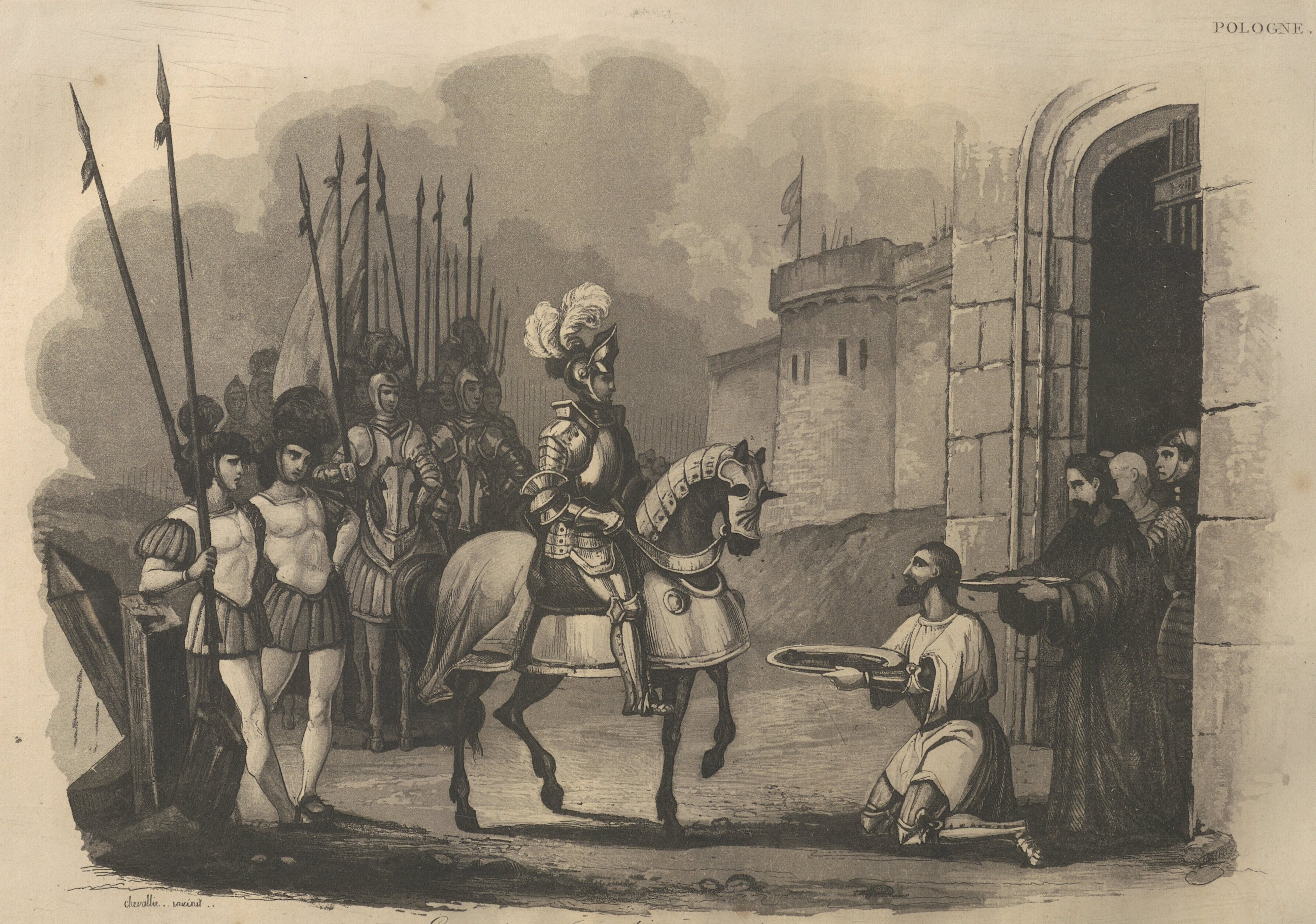
Ghédimin (1275-1341) conquiert Kiev
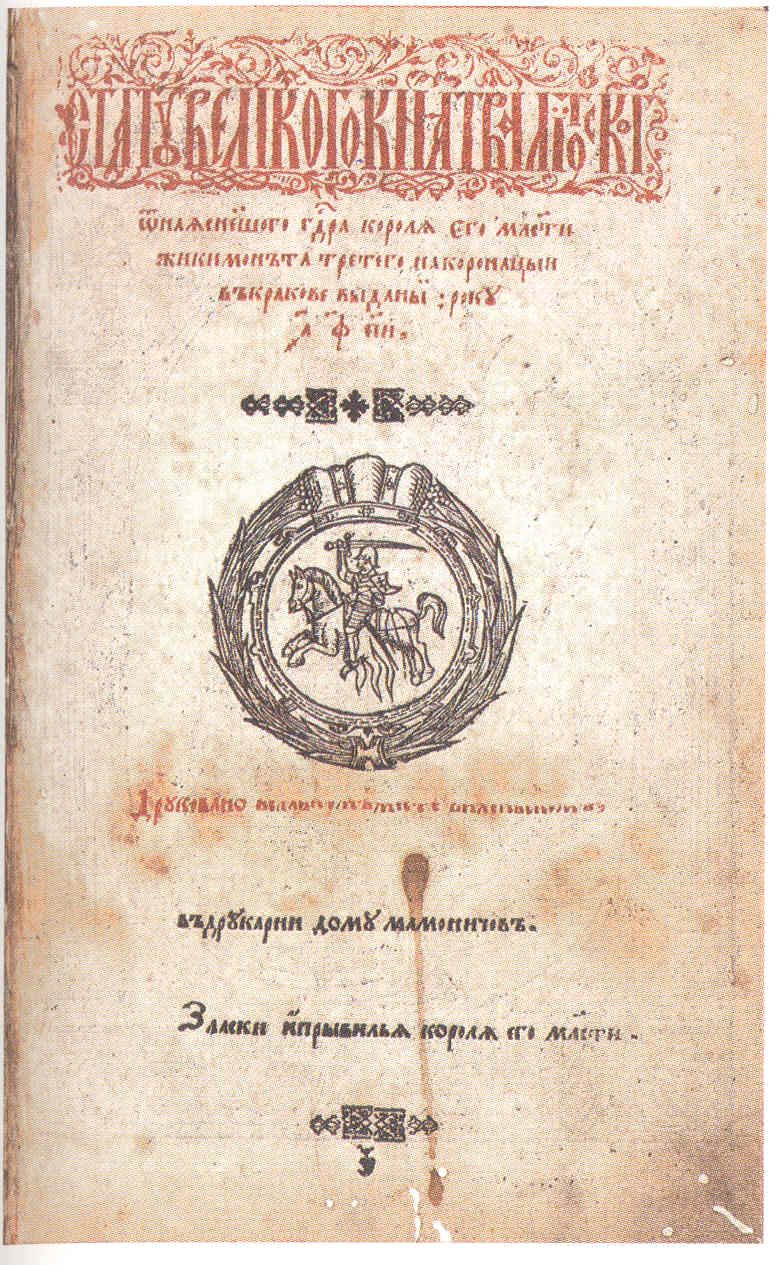
Le troisième Statut (1588)

Durant le XIVe siècle, les Polonais et les Lituaniens combattirent les Mongols et finalement toute l'Ukraine du nord-ouest passa sous l'autorité de la Pologne-Lituanie, qui annexe Kiev en 1362. La majeure partie de la population du Grand-Duché de Lituanie était composée de Ruthènes (ancêtres des Ukrainiens et des Biélorusses, le vocabulaire des langues ukrainienne et biélorusse coïncide désormais à 84 %), les princes lituaniens respectaient les droits de la population locale, la langue officielle était le ruthène (que les Ukrainiens appellent respectivement le vieil ukrainien et les Biélorusses, respectivement le vieux biélorusse), les Statuts lituaniens ont été rédigés en langue ruthène.
Les Tatars se maintiennent dans la steppe pontique sur la côte nord de la mer Noire et en Crimée ; toutefois, de 1382 à 1484, le grand-duché de Lituanie atteignit la mer Noire du côté d'Oçaq (ou Otchakiv, vers l'actuelle Odessa). La Lituanie prend le contrôle de la Volhynie au nord-ouest de l'Ukraine (y compris les régions autour de Kiev). Quant à la Pologne, elle prend le contrôle de la Galicie. Plus au sud dans la principauté de Moldavie, plusieurs citadelles et régions, qui font partie aujourd'hui du territoire ukrainien, sont la vassale de la Pologne. Dans ces régions du nord-ouest, outre les Ukrainiens que l'on nomme à l'époque Russyns, Ruthènes ou Petits-Russiens, le pays est habité par des Polonais, des Moldaves, des Allemands, des Arméniens, des Juifs et des Russes. À mesure que les Tatars perdent du terrain, nombre de villes et villages sont fondés. La noblesse d'Ukraine occidentale est souvent « polonisée ». La législation polonaise est introduite en Ukraine occidentale en 1434. Si la Pologne mène une politique relativement tolérante vis-à-vis de l'orthodoxie, elle favorise le catholicisme qui progresse dans les territoires occidentaux de l'actuelle Ukraine.
L'influence polonaise pénètre plus lentement dans les territoires relevant du grand-duché de Lituanie. L'orthodoxie y garde sa prédominance. Pourtant, les rapports de force au sein de l'État polono-lituanien tournent à l'avantage des Polonais. L'Union de Lublin (janvier 1569) consacre le triomphe de la Pologne. La Lituanie perd la plus grande partie de ses possessions ukrainiennes (Podlachie, Volhynie, Podolie, région de Bratslav et de Kiev). La noblesse de ces régions se polonise et se convertit au catholicisme. Une partie du haut-clergé orthodoxe est tentée par le rapprochement avec Rome. Le métropolite de Kiev et une partie du haut-clergé, en réaction contre les interventions réformatrices du patriarche de Constantinople, se rallie à Rome lors du concile de Brešč (Brest-Litovsk) en 1596. L'Union de l'Église de la Rus' de Kiev avec Rome forme l'Église grecque-catholique ukrainienne qui fait partie des uniates.
Durant cette domination lituano-polonaise, à partir du XVe siècle, se forment les Cosaques, des paysans ruthènes orthodoxes qui refusent la servitude et l'assimilation aux Polonais catholiques. Le royaume de Pologne les tolère et les utilise contre les Tatars, puis, à partir du XVIe siècle, contre les Turcs ottomans, devenus suzerains des Tatars de Crimée.
Le clivage entre le nord-ouest, orthodoxe mais sous influence polonaise et lituanienne, c'est-à-dire occidentale, et le sud-est soumis aux Tatars et aux Ottomans, puis conquis et colonisé par l'Empire russe, se retrouve jusqu'à aujourd'hui dans la structure politique du pays : le nord-ouest vote plutôt pour les pro-européens et se méfie de l'influence russe, tandis que le sud-est donne ses voix de manière préférentielle. Les pro-russes se méfient de l'influence occidentale (souvent assimilée au fascisme depuis la Seconde Guerre mondiale) et peut même se soulever contre le pouvoir de Kiev lorsque ce dernier se rapproche de l'Ouest.

## État cosaque, embryon de la nation ukrainienne
Au XVIe siècle les cosaques se soulèvent à plusieurs reprises contre la noblesse polonaise. Le soulèvement le plus célèbre est mené par le Hetman cosaque Severyn Nalyvaïko en 1594. L'hetman Petro Sahaïdatchnyi contribue à la création d'un centre culturel à Kiev et cherche à unifier l'armée cosaque avec la noblesse et le clergé ruthènes.
En 1648, l'hetman Bohdan Khmelnytskyi se soulève à son tour contre la Pologne. Le 16 mai, allié aux Tatars de Crimée et aux Russes de Moscou, il bat les Polonais à Jovti Vody et le 26 mai à Korsoun. Le début de la guerre de libération ébranle les fondations et la stabilité de l'union lituano-polonaise. Ce soulèvement aboutit à la création d'un territoire Cosaque autonome baptisé « Ukraine » (« Marches ») dans le bassin du Dniepr, situé entre la Pologne et la Russie. L'Ukraine de la rive gauche du Dniepr est intégrée à la Russie en tant qu'Hetmanat cosaque par le traité de Pereïaslav en 1654 et la guerre russo-polonaise qui s'ensuit. Les Cosaques combattent la Pologne, plus tard la Russie pour leur indépendance. Au tournant du XVIIIe siècle, l'hetmanat fait partie des pays les plus alphabétisés de toute l'Europe grâce à la création d'un réseau d'écoles qui s'étend à la plupart des villages. Les hetmans Bohdan Khmelnytskyï, Petro Sahaïdatchnyï et Ivan Mazepa savent parler plusieurs langues.

Contrôle du territoire de l'Ukraine en 1600
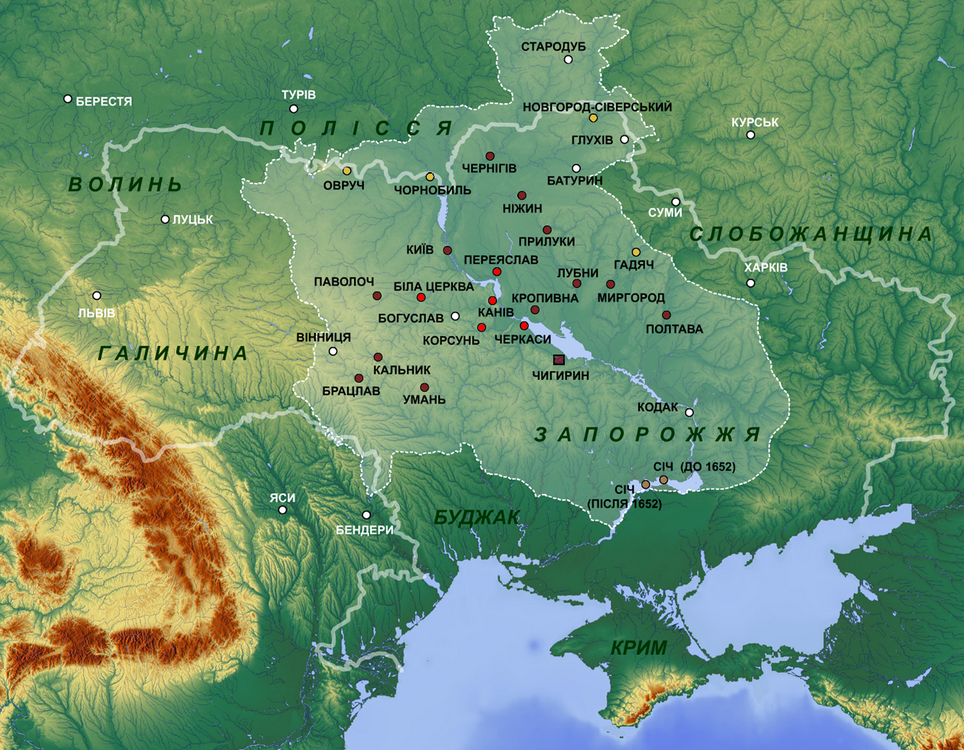
Territoire gagné après la rébellion de Khmelnitsky
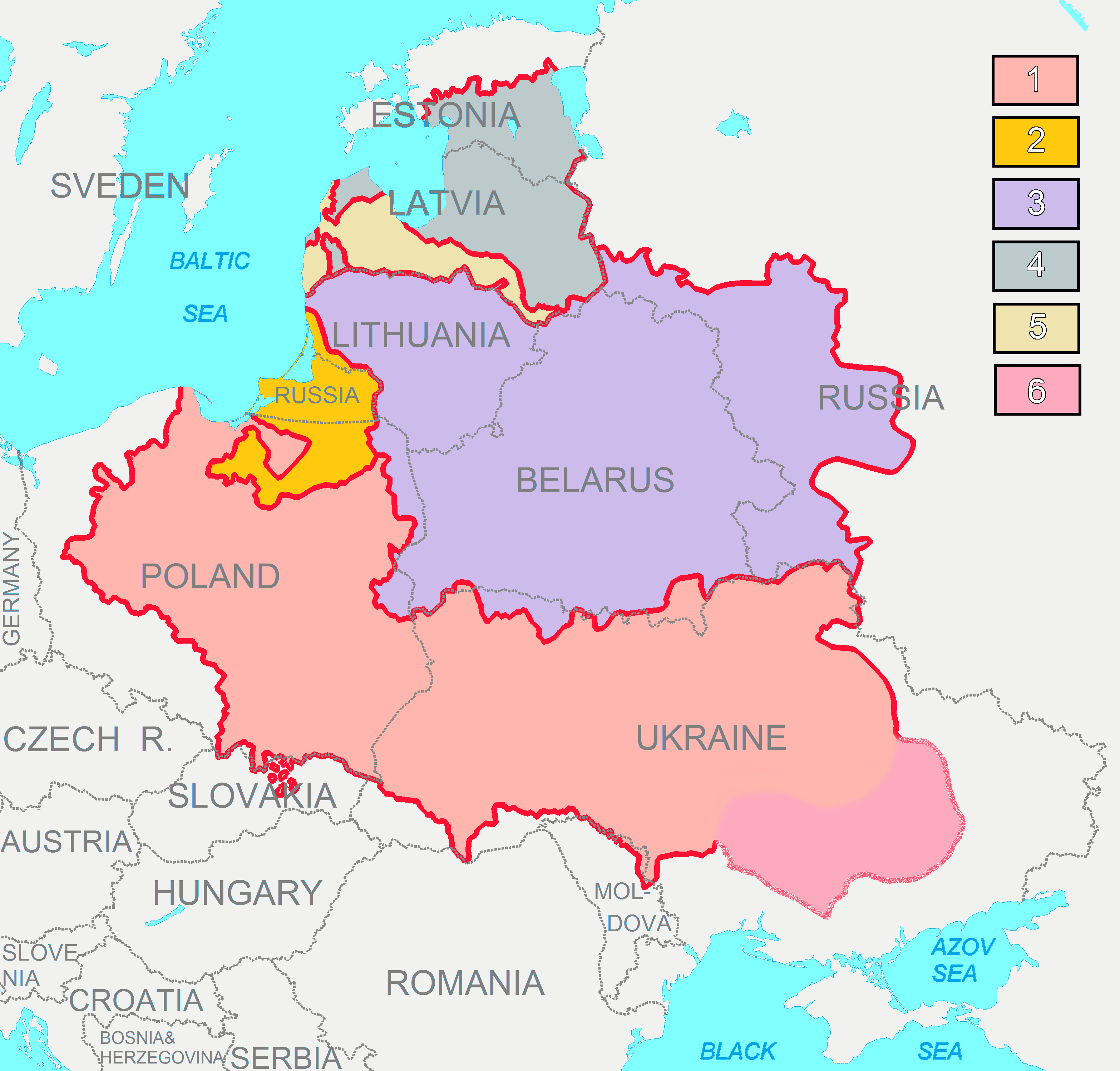
La république des Deux Nations en 1619 : (1) royaume de Pologne (saumon) ; (2) duché de Prusse, fief de Pologne (jaune) ; (3) grand-duché de Lituanie (violet) ; (4) Livonie (vert) ; (5) duché de Courlande, fief de Livonie (jaune clair) ; (6) territoire contrôlé par les Cosaques zaporogues (rose)

Ukraine cosaque 1740-1750
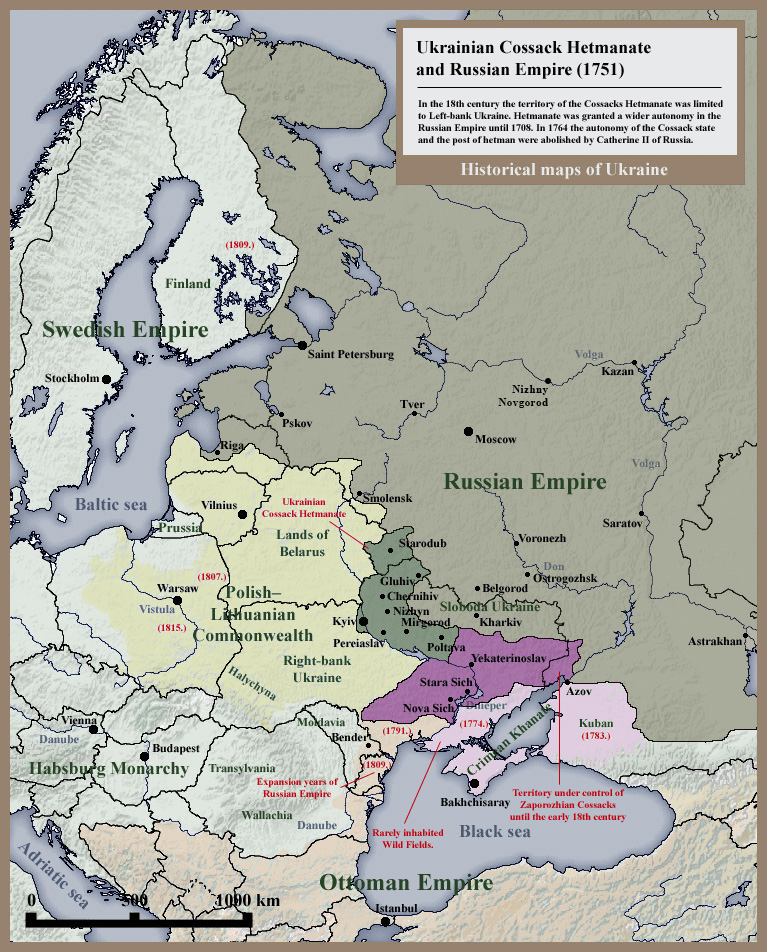
En violet la Zaporoguie en 1751
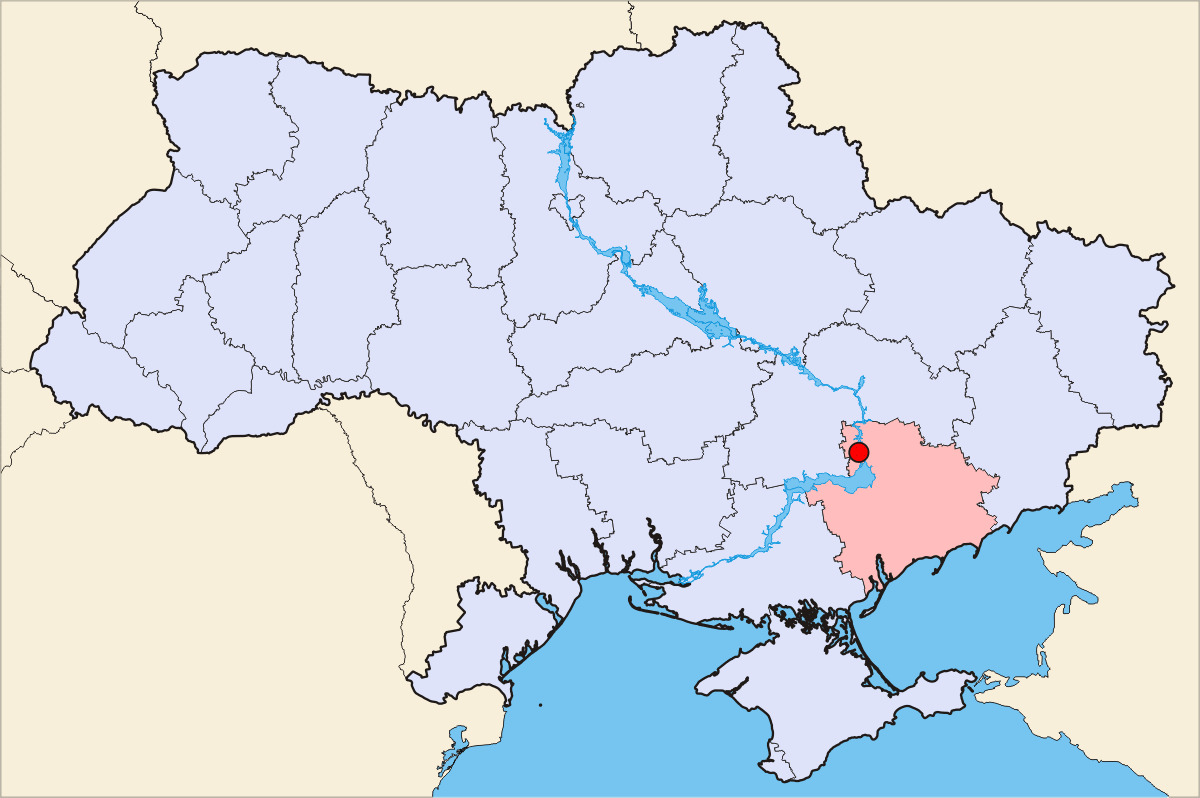
Le nom de l'actuel oblast de Zaporijjia évoque l'ancienne région des Cosaques zaporogues

## L'Ukraine intégrée dans les empires russe et autrichien (1772-1917)

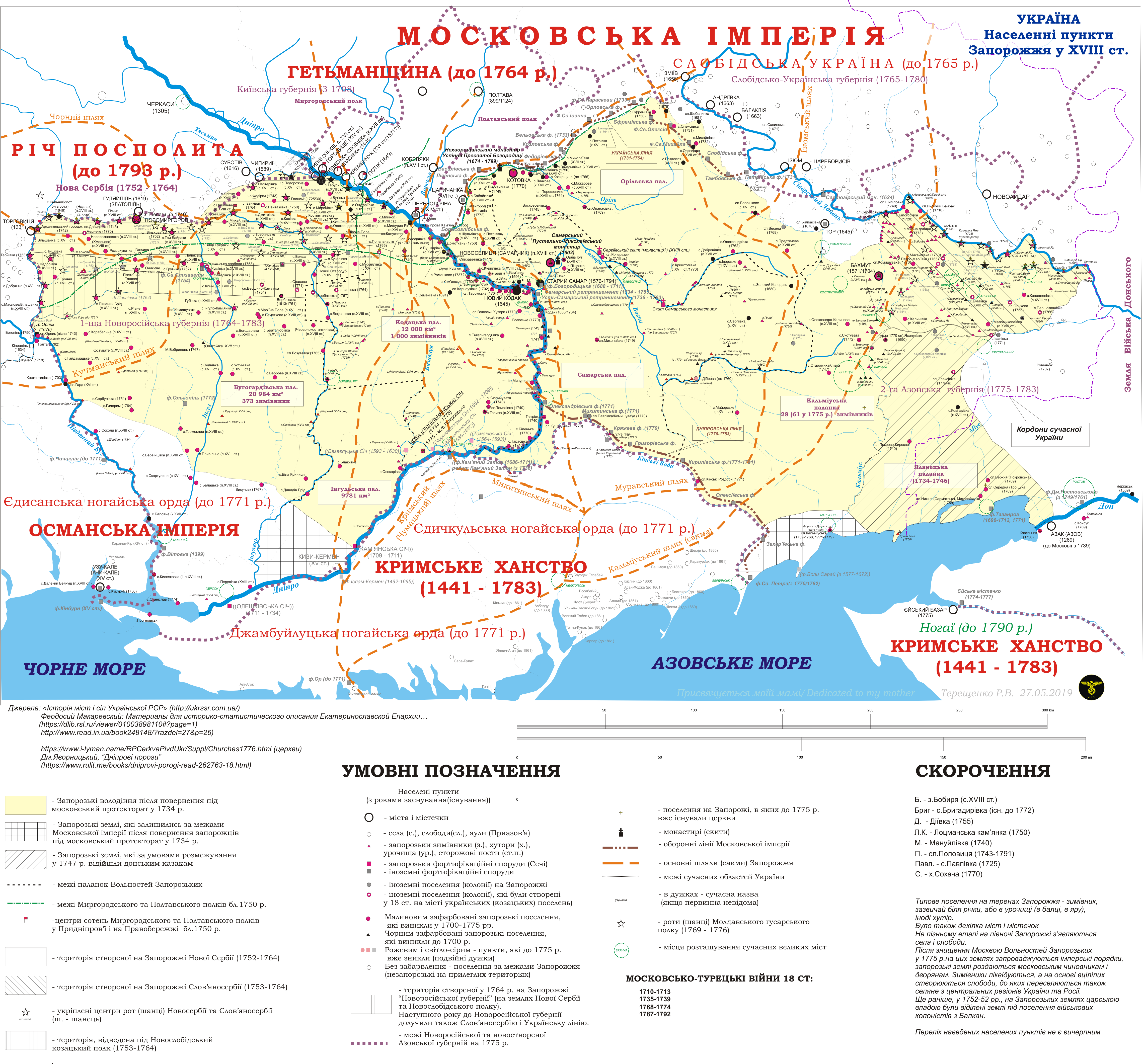
Territoires contrôlés par les cosaques ukrainiens à la fin de son existence

En 1708, l'hetman Ivan Mazepa fait reconnaître l'indépendance de l'Ukraine par Charles XII de Suède mais dès 1709, le tsar Pierre Ier bat Ivan Mazepa et les Suédois à Poltava. Les Cosaques deviennent vassaux de la Russie, qui les utilise en tant que force militaire dans son expansion contre l'Empire Ottoman et la Pologne. De son côté le sud de l'Ukraine reste sous le contrôle du khanat de Crimée (tatar) et de l'Empire ottoman. En 1772, lors du premier partage de la Pologne, la Galicie (Ukraine de l'ouest) devint autrichienne.
Après la victoire de l'Empire russe dans la guerre russo-turque de 1768-1774 avec le soutien des cosaques ukrainiens, Sitch zaporogue fut détruite par les troupes russes en 1775, une partie des cosaques ukrainiens s'enfuit à travers le Danube vers les terres de Empire ottoman , l'autre partie a été déportée vers le Kouban. Tous leurs documents (plus de 30 000), armes et objets de valeur témoignant de l'histoire de l'Ukraine aux XVIe – XVIIIe siècles furent longtemps conservés dans le fort Sainte-Élisabeth jusqu'à leur évacuation vers Kiev en 1918. Ce fort a joué un rôle important dans la victoire sur les Turcs en 1774. À la suite de cette guerre, la Russie a conquis les côtes de la mer Noire et de la mer d'Azov et a pris le contrôle du Khanat de Crimée, bien que la Crimée soit reconnue de jure comme indépendante. C'est également depuis ce fort fin mai 1775 que 8 régiments de cavalerie, 10 régiments d'infanterie, 20 escadrons de hussards et 13 escadrons de cosaques du Don (100 000 personnes) sous le commandement du général Peter Tekeli partent pour Sitch, défendu par une garnison de 3 000 cosaques. Le 15 juin, Sich fut complètement détruit et le dernier chef du Sitch Petro Kalnychevsky mourut en prison sur les Îles Solovki,,,.
En 1793, lors du deuxième partage, Catherine II, impératrice de Russie, supprime l'autonomie des Cosaques, et étend l'Empire russe jusqu'à la mer Noire. Les trois quarts de l'actuelle Ukraine sont dès lors russes. Bucovine et Bessarabie sont encore moldaves, tandis que le comté du Máramaros, l'actuelle Ruthénie transcarpatique est encore hongrois. Les partisans de l'Ukraine libre s'organisent sous le nom de Dniepr ukrainien et des nationalistes ukrainiens font référence au concept de Grande Ukraine.

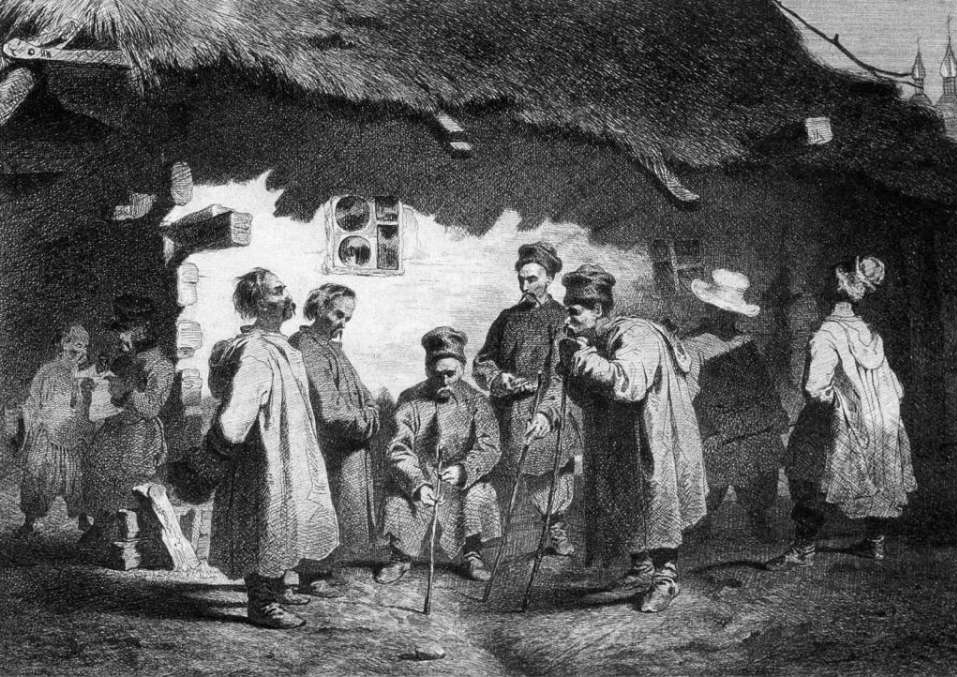
L'Assemblée des juges (1844), une des gravures de lUkraine pittoresque de Tarass Chevtchenko.

Les intellectuels et écrivains ukrainiens (notamment Taras Chevtchenko) s'inspirent de l'éveil des nations qui se diffusait à travers les autres peuples d'Europe soumis à divers Empires, et décident de ranimer la langue ukrainienne, et les traditions culturelles ruthènes afin de constituer un État-Nation. Les partisans de Taras Chevtchenko s'organisent en une Fraternité Taras. Mais l'Empire russe mène une politique générale de russification, allant jusqu'à interdire l'utilisation et l'étude de la langue ukrainienne. Le sort des Ukrainiens est plus positif sous les Autrichiens ou les Moldaves.
L'actuelle Ukraine reste partagée entre les Empires autrichien et russe jusqu'à la Révolution de février 1917.

### Abolition du servage et réformes
Au cours de la deuxième moitié du XIXe siècle le servage est aboli aussi bien dans les empires autrichien (1848) que russe (1861)[source insuffisante]. Les paysans ukrainiens accèdent ainsi à la liberté personnelle et deviennent propriétaires des terres qu'ils cultivaient en s'endettant toutefois lourdement pour indemniser leur propriétaire tout en étant soumis à une forte imposition. Les situations sont toutefois contrastées selon les régions. En Galicie orientale sous domination autrichienne, l'abolition du servage déclenche des conflits entre la paysannerie ukrainienne et la noblesse polonaise autour des servitudes et des droits de pâturage. Par ailleurs la réforme donne naissance à une petite classe de paysans ukrainiens aisés et à un énorme prolétariat d'ouvriers agricoles. Dans l'Empire russe au sud de l'Ukraine et sur la rive gauche du Dniepr les paysans perdent environ 30 % des terres à la suite de l'abolition du servage. Dans cette même région les cosaques, dont les terres étaient détenues par l'État, parviennent par contre à conserver l'ensemble des terres qu'ils cultivent. Mais tous ressentent un sentiment d'injustice devant l'obligation d'indemniser les anciens propriétaires de terres, alors qu'ils se considèrent comme les propriétaires légitimes. Les paysans de la rive droite du Dniepr sous domination russe et dont les propriétaires sont principalement des nobles polonais, bénéficient de conditions plus avantageuses. Par rétorsion contre le soulèvement polonais de janvier 1863, la superficie des terres dont les paysans ukrainiens deviennent les propriétaires légaux est en moyenne nettement plus importante que celles qu'ils cultivent. Malgré l'abolition du servage, la modernisation de l'agriculture pratiquée par les paysans ukrainiens fait peu de progrès car elle est limitée par la création dans de nombreux villages des mirs (obchtchina) d'inspiration russe chargés de gérer la distribution des terres.
L'abolition du servage s'accompagne d'autres réformes qui touchent à la société. Elles sont particulièrement importantes dans les régions de l'Ukraine faisant partie de l'Empire autrichien. Le système politique de celui-ci passe progressivement à compter de 1848 d'une monarchie absolue à une monarchie constitutionnelle. Les droits civiques (liberté d'association, liberté de presse) sont garantis à compter des années 1860 et un système parlementaire est mis en place. Les Ukrainiens de Galicie obtiennent le statut de nation au même titre que les Polonais. Mais le système électoral défavorise les Ukrainiens qui ne disposent que de 14 représentants sur 144 au parlement de Galicie. Bien que des écoles ayant un enseignement en langue ukrainienne existent (un lycée est créé à Lviv), le polonais a une nette prééminence. Dans l'Empire russe les réformes d'Alexandre II ne transforment pas le régime politique absolutiste. Elles portent sur l'enseignement, l'armée, la justice, l'école et la gestion des villes. Elles instaurent une amorce de décentralisation. Toutefois elles profitent principalement aux classes supérieure et moyenne c'est-à-dire aux non-ukrainiens.

### Industrialisation
Au cours du dernier quart du XIXe siècle l'Empire russe s'industrialise très rapidement. La Galicie autrichienne est peu touchée par la révolution industrielle qui se concentre principalement dans les parties méridionale et orientale de l'Ukraine russe. Le développement de cette industrie est rendu possible par la construction d'un réseau de chemins de fer qui débute dans les années 1860 et s'achève dans les années 1880. L'Ukraine devient à la fin du XIXe siècle le principal pôle de l'industrie lourde de l'Empire russe. Le charbon extrait dans le bassin du Donets (68 % de la production russe en 1900) combiné avec le fer fourni par le gisement de Kryvyï Rih, permet à l'Ukraine de produire 54% du fer et de l'acier russe dans d'énormes complexes industriels édifiés dans le bassin du Donets, à Kharkiv et à Dnipro (à l'époque Iekaterinoslav) souvent à l'aide de capitaux étrangers. Une agriculture exportatrice se développe : betteraves à sucre sur la rive droite du Dniepr qui alimentent une industrie sucrière, céréales en Ukraine méridionale et en Podolie exportées via les chemins de fer à partir du port d'Odessa.

### Renaissance nationale ukrainienne

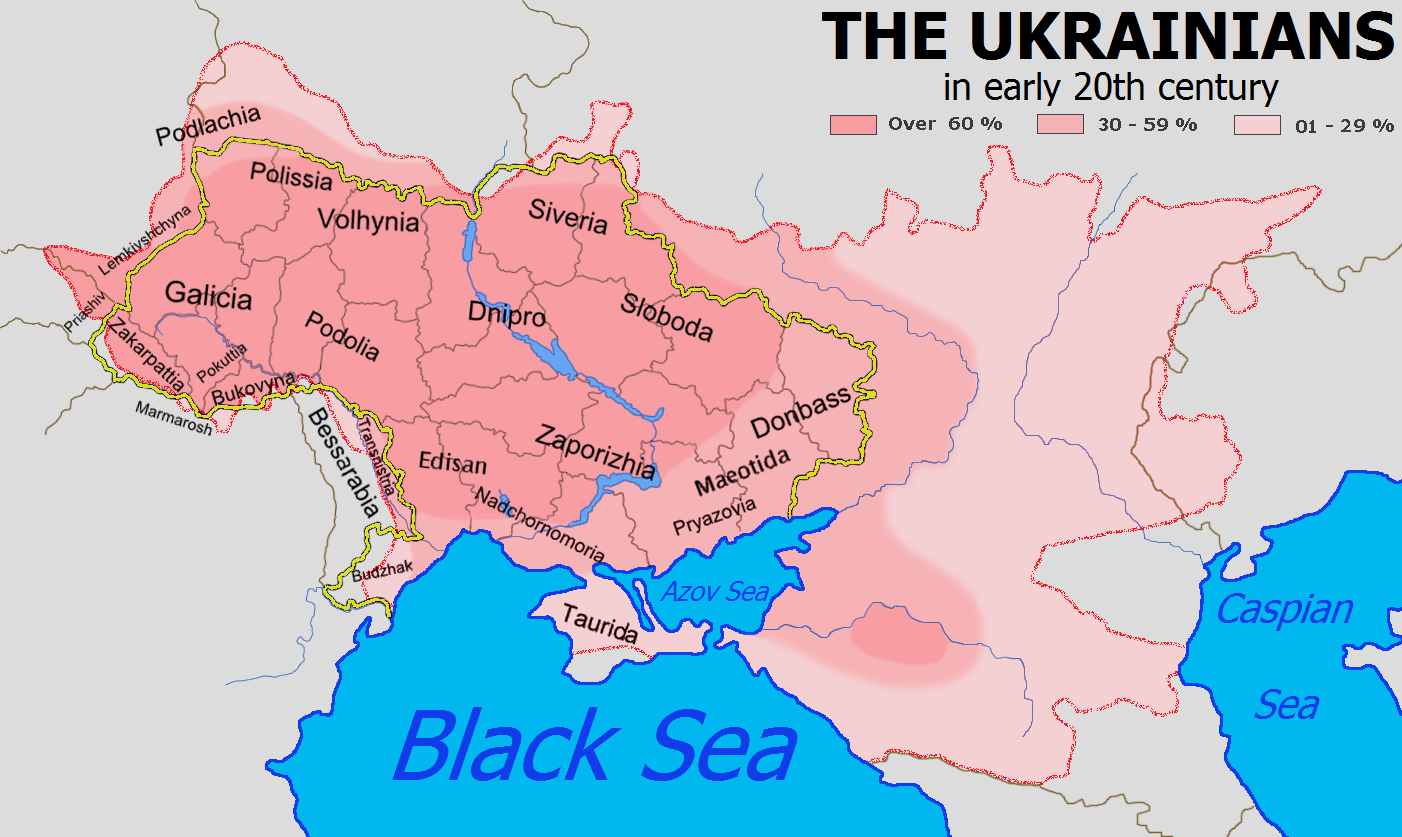
Régions historiques d'Ukraine et territoires ukrainophones concernés par la Renaissance ukrainienne, vers 1910.

- Iwan Mohylnyzkyj (de) (1778-1831), éminent ecclésiastique gréco-catholique et linguiste
- Galicie, Royaume de Galicie et de Lodomérie (1772-1918)
- Nationalisme en Ukraine

Dans cette période de réforme se développe au sein de l'intelligentsia russe, aussi bien à Saint-Pétersbourg qu'à Kiev, une ukrainophilie qui va de pair avec l'amour des paysans (fascination notamment des propriétaires polonais, appelés les chlopomanes : « passionnés du paysan », de son folklore et de la vie quotidienne).

Évolution des territorires ukrainiens de 1654 à 1954 :
- En jaune le territoire du hetmanat des Cosaques zaporogues sous suzeraineté polonaise jusqu'en 1654 dans le bassin du Dniepr.
- 1654-1667 en vert la partie rattachée au tsarat de Russie après le traité de Pereïaslav).
- 1711 : en jaune la partie polonaise, en vert la partie russe.
- 1686 Kiev rejoint la partie russe.
- 1774 : au traité de Koutchouk-Kaïnardji la Podolie devient russe.
- 1792 : aux partages de la Pologne l'Empire russe atteint la mer Noire (Odessa est fondée en 1794).
- 1917 : République populaire ukrainienne dans la partie partie antérieurement russe (jaune) et 1918 : république populaire d'Ukraine occidentale (vert clair) dans la partie antérieurement austro-hongroise. Vert et violet : Crimée et bassin du Kouban, territoires à populations entremêlées russes et ukrainiennes, revendiqués par la république populaire ukrainienne mais restés sous contrôle russe.
- 1918 : au traité de Brest-Litovsk (Première Guerre mondiale), le gouvernement bolchevik cède l'Ukraine aux Empires centraux.
- 1919-1920 : à la suite de la guerre soviéto-polonaise (durant laquelle les Polonais s'étaient avancés jusqu'à Kiev, zone en jaune), l'Ukraine occidentale est cédée par les bolcheviks à la Pologne au traité de Riga (gris).
- 1921 : dans la partie qu'ils gardent, les bolchéviks créent la république socialiste soviétique d'Ukraine (dont ils modifient les frontières en 1925).
- 1939 : attribution de la Galicie orientale (partage de la Pologne).
- 1940 : attribution de territoires moldaves pris à la Roumanie.
- 1945 : la Tchécoslovaquie cède la Transcarpatie au traité soviéto-tchécoslovaque du 29 juin 1945.
- 1954 : transfert de la Crimée de la Russie à l'Ukraine.

Comme d'autres peuples en Europe, un mouvement de renaissance nationale ukrainien se fait jour à partir du milieu du XIXe siècle dans l'Empire russe. À Lviv (Lemberg) et Tchernivtsi (Czernowitz) des associations culturelles ukrainiennes prospèrent et des mouvements politiques s'organisent comme l'Union pour la libération de l'Ukraine. Mais le pouvoir russe considère que ce mouvement est téléguidé par les Polonais. Les cercles nationaux (hromady) sont supprimés et il est interdit d'imprimer des ouvrages en ukrainien. Les élites russes considèrent les Ukrainiens comme des « Petits-Russes ». La culture ukrainienne connaît une renaissance au milieu du XIXe siècle, en parallèle avec le mouvement régionaliste qui fleurit à la même époque en Europe. Ce mouvement est concentré dans les régions de la Ruthénie, de la Volhynie ou de la Podolie et autour de Zaporijjia. C'est alors qu'apparaît de plus en plus le terme d'Ukraine — Oukraïna signifiant « à la marche », terme employé surtout dans la langue ecclésiastique depuis le XVIe siècle mais qui est remis à la mode par les intellectuels à la fin du XIXe siècle. Le pouvoir impérial russe officiellement ne connaît pas ce terme d'Ukraine. Le territoire de l'actuelle Ukraine est comme partout ailleurs dans l'Empire russe à l'exception du grand-duché de Finlande, est constitué de gouvernements : gouvernement de Kiev, Tchernigov, Iekaterinoslav, Kherson, etc. Ces entités administratives résultent de l'assemblage de plusieurs entités : Petite Russie, Nouvelle Russie (correspondant en partie aux territoires enlevés à l'Empire ottoman), parties de la Bessarabie, etc. En 1876, l'Empire interdit la langue ukrainienne dans les écoles, et la limite dans les journaux et la littérature. Cette limitation provoque en retour une revendication idéologique qui permet de comprendre l'opposition linguistique actuelle. Les différentes formes d'ukrainien ne sont plus parlées que par une frange de la paysannerie et certains cercles cultivés de régionalistes : instituteurs, universitaires, ecclésiastiques.

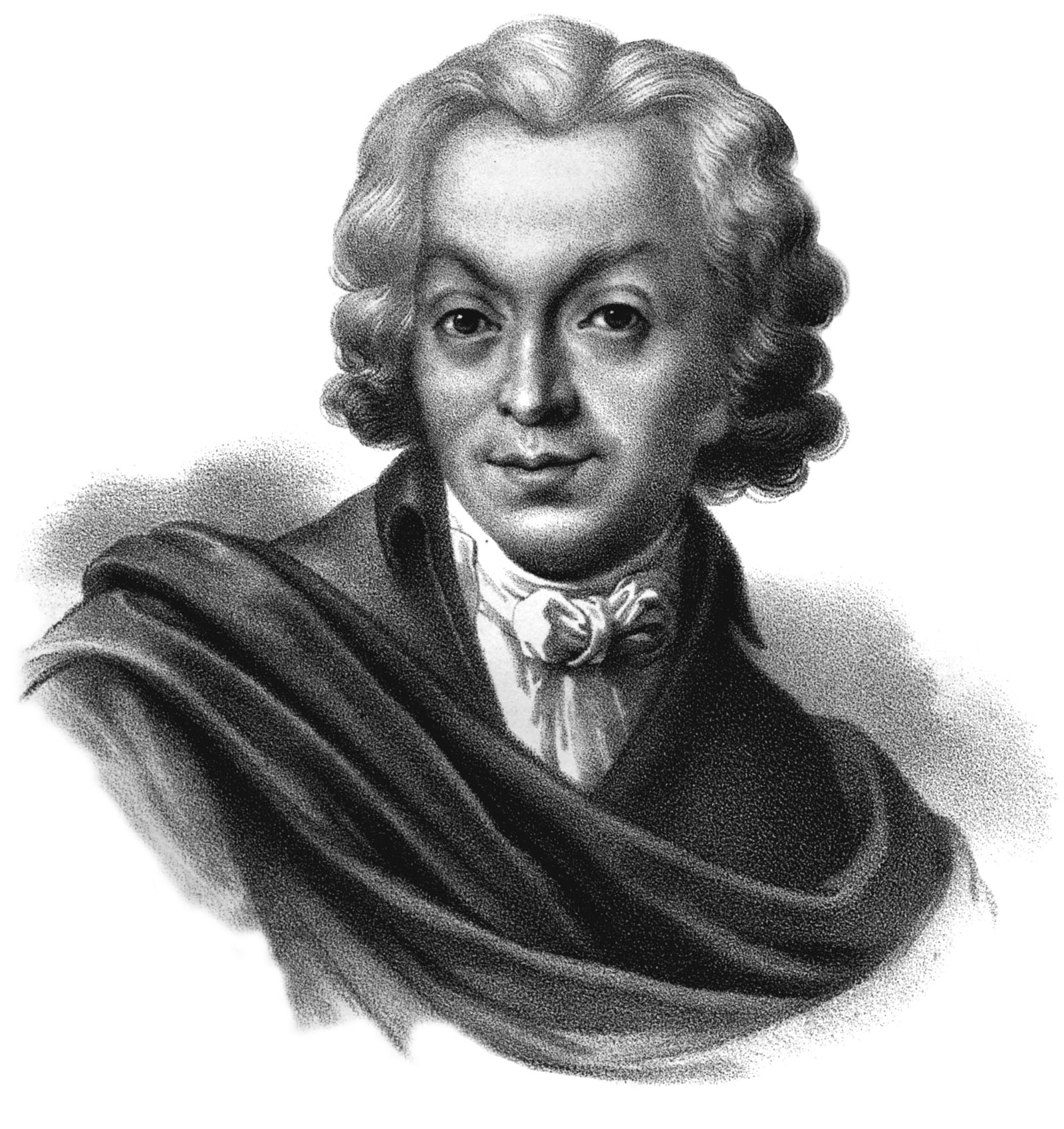
Vassili Kapnist (1758-1823), écrivain et dramaturge russo-ukrainien connu notamment pour avoir critiqué le servage dans la Russie tsariste.
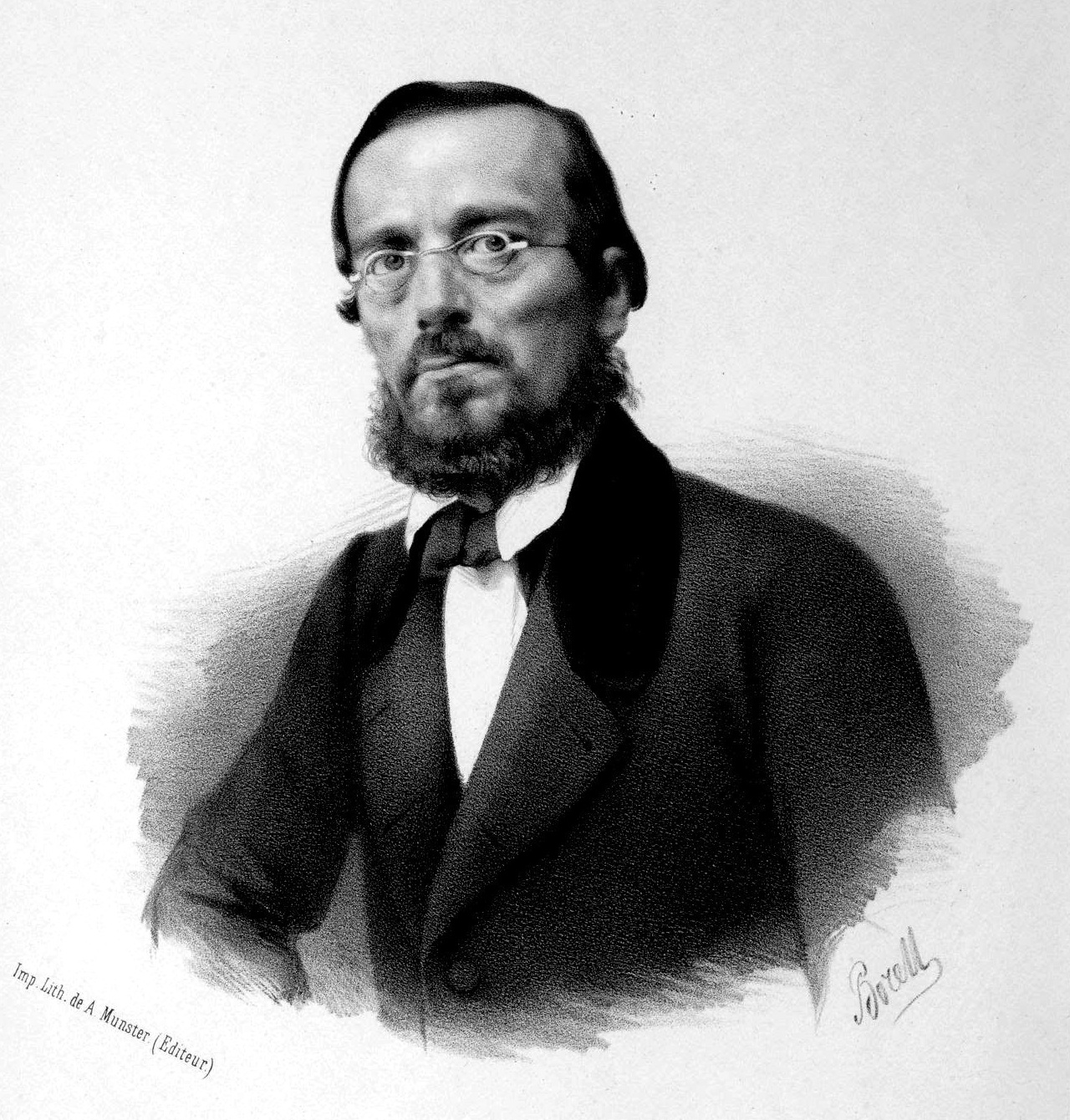
Nikolaï Kostomarov (1817-1885), historien russo-ukrainien proche de Taras Chevtchenko.
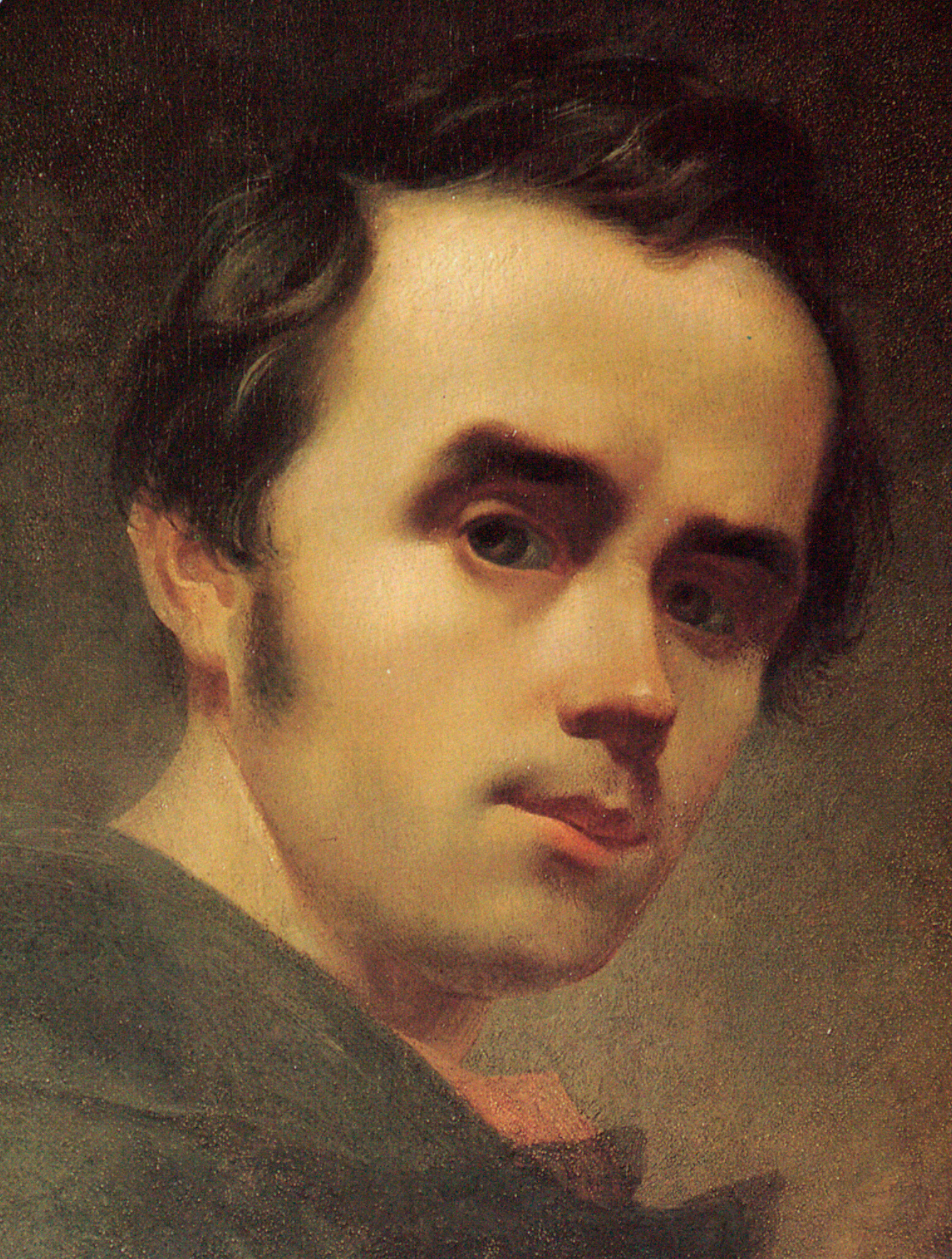
Taras Chevtchenko, poète, ethnographe et peintre (1814-1861) est considéré aujourd'hui en Ukraine comme le plus grand chantre de la culture ukrainienne.
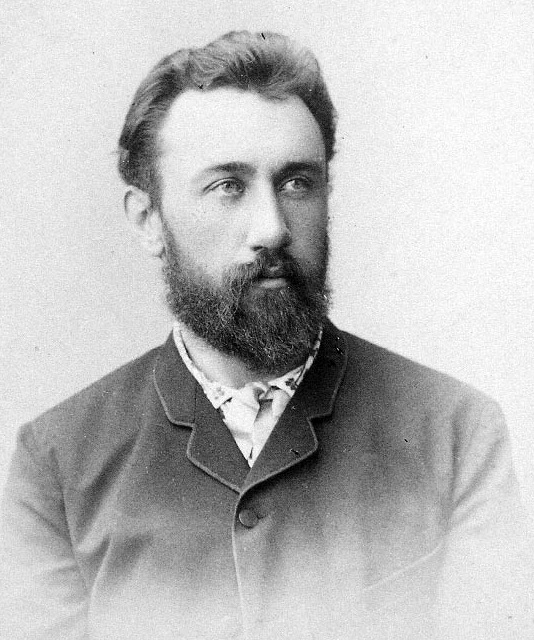
Borys Hrintchenko (1863-1910), écrivain, poète, enseignant, traducteur, linguiste, ethnographe, homme politique et activiste ukrainien, auteur du premier dictionnaire en langue ukrainienne.
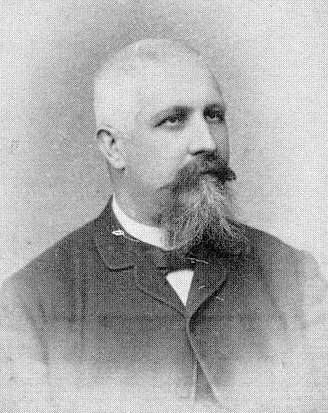
Ioulian Romantchouk (1842-1932), pédagogue, journaliste, écrivain et politicien en Galicie.

### Une population dispersée et fortement hétérogène
Vers 1910 environ 33 millions d'Ukrainiens vivent sur les territoires des empires russe (29 millions) et autrichien (4 millions). Sur ce dernier territoire, en Roumanie, Pologne et Slovaquie les Ukrainiens constituent des minorités sauf en Galicie occidentale où ils représentent 62 % de la population en 1910.
Sur le territoire de l'Ukraine russe les Ukrainiens ethniques ne représentent en 1897 que 72,6 % de la population et cette part décroit depuis un siècle car c'est une terre d'émigration pour les Russes : les principales minorités sont les Russes (2,8 millions soit 11,8 %), les Juifs (1,9 million soit 8,1 %), les Allemands (0,5 million soit 2,1 %) et les Polonais (0,4 million soit 1,7 %).
Les plus fortes concentrations d'Ukrainiens ethniques se trouvent sur la rive gauche du Dniepr (région de Poltava 93 %) alors qu'ils ne constituent que 56 % de la population de l'Ukraine méridionale dont le peuplement n'a commencé qu'à la fin du XVIIIe siècle à côté de 21,4 % de Russes et de 7,4 % de Juifs et 4,4 % d'Allemands.
Dans l'empire russe, mais à l'extérieur de l'Ukraine, plus de 3 millions d'Ukrainiens vivent à la veille de la première guerre mondiale dans les régions proches (Koursk, Voronej, oblast de l'armée du Don et piémont caucasien) et près de 2 millions ont émigré en Sibérie, dans le Kazakhstan et dans l'Extrême-Orient russe (oblast de l'Amour).
Enfin, phénomène spécifique à la Galicie, plus de 600 000 Ukrainiens ont émigré au cours des décennies 1890 et 1900 principalement vers l'Amérique du Nord, et souvent pour fuir les persécutions.

### Les Ukrainiens, un peuple de paysans au tournant duXXesiècle
La révolution industrielle ne touche pratiquement pas les Ukrainiens qui restent liés à la terre et sont confinés dans les campagnes et les petites agglomérations. L'industrie lourde et l'exploitation minière emploient principalement des Russes venus de toutes les régions de l'Empire ; en règle générale les terres sont détenues par les nobles russes (dans l'Empire russe), autrichiens, polonais et hongrois (en Autriche-Hongrie) tandis que l'artisanat et le commerce sont principalement animés par des colons allemands et des juifs. En conséquence les Ukrainiens sont surtout des ruraux, mais sont minoritaires dans les principales villes.

## République populaire ukrainienne (1917-1920)

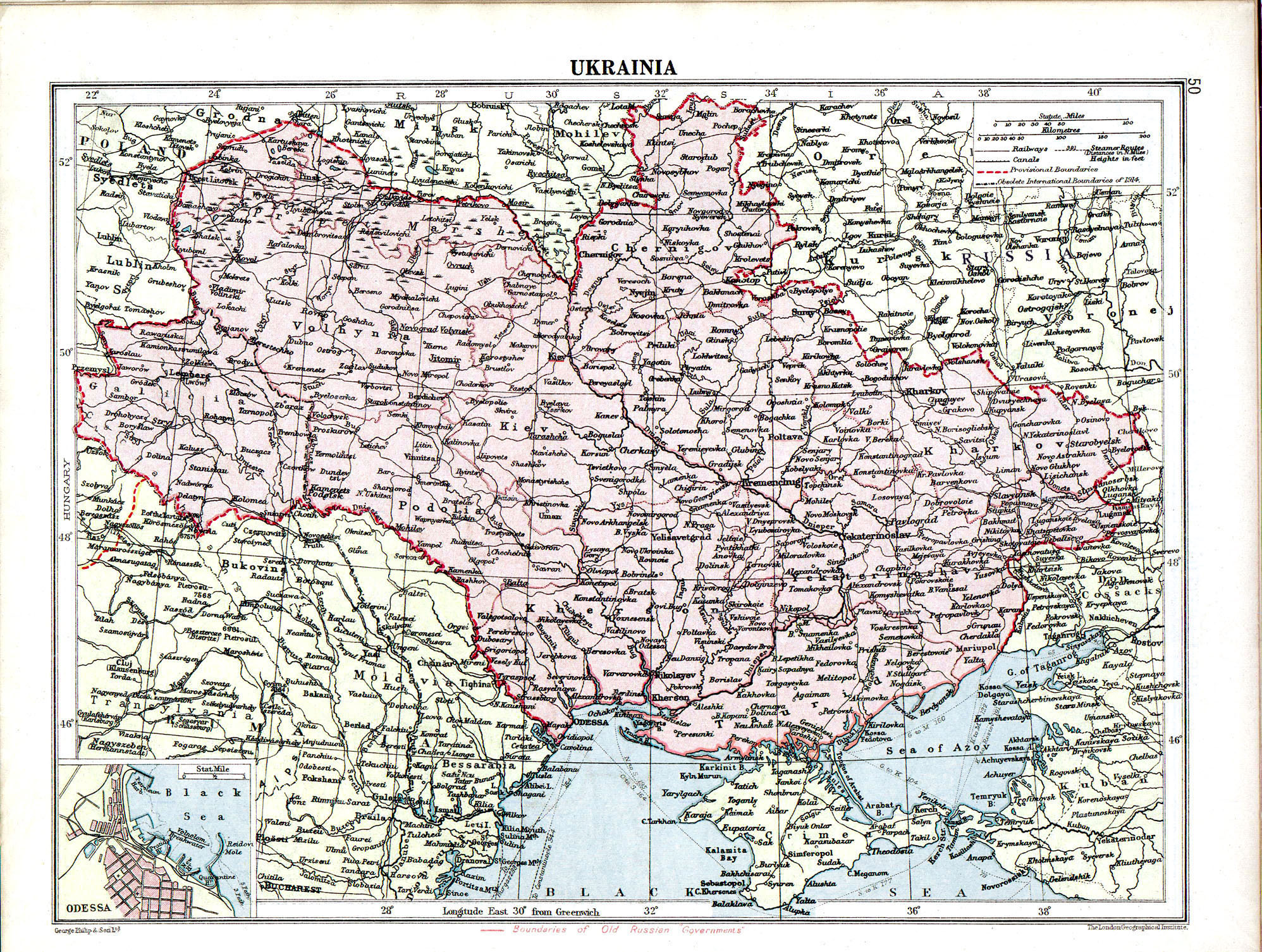
La République populaire ukrainienne, sur le terrain (1919).

La Première Guerre mondiale et la révolution russe aboutissent à la disparition des Empires russe et autrichien. Les Ukrainiens déclarent leur indépendance. Ils créent dès le 17 mars 1917 la Rada centrale (le parlement) dont Mykhaïlo Hrouchevsky devient président le 27 mars et le reste jusqu'au 29 avril 1918. Le 20 novembre, la Rada centrale proclame la République populaire ukrainienne, reconnue par la France et la Grande-Bretagne en janvier 1918, et déclare son indépendance le 22 janvier 1918. Cependant, l'offensive des Bolchéviks contraint le gouvernement à quitter Kiev en février 1918.

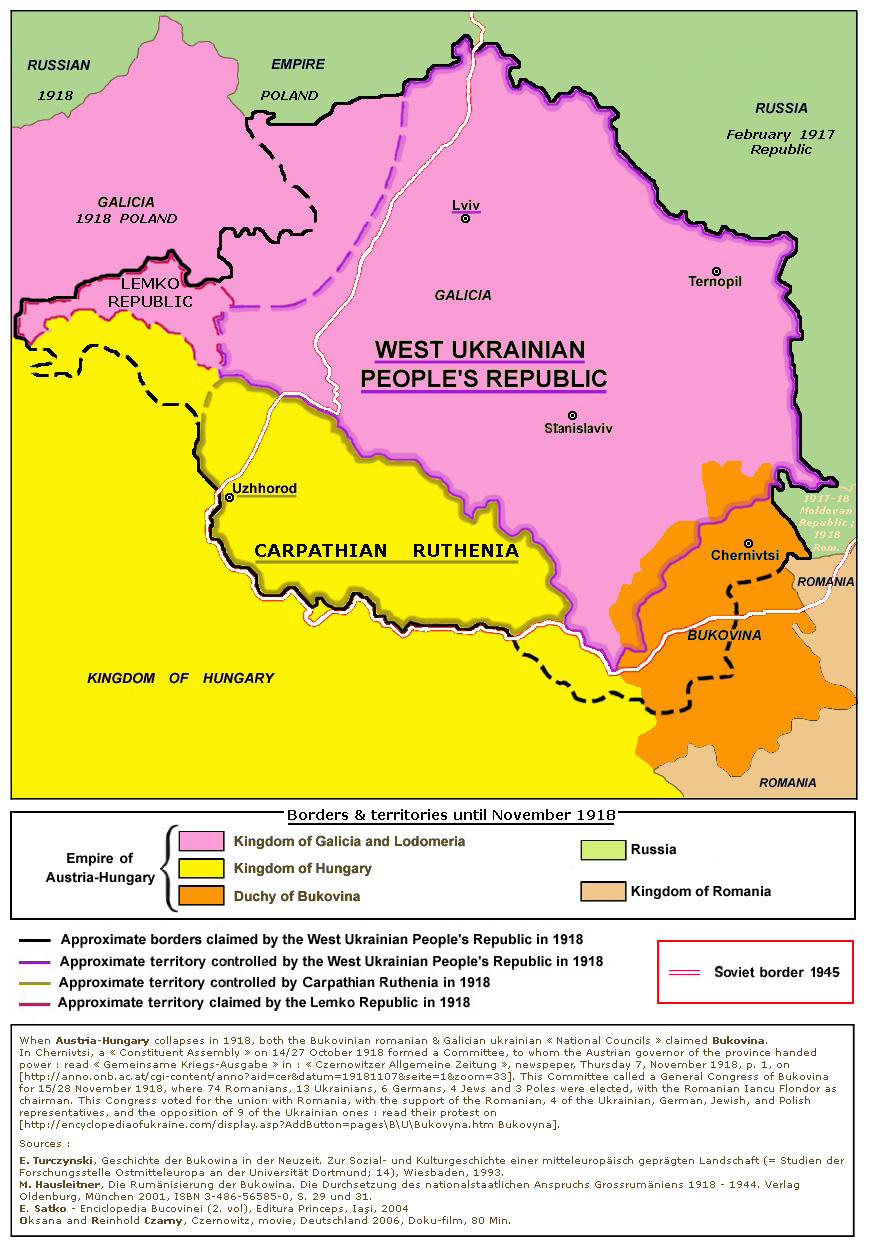
Les territoires revendiqués fin 1918 par les républiques ukrainiennes de Lemko, de Ruthénie subcarpathique et d'Ukraine occidentale.

En mars 1918, par le traité de Brest-Litovsk, Lénine livre l'Ukraine aux occupants allemands, qui permettent le retour du gouvernement à Kiev. Mais une période de terribles troubles s'ensuit : corps francs allemands, troupes russes débandées, anarchistes de Nestor Makhno, différentes factions ukrainiennes (pro-alliées, pro-allemandes ou pro-bolchéviques) s'affrontent, pillant villes et villages.
Le 29 avril 1918, Mikhaïlo Hrouchevsky est réélu président, mais un coup d'État conservateur proclame Pavlo Skoropadsky hetman de l'État d'Ukraine. Cette période d'Hetmanat est brève puisqu'elle dure jusqu'en novembre 1918, date à laquelle une insurrection du Directoire bat l'hetman le 18 novembre près de Motovylivka. Volodymyr Vynnytchenko puis Symon Petlioura sont alors nommés présidents du Directoire de la République populaire ukrainienne jusqu'en octobre 1920.

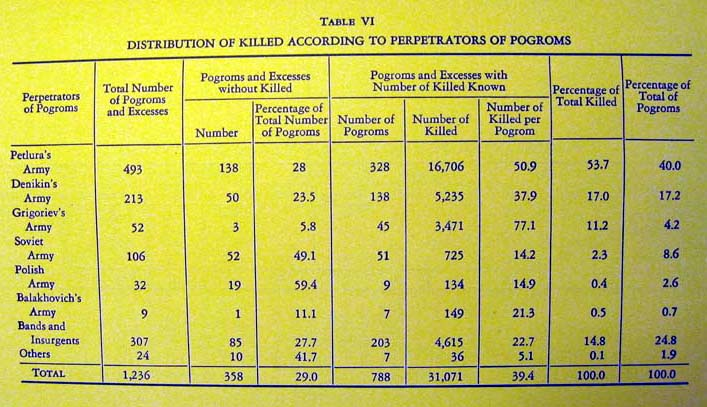
Tableau de distribution des Juifs tuées par les différents pogromistes entre 1918 et 1921.

De plus, durant les années 1918 à 1921, l'Ukraine est secouée par de multiples pogroms contre les Juifs, faisant des milliers de morts ; beaucoup fuient alors les persécutions à l'étranger.

Nestor Makhno, anarchiste ukrainien, fait de Houliaïpole le centre régional d'une guérilla libertaire. De novembre 1918 à juin 1919, l'Armée révolutionnaire insurrectionnelle ukrainienne (Makhnovtchina) contrôle le sud-est de l'Ukraine, y compris le port de Marioupol et une portion du Donbass. L'influence de ses partisans s'étend jusqu'aux portes de Kharkiv, au nord, et d'Odessa, à l'ouest. Des « communes libres » voient le jour à l'initiative des paysans les plus déshérités, en liaison avec des « conseils libres des travailleurs ».

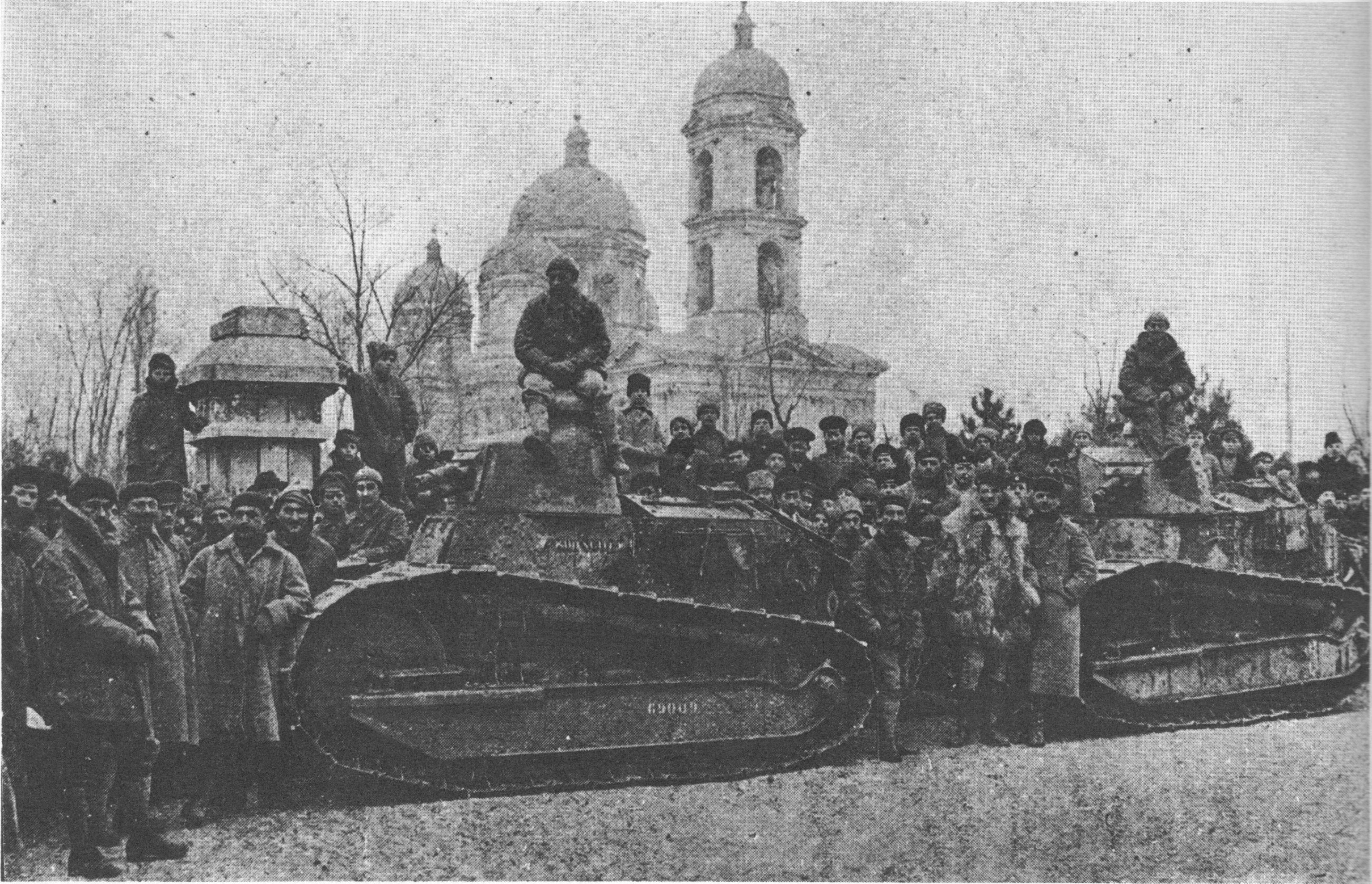
Chars français à Odessa pendant l'intervention alliée de 1918-1919.

En même temps la dislocation de l'Empire austro-hongrois permet l'émergence d'un comité ukrainien en Galicie le 1er novembre 1918, qui proclame une république populaire d'Ukraine occidentale (ZUNR) 9 novembre à Lviv, tandis que la Commission polonaise de liquidation contrôle la Galicie occidentale. Il en va de même le 6 novembre 1918 dans le nord-ouest de la Bucovine et le 19 novembre 1918 en Transcarpatie, ainsi qu'autour de Lemko en Galicie occidentale. Mais les Polonais de Galicie et les Roumains de Bucovine proclament simultanément leurs ralliements respectivement à la Pologne renaissante (1918-1939) et au royaume de Roumanie, de sorte que le gouvernement de la ZUNR doit s'établir à Ternopil ; les comités ukrainiens de Lemko, de Bucovine et Transcarpatie ne parviennent pas à contrôler leurs territoires, et l'année suivante, Polonais et Roumains sont admis à faire valoir leurs revendications à la conférence de la paix de Paris (1919), alors que ce droit est refusé aux Ukrainiens. Pourtant, en dépit de la guerre polono-ukrainienne de Galicie, et de sa non-reconnaissance par les puissances occidentales, le gouvernement de la ZUNR réussit à maintenir son autorité autour de Ternopil, une région de Galicie où il n'y a que très peu de Polonais et pas de Bolcheviks.
La proclamation de la nouvelle république, qui revendique sa souveraineté sur la Galicie orientale et les Carpates, jusqu'à la ville de Nowy Sącz, à l'ouest, ainsi que la Bucovine, est une surprise pour les Polonais. Les Ukrainiens, habitants de Lviv, approuvent la proclamation avec enthousiasme. L'importante minorité juive la soutient ou reste neutre, tandis que les Polonais préparent leur riposte. Du 1er novembre 1918 au 22 mai 1919 de violents combats opposent Ukrainiens et Polonais dans la bataille de Lviv (en).
Le 1er décembre 1918, le secrétariat d'État de la république populaire d'Ukraine occidentale conclut un accord préliminaire avec le Directoire de la République populaire ukrainienne, portant sur l'union des deux États ukrainiens. L'accord est approuvé par la Rada de la ZUNR le 3 janvier 1919 et par le Directoire le 22 janvier 1919, date à laquelle l'union est officiellement proclamée. Dès lors, la ZUNR prit le nom de province de l'ouest de la République populaire ukrainienne. Mais l'union n'est pas pleinement établie : les organismes gouvernementaux de la ZUNR continuent de fonctionner séparément à Ternopil.
Le 22 janvier 1919, UNR et ZUNR s'unissent, mais en même temps, les Allemands se retirent, et dans le vide ainsi créé se déclenche une guerre de harcèlement confuse de type « chacun contre tous les autres » entre troupes russes tsaristes, dites Blanches (dirigées par le général Dénikine et soutenues par les armées Alliées franco-britanniques), l'armée communiste des Bolcheviks dite Rouge, l'armée nationaliste ukrainienne de Symon Petlioura et les troupes anarchistes dites Noires. À part les deux dernières, principalement composées d'Ukrainiens, toutes ces troupes vivent sur le pays et affament les villageois ukrainiens à coups de réquisitions répétées. Au cours de cet affrontement généralisé, les Français et les Britanniques occupent Odessa, Sébastopol et d'autres ports, mais l'intervention franco-britannique tourne court à cause du manque de moyens engagés, des mutineries de la mer Noire et de l'hostilité de la population exaspérée par les réquisitions (mars-avril 1919).
À la fin de 1919 et au cours de la première moitié de 1920, les Bolcheviks finissent par l'emporter sur les autres belligérants, et la partie anciennement russe de l'Ukraine, avec Kiev pour capitale, est intégrée à l'URSS créée en 1922, tandis que la partie, qui était auparavant autrichienne, avec Lviv pour ville principale, est intégrée à la Pologne en 1921. La petite Ukraine transcarpatique, jadis hongroise et brièvement indépendante en novembre 1918, vote son rattachement à la Tchécoslovaquie tandis que la Bucovine, sa minorité ukrainienne se résigne à son rattachement à la Roumanie : ces deux régions évitent ainsi la « soviétisation », des réquisitions, la collectivisation et les famines qui s'ensuivent, dont le Holodomor. La ZUNR continue d'exister en exil à Berlin jusqu'en 1923.

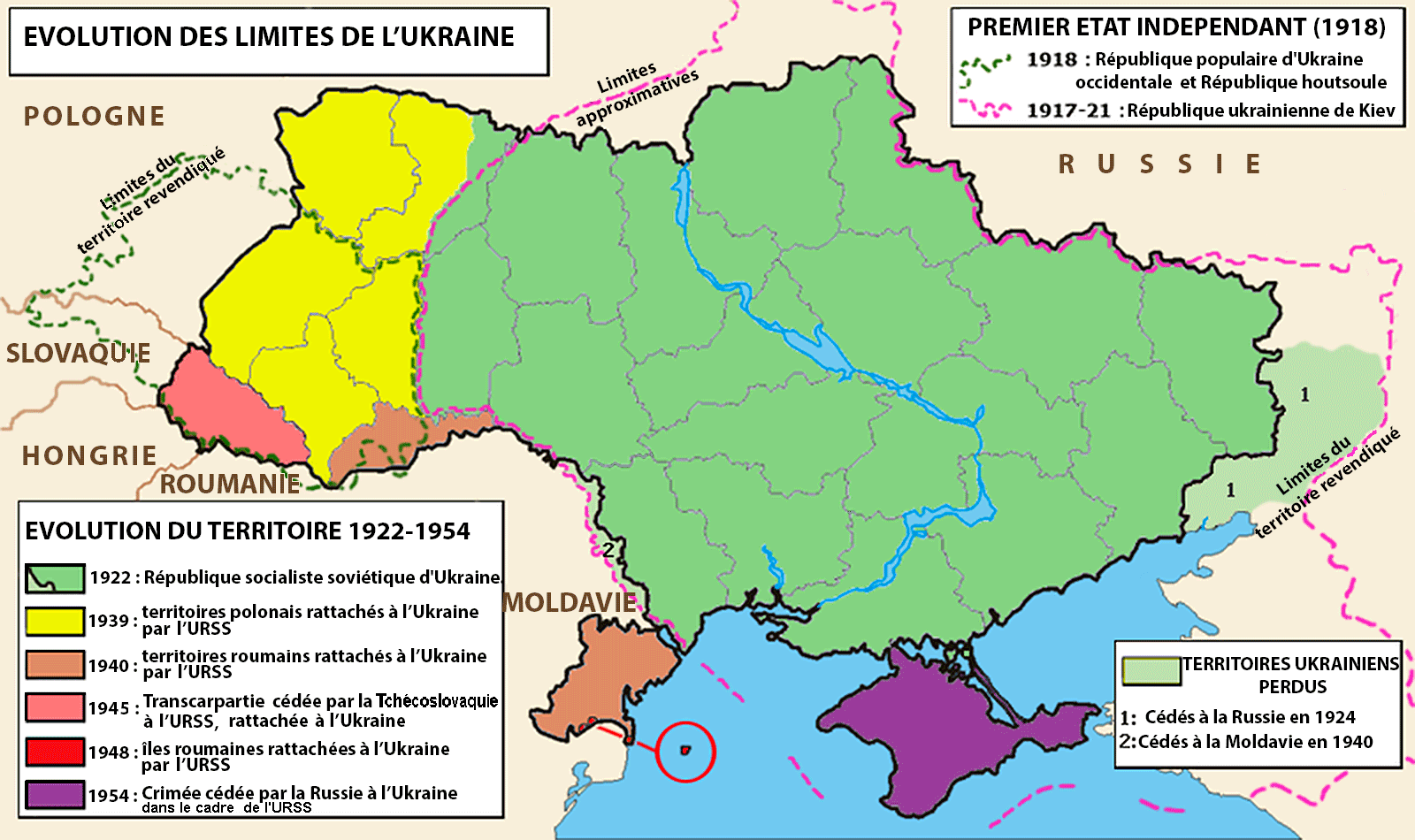
La formation territoriale de l'Ukraine moderne de 1918 à 1954.

- Galicie province autrichienne de 1772 à 1918, Royaume de Galicie et de Lodomérie (1772-1918), Galicie russophile (mouvement) (en)
- Ruthénie rouge (Galicie orientale)
- Front de l'Est (Première Guerre mondiale) (1914-1917)
  - Bataille de Lemberg (1914, et autres combats de la bataille de Galicie) : 100 000 morts, 100 000 prisonniers, 200 000 blessés
  - Occupation russe de la Galice orientale (1914-1915) (en), Gouvernement général de Galicie (1914-1917)
  - Relations judéo-ukrainiennes en Galice orientale (en)
- République populaire ukrainienne (1917-1921, UNR), Directoire d'Ukraine, Volodymyr Vynnytchenko (1880-1951)
- Guerre d'indépendance ukrainienne (1917-1921)
- Armée révolutionnaire insurrectionnelle ukrainienne (1918-1921)
- Insurrection de novembre (Lviv, 1918) (en)
- Nouvelle-Galicie (1795-1809), République populaire d'Ukraine occidentale (1918-1919, ZUNR / WUNR / WUPR)
- Guerre polono-ukrainienne (1918-1919), Kresowiec (véhicule blindé polonais)
- République socialiste soviétique d'Ukraine (1919-1991)
- Deuxième République (Pologne) (1918-1939), incluant la Ruthénie rouge/orientale

## L'Ukraine soviétique (1922-1991)

### Un statut fédéral favorable à l'autonomie de l'Ukraine
Le 30 décembre 1922, un traité donne naissance à l'Union des républiques socialistes soviétique en réunissant la RSFSR, la RSS de Biélorussie, la RSS d'Ukraine et la RSS de Transcaucasie. Deux conceptions du nouvel état s'affrontent à cette occasion. Joseph Staline, qui vient d'accéder au poste de secrétaire général du comité central du parti communiste russe, pousse à la fusion des républiques en laissant un certain degré d'autonomie aux nationalités non russes. Mais les responsables du parti communiste ukrainien demandent un système fédéral arguant que la révolution socialiste ne peut se réaliser que par la libération nationale. Le choix d'une fédération de républiques l'emporte grâce à l'intervention de Lénine qui rêve d'une révolution mondiale à l'issue de laquelle la Chine, l'Inde, l'Allemagne, la France et les États-Unis viendraient rejoindre l'Union soviétique. Mais le choix d'une fédération résulte également en grande partie de la nécessité de maintenir l'Ukraine, la nation la plus susceptible de se rebeller, dans l'Union. Il s'agissait également de combattre le nationalisme russe qui constituait une menace pour un état multi-ethnique.

### Les gains et les limites de l'ukrainisation durant les années 1920
La structure fédérale du régime soviétique et la place prédominante du parti communiste ukrainien permettent à l'Ukraine de disposer d'une autonomie inespérée. Au début des années 1920, le régime soviétique tente de consolider son emprise sur un pays en ruine en optant pour une politique économique libérale, la « nouvelle politique économique » (NEP) : il autorise notamment l'existence de commerces, d'artisans et d'agriculteurs travaillant à titre privé, bien que cette tolérance soit en contradiction avec la doctrine communiste.
En parallèle, le 30e congrès du parti communiste adopte en 1923 une politique dite d'indigénisation (korenizatsia). Celle-ci consiste à favoriser le développement économique et culturel des nations non russes : l'objectif de Moscou est de tenter de créer des élites locales loyales. On peut mesurer l'ampleur du problème en Ukraine à travers la composition du parti communiste d'Ukraine en 1922 : alors que les Ukrainiens représentent alors 80 % de la population (contre moins de 10 % pour les Russes et environ 5,5 % pour les Juifs), le parti communiste ukrainien ne compte parmi ses membres que 24 % d'Ukrainiens et les Russes y sont majoritaires.
Au sein du parti communiste ukrainien, une fraction des dirigeants menée par Alexandre Choumski (en) considère que la révolution doit être utilisée pour la libération à la fois sociale et nationale des minorités nationales. Ces communistes ukrainiens estiment que pour combler le fossé entre le prolétariat des villes et la petite bourgeoisie paysanne, le parti doit adopter la langue et la culture ukrainiennes, dans la mesure où ce sont celles de la majorité de la population de l'Ukraine. Cette position se heurte à de fortes résistances au sein du parti communiste ukrainien : de peur de s'aliéner les groupes les plus favorables au pouvoir, l'ukrainisation était jusqu'alors limitée aux Ukrainiens ethniques et excluait les Russes et les autres minorités de l'Ukraine (Juifs, Grecs, Allemands…). Choumski demande à Joseph Staline de promouvoir l'ukrainisation au sein de la population ouvrière et de remplacer le secrétaire général du parti communiste d'Ukraine, Lazare Kaganovitch — un Juif ukrainien protégé du secrétaire général mais peu favorable à la pratique de l'ukrainien —, par Vlas Tchoubar, un Ukrainien ethnique. Staline, malgré sa volonté d'obtenir l'appui des communistes ukrainiens pour prendre le pouvoir après la mort de Lénine, refuse, prônant plutôt une ukrainisation progressive. Néanmoins, voulant reprendre l'initiative face à la fraction nationaliste, il reproche en 1925 à Kaganovitch la lenteur de l'ukrainisation : ce dernier, puis son successeur à compter de 1928, mettent dès lors en œuvre une politique beaucoup plus efficace.
Selon les chiffres officiels, l'utilisation de l'ukrainien dans les établissements d'enseignement supérieur passe de 33 à 58 % entre 1926 et 1929. Le pourcentage des journaux publiés en ukrainien passe de 20 à 92 % entre 1926 et 1932. L'indigénisation concerne également les régions d'Ukraine où des minorités sont présentes (Juifs, Polonais, Grecs, Bulgares). Celles-ci disposent désormais de livres imprimés dans leur langue et d'écoles où celle-ci est utilisée pour l'enseignement. Néanmoins, le processus d'ukrainisation ne touche pour l'essentiel que les campagnes : dans les villes, le russe progresse parmi les Ukrainiens ethniques, et plus encore parmi les minorités. Ainsi, en 1926, 62 % des Ukrainiens ethniques de Kharkiv et seulement 41 % des Juifs de la ville déclarent avoir l'ukrainien pour langue maternelle. La politique d'ukrainisation connaît le même échec partiel dans les régions industrielles du Sud et de l'Est : ainsi, à Kharkov, le nombre de personnes se déclarant de langue maternelle ukrainienne progresse seulement de 24 à 32 % entre 1926 et 1939, et ce malgré la hausse de la proportion d'Ukrainiens (39 à 49 %).

### Industrialisation forcée
Quand Joseph Staline lance le premier plan quinquennal en 1928, l'Ukraine devient l'une des sources indispensables de son financement. Les années d'industrialisation furent marquées par la construction de la plus grande centrale hydraulique de l'Europe sur le Dniepr (le DnieproGuES), ce qui contribua à l'électrification de la République, ainsi qu'une importante mise en valeur du grand bassin minier et métallurgique de l'est de l'Ukraine, le Donbass.

### «Années de plomb» du stalinisme (1929-1939)
Staline avait soutenu l'ukrainisation de manière temporaire pour des raisons tactiques. À la fin des années 1920, il décide de privilégier le principal groupe ethnique, les Russes, et de mettre au pas les ambitions des nationalistes ukrainiens. En 1929, la police politique soviétique lance une vaste campagne d'arrestations en Ukraine. Les personnes qui comparaissent au procès qui se déroule à Kharkiv, un des premiers procès-spectacles de l'Union soviétique, sont principalement des membres de l'intelligentsia ukrainienne. Parmi ceux-ci figurent le secrétaire de l'Académie des sciences ukrainienne et un ancien premier ministre de la République populaire d'Ukraine. Une partie d'entre eux sont accusées de faire partie d'une organisation nationaliste, l'Union pour la Libération de l'Ukraine, qui complote contre l'URSS, est en contact avec des émigrés et le gouvernement polonais et fomente une révolte dont l'objectif est d'obtenir l'indépendance de l'Ukraine. Toutes ces accusations sont fausses mais les juges prononcent 15 condamnations à mort, 192 peines de prison et 87 peines d'exil.

#### Famines et purges

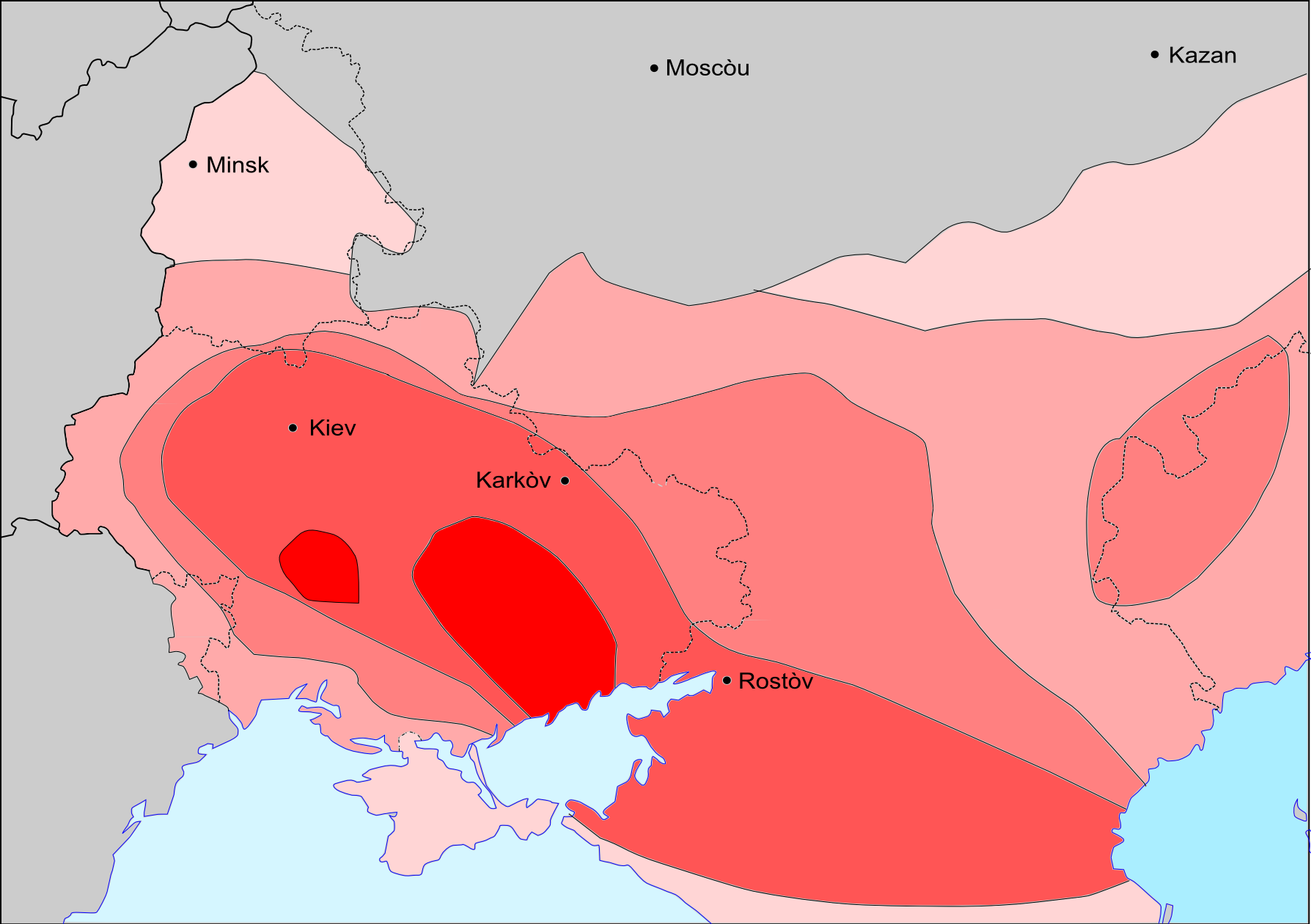
Impact des famines soviétiques en Ukraine.

Victimes de lHolodomor à Kharkiv en 1933.

La catastrophe démographique des Ukrainiens commence en 1922 avec une première famine à la suite de la guerre civile russe, puis la tristement célèbre famine de 1933 que les Ukrainiens appellent l'Holodomor.
Provoquée par la répression de l'opposition à la collectivisation des terres, elle fait jusqu'à quelque quatre millions de morts en Ukraine et environ autant dans d'autres régions de l'URSS.
Ce fut l'avant-dernière grande famine d'Europe avant la troisième et dernière, celle de 1947 également en Ukraine soviétique.
L'Ukraine, comme le reste de l'Union soviétique, subit les Grandes Purges de 1937-1938, ordonnées par Staline pour se maintenir au pouvoir par la terreur : 270 000 ukrainiens sont arrêtés durant cette période dont environ la moitié est exécutée et l'autre déportée au goulag. Ces purges sont exécutées sous la direction de Pavel Postychev, premier secrétaire du comité du parti de Kiev, également acteur de l'Holodomor. Pavel Postychev sera lui-même exécuté en 1939.

### Ukrainiens de l'ouest, en Pologne, Tchécoslovaquie et Roumanie
À l'issue de la Première Guerre mondiale et de la création de l'Union soviétique, une partie de la population ukrainienne à l'ouest du pays se retrouve à l'extérieur de l'Ukraine soviétique et forme des minorités dans les nouveaux pays issus du démantèlement des empires autrichien, allemand et russe.
En particulier l'ouest de la Pologne abrite une forte minorité ukrainienne en Galicie orientale (4,4 millions sur une population totale de 5 millions).
Malgré la garantie d'une certaine autonomie prévue par les traités de paix de Paris et de Riga ainsi que par les accords définis dans le cadre des Conférences des ambassadeurs, le gouvernement polonais (1918-1939), qui considère les minorités comme une menace pour l'unité du pays, pratique une politique d'assimilation culturelle. Ainsi en 1924 les dirigeants polonais promulguent une loi qui impose des restrictions dans l'utilisation de la langue ukrainienne dans le système éducatif et commence à imposer la transformation des écoles ukrainiennes en écoles mixte polono-ukrainiennes.
La faible surface de terres dont disposent les agriculteurs ukrainiens et l'absence d'investissements par les autorités polonaises sont à l'origine d'un courant d'émigration : 200 000 Ukrainiens quittent la Pologne pour le Canada et les États-Unis.
Deux partis politiques défendent les intérêts de la minorité ukrainienne : l'Alliance Démocratique Nationale et l'Organisation des nationalistes ukrainiens (OUN en anglais). Cette dernière prône un nationalisme beaucoup plus radical et, bien que constituant une organisation à l'audience très marginale, se fait connaitre grâce à des attentats spectaculaires, comme l'assassinat du ministre de l'intérieur polonais en juin 1934 et celui d'un diplomate soviétique à l'automne 1933. Ce dernier attentat constitue des représailles contre la famine suscitée en Ukraine soviétique par la collectivisation de l'agriculture.
Ces deux meurtres sont perpétrés par le dirigeant de l'OUN, Stepan Bandera, un étudiant de l'Institut Polytechnique de Lviv. Il est arrêté et, à l'issue de deux procès, condamné à mort avant que sa peine ne soit commuée en détention à perpétuité.
Les autorités polonaises tentent de bloquer l'influence du mouvement nationaliste ukrainien galicien dans les autres régions qui comptent de fortes minorités ukrainiennes : Volhynie, Polésie, Podlachie et région de Kholm. La diffusion des pamphlets politiques galiciens est limitée et l'église grecque catholique ukrainienne est bannie de ces territoires. Après une répression vigoureuse des mouvements ukrainiens nationaliste (OUN) ou d'inspiration soviétique (Parti communiste d'Ukraine de l'ouest), le gouverneur de la Volhynie tente brièvement à la fin des années 1930 de soutenir un nationalisme ukrainien modéré fidèle à la Pologne, mais la politique de répression est rétablie avant le début de la Seconde Guerre mondiale.
En Roumanie, près d'un demi-million d'Ukrainiens vivent durant la période de l'entre-deux-guerres en Bucovine Bessarabie et Marmatie. La gestion des minorités ukrainiennes par le gouvernement roumain laisse à désirer : les Ukrainiens disposent de représentants modérés au parlement et publient des journaux, mais ne parviennent pas à mettre mettre en place des écoles ukrainiennes.
La Tchécoslovaquie (1918-1938) abrite entre les deux guerres une minorité ukrainienne d'environ un demi million de personnes en Ruthénie subcarpathique. Si on le compare à la Pologne et à la Roumanie, le gouvernement tchèque est celui qui respecte le mieux les accords protégeant cette minorité. Néanmoins les Ukrainiens sont sous-représentés dans l'administration, et la colonisation des terres agricoles par des Tchèques ou des Slovaques est favorisée. Le mouvement nationaliste ukrainien y est par ailleurs profondément divisé en trois courants : russophile, ukranophile et ruthène.
L'Ukraine soviétique, qui dispose en théorie d'une importante autonomie, ne peut constituer un modèle attractif pour des populations ukrainiennes de l'ouest et les communistes ukrainiens ne convainquent pas leurs compatriotes en raison de leur brutalité, de la grande divergence entre les discours et les pratiques, et de la politique de répression anti-nationaliste de Staline : en revanche, parce qu'ils abolissent les discriminations religieuses, ils réussissent à attirer une partie de la jeunesse askénaze non-traditionaliste.

### Seconde Guerre mondiale (1939-1945)

« Гітлер визволитель - Hitler libérateur », affiche de propagande allemande en langue ukrainienne. Les nazis exploitent durant la Seconde Guerre mondiale la langue ukrainienne à des fins propagande. Certains d'entre eux rejoignent l'armée insurrectionnelle ukrainienne qui lutte simultanément contre la Wehrmacht, l'Armée rouge et l'Armia Krajowa tandis qu'un plus petit nombre collabore dans la SS

Après l'invasion de la Pologne en septembre 1939 par les troupes allemandes puis soviétiques, l'Union soviétique annexe les régions polonaises à majorité ukrainienne ; les régions à minorités ukrainiennes de Roumanie suivent en juin 1940. Tous ces gains territoriaux sont incorporés à la république socialiste soviétique d'Ukraine en août 1940, à l'exception du centre de la Bessarabie qui fut constitué en République socialiste soviétique moldave.
Les nouvelles régions incorporées sont mises au pas : la presse contrôlée, les églises opprimées, les « contre-révolutionnaires » arrêtés : 345 000 personnes sont déportées, 30 000 exécutées.
Les Polonais forment la moitié des personnes déportées, les Juifs un tiers, le reste sont des Ukrainiens.
Les massacres et déportations d'avril-mai 1940 touchent également les populations d'Ukraine occidentale.

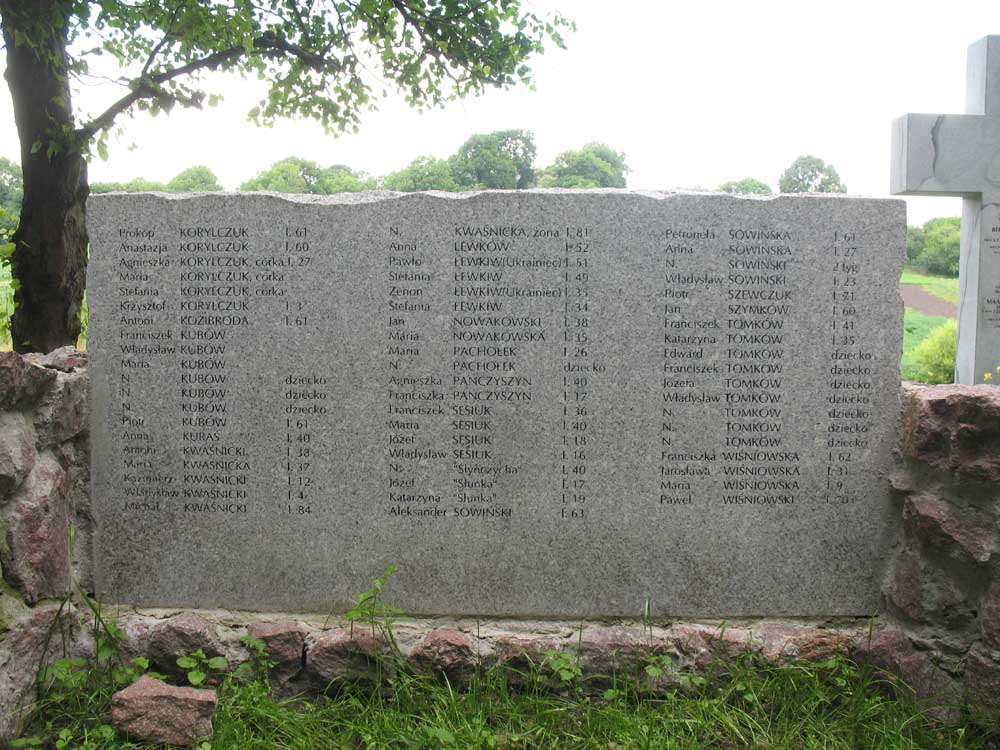
Monument aux victimes polonaises assassinées par l'Armée insurrectionnelle ukrainienne (UPA).

L'Ukraine agrandit ainsi son territoire, mais le régime stalinien est si répressif, que lorsque l'Allemagne nazie envahit l'URSS en juin 1941, certains Ukrainiens accueillent la Wehrmacht en libératrice.
Un certain nombre d'Ukrainiens s'engagent notamment dans les forces de police, la légion ukrainienne, le 201e bataillon Schutzmannschaft, l'Armée de libération de l'Ukraine, l'Armée insurrectionnelle ukrainienne (UPA), les Hiwis, et la 14e division de la Waffen SS. Plusieurs milliers d'Ukrainiens rejoignent, eux, les mouvements de résistance des partisans soviétiques menés par Oleksiy Fedorov, Mykola Poupoudrenko et de Sydir Kovpak. Le 30 juin 1941, l'organisation des nationalistes ukrainiens de Stepan Bandera proclame l'indépendance de l'Ukraine à Lviv, mais les occupants allemands ne tolèrent aucun gouvernement ukrainien, ni même une autonomie administrative et arrêtent le leader nationaliste.
Des massacres d'envergure ont lieu sur les arrières du front par les Einsatzgruppen contre l'appareil communiste et les communautés juives. L'armée insurrectionnelle ukrainienne (UPA) continuera son combat contre l'armée rouge, jusqu'à son anéantissement en 1954. En 1944, l'Armée rouge libère l'Ukraine des nazis. Les Ukrainiens qui avaient servi les Allemands, et également les membres de l'UPA, furent en 1945, pour la plupart internés au Goulag comme traîtres. À la fin de la guerre, les pertes ukrainiennes s'élèvent à 8 millions de personnes dont 1,377 million de militaires soviétiques de nationalité ukrainienne (15,9 % des pertes totales de l'Armée rouge).
En 1945, à la demande de Staline, pour souligner son rôle dans la défaite des nazis, l'ONU fait de l'Ukraine, en même temps que de la Russie et de la Biélorussie, l'un des membres fondateurs de cette organisation. L'URSS y disposera ainsi de 3 voix au lieu d'une.
En outre, 4 villes ukrainiennes : Odessa, Kertch, Sébastopol et Kiev portent le titre honorifique de ville héros (accordé aux villes d'Union soviétique dont les habitants ont héroïquement combattu la Wehrmacht au cours de la Seconde Guerre mondiale).

### L'Ukraine d'après-guerre sous Staline (1945-1953)
Avant même d'avoir reconquis les territoires concernés, Staline a décidé de rattacher à l'Ukraine la partie de la Pologne que l'Union soviétique avait absorbée à la suite de l'accord passé avec les nazis (pacte Molotov-Ribbentrop). Au cours du sommet de Yalta en février 1945, il obtient l'aval des alliés et à la conférence de Potsdam en aout 1945, ceux-ci acceptent sa suggestion de céder en compensation à la Pologne les territoires allemands situés sur sa frontière ouest. Les forces soviétiques organisent l'expulsion des 7,5 millions d'allemands qui y résident pour laisser la place aux Polonais chassés par ces mêmes forces de la partie de la Pologne définitivement cédée à l'Union soviétique. 780 000 Polonais sont ainsi déplacés à l'ouest de la ligne Molotov-Ribbentrop tandis qu'un demi million d'Ukrainiens qui vivaient de l'autre côté de cette ligne sont déplacés en Union soviétique.
D'autres territoires prélevés sur les pays vaincus sont rattachés à la république socialiste soviétique d'Ukraine. En 1945, Staline enlève à la Tchécoslovaquie la Ruthénie subcarpathique qui avait été rattachée à la Hongrie en 1938 et rétrocédée en 1945. En 1948, il enlève à la Roumanie, pourtant devenue communiste, plusieurs îles dont l'île des Serpents en mer Noire, qui sont rattachées à l'Ukraine. Enfin, en 1954, pour marquer le trois centième anniversaire du traité de Pereïaslav, Khrouchtchev transféra la Crimée à la RSS d'Ukraine, dont la croissance territoriale est alors achevée.
La victoire des alliés sur les Allemands ne met pas fin aux actions militaires en Ukraine. En Galicie, les Ukrainiens qui ont profité du conflit pour se révolter contre le pouvoir soviétique continuent de résister aux troupes spéciales du NKVD jusque dans les années 1950. Les résistants organisés en formations, dont la taille se réduit progressivement pour résister à leur traque, s'attaquent aux représentants du parti communiste et tentent d'entraver la collectivisation des terres et la soviétisation du système éducatif. Le commandant en chef des résistants est finalement tué au printemps 1950 et la résistance est graduellement anéantie. Certains des résistants parviennent à s'échapper et rejoignent en Allemagne de l'Ouest l'ancien leader nationaliste Stepan Bandera pour poursuivre des actions clandestines sur le territoire ukrainien. Ce dernier est à son tour assassiné en 1959 par un agent du KGB qui après être passé à l'ouest en 1961 confessera son crime ainsi que l'assassinat d'un autre émigré nationaliste ukrainien.
L'Ukraine a été particulièrement touchée par la Seconde Guerre mondiale. Si la superficie de son territoire s'est accrue de 15 %, elle a perdu plus de 7 millions de ses citoyens.
Sur les 36 millions d'Ukrainiens ayant survécu, 10 millions n'ont plus de toit. 700 villes et bourgs ainsi que 28 000 villages ont été détruits. Sa production industrielle n'est plus que le quart de ce qu'elle était avant-guerre tandis que sa production agricole a diminué de 40 %.
Pour les travaux de reconstruction, les autorités soviétiques choisissent de donner la priorité à la restauration de l'industrie lourde au détriment des besoins de la population. Leonid Brejnev, le futur dirigeant de l'Union soviétique, nommé en 1946 dans la ville de Zaporijjia complètement détruite par le conflit, a ainsi pour mandat de reconstruire le barrage détruit et de remettre en route l'aciérie locale. Dès 1947, ces objectifs sont remplis et il est récompensé par une nomination à Dniepropetrovsk, mais, lorsqu'il quitte la ville, celle-ci est toujours en ruine.
Grâce à la mise en place de régimes favorables dans les pays de l'Europe de l'Est, l'Ukraine ne constitue plus une zone frontalière pour l'Union soviétique. Mais en 1948 commence la guerre froide qui oppose l'Union soviétique et les pays occidentaux. Pour Staline, un conflit ouvert semble inéluctable. Dans ce contexte, le rôle assigné à l'Ukraine est de produire des armes, de la nourriture et des soldats.
En 1950, les capacités industrielles d'avant-guerre ont été restaurées, mais la production agricole ne retrouve son niveau qu'en 1960. Mais en 1946 et 1947, à la suite d'une période de sécheresse qui touche les régions de Zaporijia et de Dniepropetrovsk, l'Ukraine connait une nouvelle période de famine qui fait un million de morts car Staline refuse d'utiliser les céréales qui fournissent les devises nécessaires à la restauration des capacités industrielles de l'Union soviétique et permettent de soutenir les régimes des pays de l'est.
Durant ces années d'après-guerre, le régime stalinien maintient son emprise sur toute l'Union soviétique. En Ukraine, cela se traduit par des arrestations et déportations d'Ukrainiens, continuant sous les prétextes les plus divers.

### L'Ukraine post stalinienne (1953-1989)

#### Arrivée des Ukrainiens au pouvoir à Moscou (1953)
|  |

À la suite du décès de Staline en 1953, Nikita Khrouchtchev fait partie des candidats à sa succession. Il va progressivement écarter tous ses concurrents et obtenir les pleins pouvoirs en 1958.
Natif d'Ukraine parvenu à son poste de secrétaire du parti de l'URSS grâce notamment aux membres du parti communiste de l'Ukraine, il nomme plusieurs de ses collègues ukrainiens aux postes clés. Alexei Kirichenko (en), premier Ukrainien ethnique devenu responsable du parti communiste d'Ukraine est nommé secrétaire du comité central de l'Union soviétique, le deuxième poste le plus important du gouvernement. Léonid Brejnev, qui avait été secrétaire du parti communiste à Zaporijjia et Dnipropetrovsk (aujourd'hui Dnipro) en Ukraine, devient chef du soviet suprême.
Nikolaï Podgorny, secrétaire du parti communiste d'Ukraine, est nommé en 1963 au comité central de l'Union soviétique. Ces hommes placent à leur tour des douzaines d'Ukrainiens à des postes de responsabilité à Moscou.
rapides du Dniepr

#### Rattachement de la Crimée (1954)
Ces nominations permettent à l'Ukraine de gagner en autonomie. La place privilégiée occupée désormais par l'Ukraine au sein des républiques de l'Union soviétique devient manifeste dès 1954 avec la célébration du tricentenaire du traité de Pereïaslav (1654), événement historique qui est présenté par les dirigeants soviétiques comme la réunification de l'Ukraine avec la Russie, deux peuples séparés mais partageant une histoire et une culture commune.
De nombreux monuments sont édifiés en Ukraine pour célébrer le tricentenaire. Celui-ci est également marqué par le transfert de la Crimée à l'Ukraine. Officiellement cette décision est présentée comme une manifestation d'amitié du peuple russe mais les raisons profondes sont beaucoup plus prosaïques. Les Tatars qui occupaient la Crimée ont été déportés en Sibérie durant la Seconde Guerre mondiale par Staline, qui les accusait de trahir l'Union soviétique au profit des nazis. Les colons russes qui les ont remplacés (ils représentent 71 % de la population contre 22 % pour les Ukrainiens) ne parviennent pas à s'adapter aux conditions méridionales et la production agricole s'effondre. En 1950, la Crimée produit cinq fois moins de céréales qu'en 1940, trois fois moins de tabac et deux fois moins de raisin.
La Crimée est séparée de la Russie par le détroit de Kertch et toutes ses voies de communications passent par l'Ukraine. Pour Khrouchtchev le rattachement de la Crimée à l'Ukraine, réalisé non pour des raisons ethniques mais pour des raisons économiques et géographiques, doit permettre à cette dernière d'apporter son expertise dans le domaine des cultures en zone sèche. Ce sera le dernier agrandissement de l'Ukraine.
La production agricole augmente rapidement mais le facteur décisif est la construction du Canal de Crimée du Nord (inauguration du premier tronçon en 1963) qui collecte 30 % des eaux du Dniepr et les amène en Crimée, où elles sont utilisées pour irriguer 6 000 km2 de terre agricole et alimenter en eau potable la population.

#### Déstalinisation en Ukraine
Khrouchtchev prend le pouvoir en dénonçant la violation des principes socialistes par Staline. Toutefois les crimes dénoncés sont uniquement les purges des partis communistes et il n'évoque ni les persécutions des personnes non membres du parti communiste, ni les déportations de peuples entiers (Allemands, Tatars...), ni les famines meurtrières provoquées par les confiscations des biens agricoles (Holodomor).
Les cas de près d'un million d'Ukrainiens victimes de le terreur politique sont passés en revue et 300 000 d'entre eux sont réhabilités. Les condamnations pour nationalisme ukrainien ou collaboration avec les Allemands sont maintenues. Néanmoins des dizaines de milliers d'Ukrainiens, envoyés au Goulag pour avoir participé à un mouvement nationaliste clandestin, sont relâchés ainsi que les prêtres et les évêques de l'Église grecque-catholique ukrainienne ayant survécu.
Par ailleurs, Khrouchtchev relance les persécutions religieuses. Entre 1960 et 1965, le nombre d'églises orthodoxes en Ukraine passe de 8 207 à 4 565.
La libération d'un certain nombre de prisonniers politiques du Goulag et la publication d'œuvres dénonçant les crimes du régime stalinien créent néanmoins une certaine impression de liberté. Des artistes ukrainiens, jusque là persécutés par le régime, comme le cinéaste Alexandr Dovzhenko ainsi que les poètes Maxime Rylski et Lina Kostenko, produisent et publient à nouveau des œuvres. Ce dégel favorise l'apparition au cours des années 1960 d'un mouvement dissident en Ukraine, mené par des personnalités telles que Viatcheslav Tchornovil (1937-1999), Vassyl Stous (1938-1985), Levko Loukianenko (1928-2018).

#### Croissance industrielle
Sur le plan économique, l'arrivée de Khrouchtchev s'accompagne d'une décentralisation partielle. Les autorités ukrainiennes contrôlent pratiquement sans interférence de la part de Moscou, 90 % des entreprises et la totalité des exploitations agricoles. Les réformes entraînent également une formidable accélération de l'industrie soviétique et une croissance rapide des villes.
La multiplication des programmes de construction de barres d'immeubles standardisés et bon marché (les Khrouchtchevka) modifient en profondeur l'aspect des villes soviétiques et ukrainiennes.
Malgré la priorité accordée par le régime aux terres vierges du Kazakhstan et la mise en exploitation des ressources de Sibérie, l'Ukraine est l'une des principales bénéficiaires de la croissance industrielle. Au cours des décennies 1950 et 1960, trois énormes barrages sont construits sur le Dniepr pour réguler son cours et produire de l'électricité. Des usines chimiques sont construites pour produire des pesticides et des biens de consommation.
L'Ukraine joue un rôle majeur dans le programme spatial soviétique et le nucléaire civil. Un gisement d'uranium est mis en exploitation à Jovti Vody.
Un bureau d'études (Ioujnoïe) et une usine de production (Ioujmach) édifiés à Dnipropetrovsk (maintenant Dnipro) vont fournir les plus gros missiles balistiques intercontinentaux de l'Union soviétique ainsi que de nombreux lanceurs et satellites.
Comme dans les autres républiques membres de l'URSS, les mouvements d'opposition sont toutefois rapidement réprimés, leurs membres condamnés à des peines de Goulag et d'exil. Ce n'est que pendant la perestroïka de Mikhaïl Gorbatchev que les espoirs de démocratisation se concrétiseront.

### Catastrophe de Tchernobyl (1986)

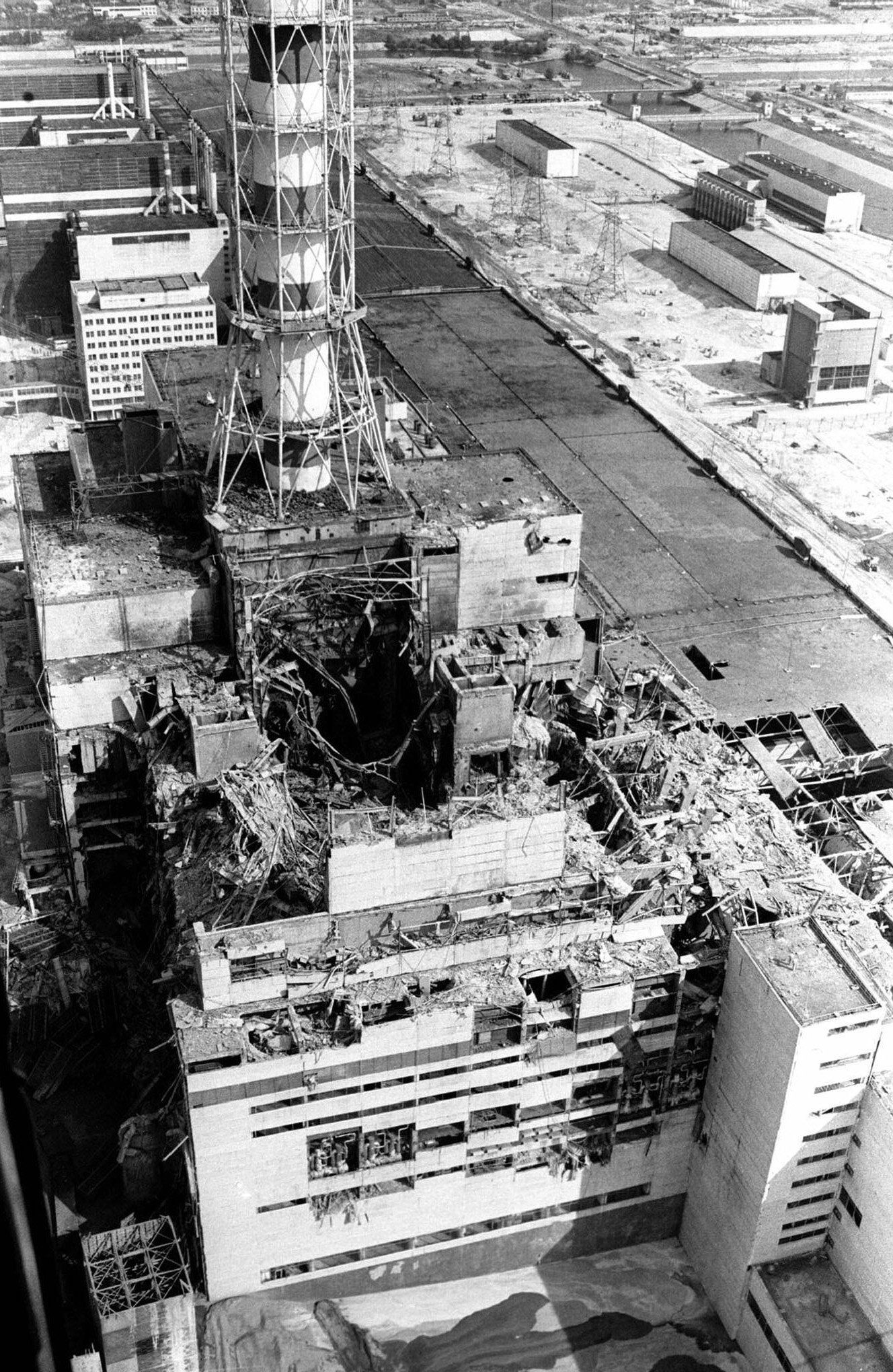
Le réacteur numéro 4 de la centrale nucléaire de Tchernobyl après l'explosion (1986).

En 1986, dans la ville de Tchernobyl, non loin de la frontière biélorusse, une catastrophe nucléaire eut lieu dans la centrale de cette ville, qui contamina non seulement l'Ukraine, la Biélorussie et la Russie, mais aussi les autres pays d'Europe : catastrophe nucléaire de Tchernobyl.
Ce fut la plus grave catastrophe nucléaire du XXe siècle. Pour l'historien Nicolas Werth, « cet événement impulse une réflexion sur la responsabilité du pouvoir central et sur la place de l'Ukraine, la deuxième république soviétique par sa population, au sein de l'URSS : [...] est-elle destinée, après avoir été, sous Staline, un grenier à blé surexploité, à devenir la poubelle nucléaire de l'URSS ? ».

### Vers l'indépendance de l'Ukraine (1989-1991)
C'est seulement en 1989 que la libéralisation du régime soviétique et la libération de tous les détenus politiques permet aux Ukrainiens de s'organiser pour défendre leurs droits.
Le Mouvement populaire d'Ukraine « Roukh », le premier parti politique indépendant ukrainien depuis 1919, est ainsi fondé en 1989.
Lors des élections de mars 1990, les partis ukrainiens du bloc démocratique obtiennent environ 25 % des sièges au Parlement.
Sous l'influence des députés démocrates, le Parlement adopte, le 16 juillet 1990, la Déclaration sur la souveraineté politique de l'Ukraine.
C'est le premier pas vers l'indépendance complète de l'Ukraine, proclamée dans un Acte de déclaration d'indépendance de l'Ukraine le 24 août 1991 et confirmée par le référendum sur l'indépendance organisé le 1er décembre 1991 : 90,5 % d'électeurs votent pour l'indépendance.
La semaine suivante, l'URSS cesse d'exister à la suite de la dissolution décidée lors de la réunion à Minsk des dirigeants russe, ukrainien et biélorusse.

## Rétablissement de l'indépendance (depuis 1991)
| décembre 1991  | Référendum approuvant l'indépendance |
| 12/1991-1994   | Présidence Leonid Kravtchouk         |
| 1994-3/2006    | Présidence Leonid Koutchma           |
| 11/2004-1/2005 | Révolution orange                    |
| 1/2005-2/2010  | Présidence Viktor Iouchtchenko       |
| 2/2010-3/2014  | Présidence Viktor Ianoukovytch       |
| 11/2013-2/2014 | Manifestations Euromaïdan            |
| 5/2014-4/2019  | Présidence Petro Porochenko          |
| mars 2014      | Annexion de la Crimée par la Russie  |
| 4/2014-        | Guerre du Donbass                    |
| 4/2019-        | Présidence Volodymyr Zelensky        |
| 2/2022 -       | Invasion de l'Ukraine par la Russie  |

### Présidence Kravtchouk (1991-1994)

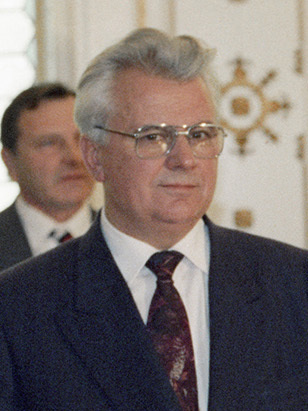
Leonid Kravtchouk

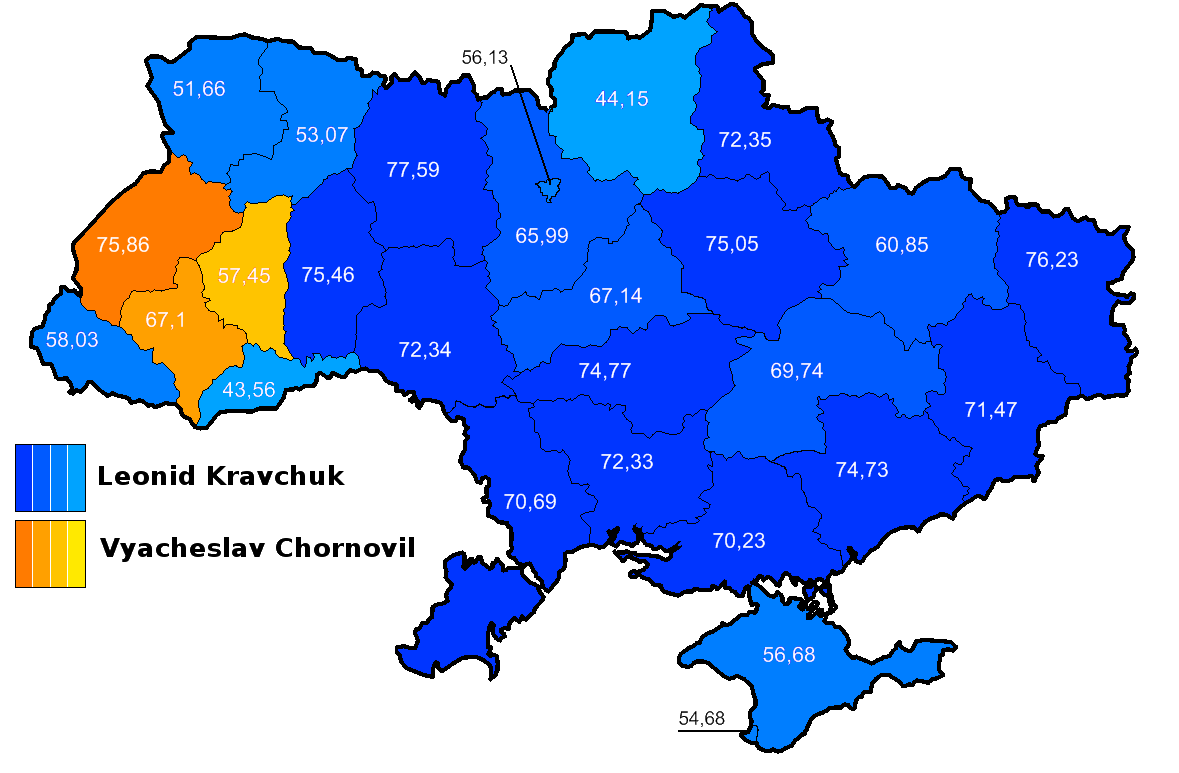
Répartition des votes lors de l'Élection présidentielle ukrainienne de 1991 1º/12/1991.
Leonid Kravchuk 19.643.481 (61,59%) (bleu)
Viatcheslav Tchornovil 7.420.727 (23,27%) (orange)

Le 12 décembre 1991, Leonid Kravtchouk (1934-2022) est élu président de la République. Dès les premiers jours de son mandat, Kravtchouk fait du resserrement des liens avec l'Europe une priorité de sa politique étrangère. Un des objectifs de cette politique est de prendre de la distance avec la Russie avec laquelle l'Ukraine indépendante est en conflit sur plusieurs sujets ; notamment le statut de la Crimée - région majoritairement russophone - rattachée récemment à l'Ukraine, et la question du contrôle de la flotte de la mer Noire basée à Sébastopol (en Crimée). Par ailleurs les responsables ukrainiens veulent s'émanciper de la Russie et refusent à ce titre la proposition d'espace eurasien de la Russie qui constitue, selon eux, une menace pour l'indépendance de l'Ukraine. Ils souhaitent suivre la voie des autres pays du bloc communiste qui, à la suite de la chute du mur de Berlin (1989) et des régimes communistes, se sont pour la plupart rapprochés de l'Europe occidentale en tournant le dos à Moscou.
En application de cette politique, Leonid Kravtchouk réalise une tournée des capitales européennes et signe des traités d'amitié avec la Hongrie et la Pologne, anciens régimes communistes. Après avoir entamé des discussions en 1993, un Accord de partenariat et de coopération est signé avec l'Union Européenne en juin 1994. Cet accord, entré en vigueur en 1998, a pour objectif de développer le dialogue politique et favoriser la coopération dans les domaines économiques, financiers, culturels... et de soutenir la consolidation démocratique et la transition économique. Dans le cadre de son programme de soutien aux nouveaux régimes issus de l'effondrement de l'Union soviétique, l'Union européenne verse 1,8 milliard euros d'aides financières à ces derniers entre 1991 et 2003.

### Présidences Koutchma (1994-2004)

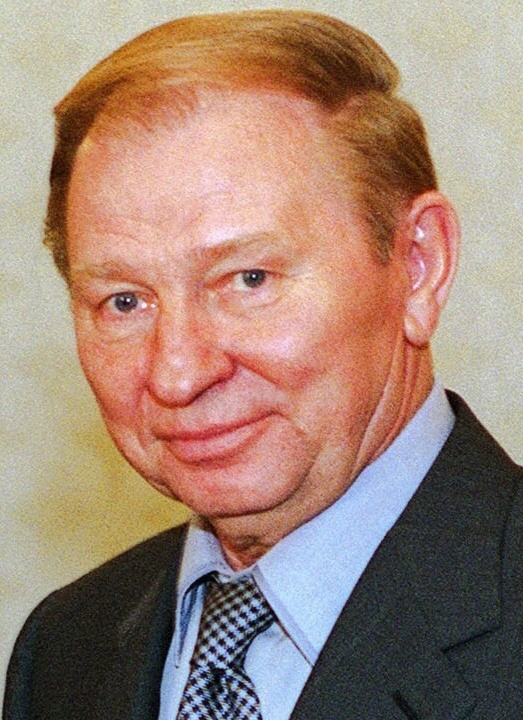
Leonid Koutchma en 2001.

Répartition des voix au 2e tour de l'élection présidentielle ukrainienne (10/07/1994).
Leonid Koutchma 14.016.850 (52,3%) (bleu)
Leonid Kravchuk 12.111.603 (45,2%) (violet)

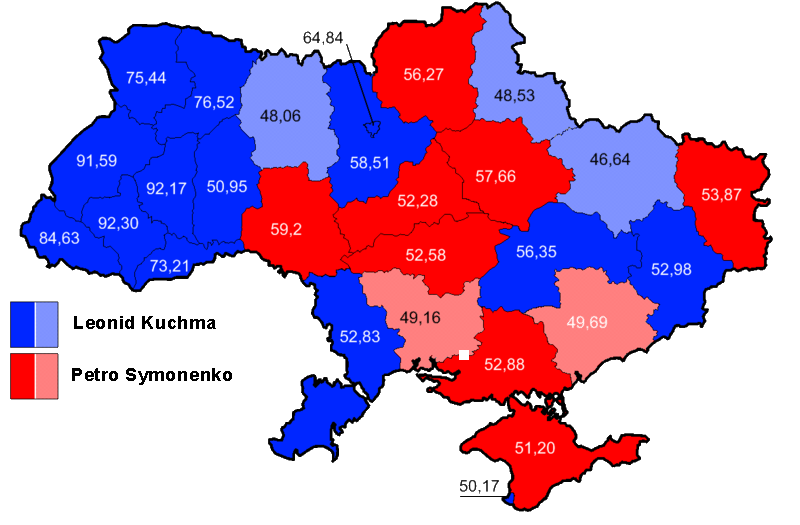
Répartition des voix au 2e tour des Élection présidentielle ukrainienne (14/11/1999).
Leonid Koutchma 15.870.722 (57,7%) (bleu)
Petro Symonenko 10.665.420 (38,8%) (rouge)

Le thème majeur de l'élection présidentielle ukrainienne qui a lieu en 1994 est l'orientation de la politique étrangère. Kravtchouk, le pro-européen, qui brigue un second mandat, affronte Leonid Koutchma (1938-), ancien Premier ministre qui prône, au nom du pragmatisme, un rapprochement avec Moscou. Selon Koutchma, la rupture des liens avec la Russie, et plus généralement avec l'espace eurasien proposé par Moscou, est à l'origine du déclin économique de l'Ukraine car c'est dans cet espace que se trouvent les clients et les fournisseurs de l'Ukraine. Il se prononce en faveur de la location du port de Sébastopol à la flotte russe et pour un statut officiel de la langue russe. Il est élu avec 52,1 % des suffrages au second tour. L'élection démontre la division régionale Est-Ouest de l'Ukraine et la puissance électorale de l'est de l'Ukraine, grâce à sa forte population. Toutefois, les partis explicitement séparatistes ne font qu'un faible score aux élections parlementaires de mars.
Durant les premiers mois de son mandat, Koutchma se conforme à son programme, ce qui amène une baisse des tensions avec la Russie. Mais en octobre 1994, Koutchma affirme qu'il n'a pas été élu pour devenir le vassal de la Russie. Et en 1996, il confirme que sa priorité est d'intégrer l'Union européenne. Son élection calme certaines velléités séparatistes en Crimée. L'Ukraine se rapproche également de l'OTAN avec laquelle elle signe une charte de partenariat en juillet 1997. En juin 1998, un décret portant sur la stratégie d'intégration à l'Union européenne fixe des objectifs dans les domaines politique, économique, culturel…
En septembre 2000, l'Ukraine définit les étapes qui doivent conduire le pays à une adhésion à l'Union européenne vers 2010-2011. Un secrétariat d'État à l'intégration européenne est créé auprès du ministère des Affaires étrangères. Mais si les intentions pro-européennes sont ambitieuses, elles ne débouchent que rarement sur des actions concrètes.
Durant cette première décennie d'indépendance, l'Ukraine connaît un effondrement économique. La Russie de Boris Yeltsin, sous influence des nostalgiques de l'URSS, fait alors déjà peser des menaces sur la souveraineté de l'Ukraine et notamment sur la Crimée. Elle exerce une pression politique sur l'Ukraine en jouant sur les réductions sur le prix du gaz russe, dont l'économie ukrainienne en difficulté est fortement dépendante. Par ailleurs, l'Ukraine se retrouve prise au milieu de tensions croissantes entre la Russie et l'Occident.
Le début des années 2000 est marqué par le retour d'une forte croissance mais celle-ci est caractérisée par une redistribution très inégale des richesses qui profitent principalement aux puissants oligarques qui désormais interviennent dans le débat politique pour protéger leurs intérêts. Une classe moyenne commence à apparaître. 
À partir de son second mandat, Koutchma est de plus en plus contesté, car il est impliqué dans des affaires de corruption, d'enlèvement de journaliste (il est impliqué dans l'assassinat du journaliste Gongadzé) et de pressions électorales sur la presse. Sa position étant fragilisée : il recherche durant les dernières années de son mandat le soutien du président russe Vladimir Poutine, qui, à la même époque, essaie de se rapprocher d'une Ukraine qui selon lui, s'est trop émancipée durant les années 1990.

### Révolution orange (novembre 2004-janvier 2005)

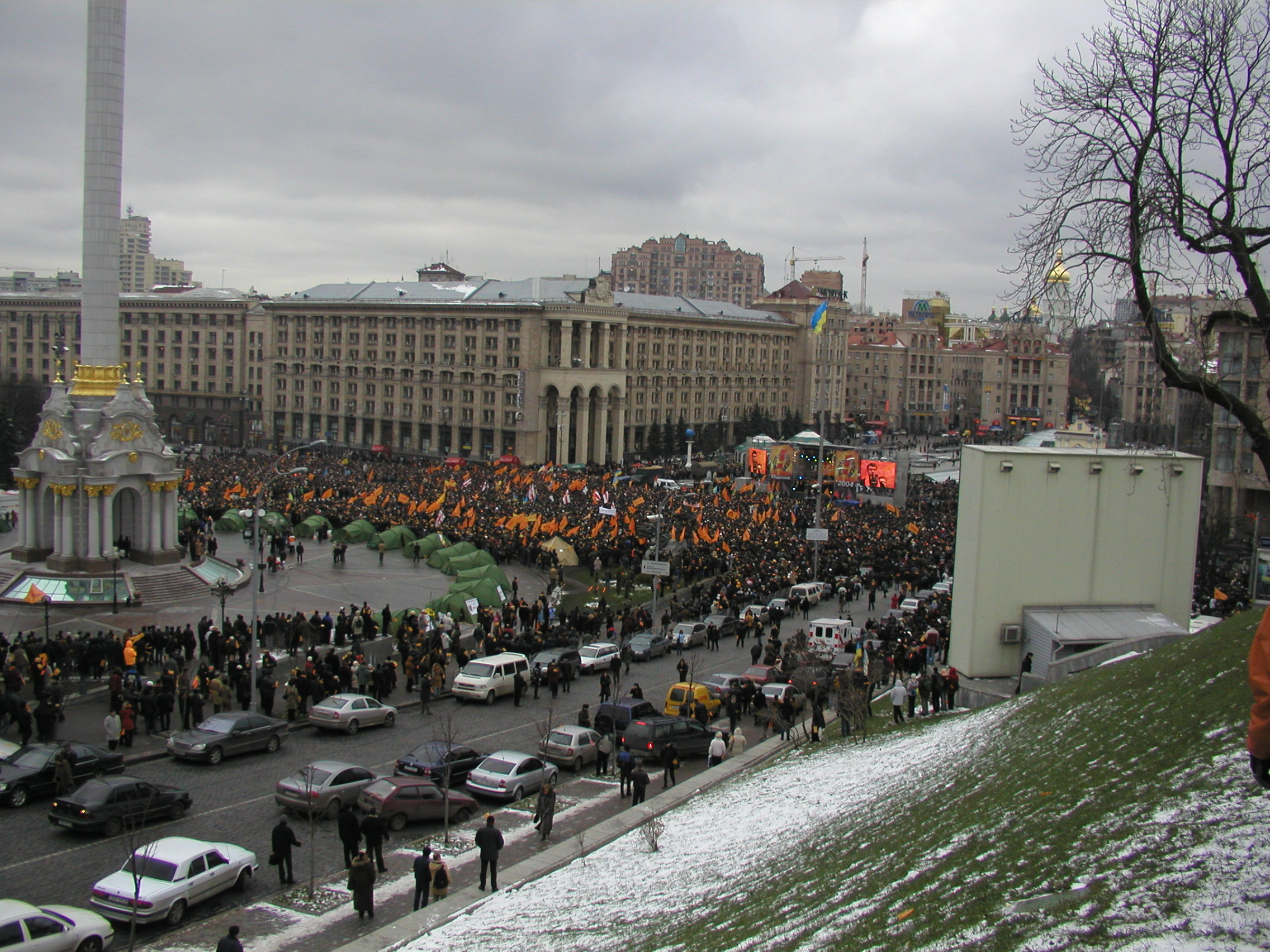
Révolution orange à la place Maidan à Kiev.

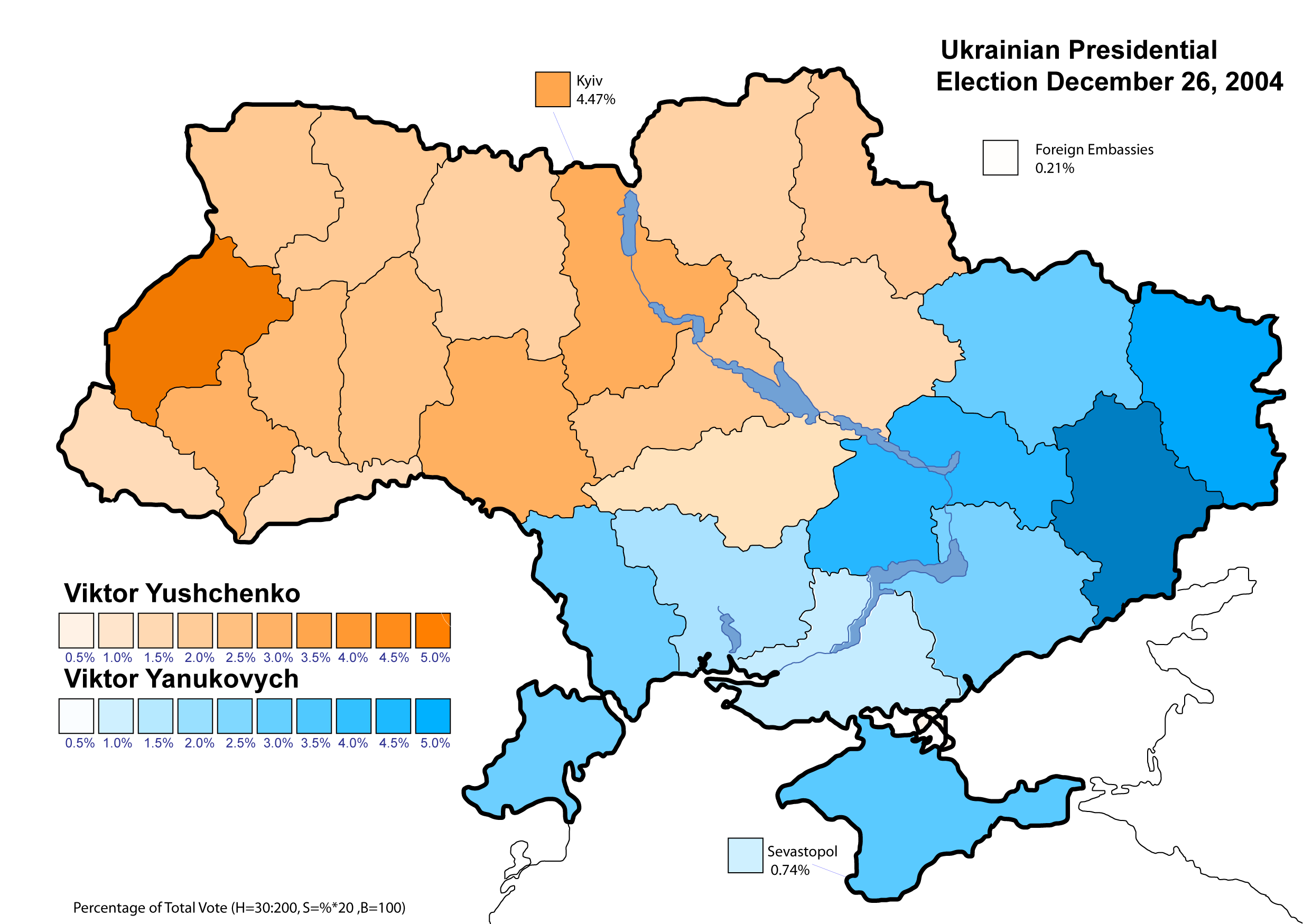
Répartition des voix au 2e tour de l'élection présidentielle ukrainienne (26/12/2004).
Viktor Yushchenko 15.115.712 (51,99%) (orange)
Viktor Yanukovych 12.481.266 (44,20%) (bleu)

Pour l'élection présidentielle de 2004, Koutchma, qui ne se présente pas, soutient Viktor Ianoukovytch (1950), ancien premier ministre originaire du Donbass. Celui-ci dispose de l'appui de Moscou et propose un rapprochement avec la Russie. Le principal candidat d'opposition est Viktor Iouchtchenko (1954-), pro-européen, qui bénéficie d'une forte popularité dans l'ouest de l'Ukraine.
Iouchtchenko, premier ministre entre 1999 et 2001, a alors lancé un train de réformes qui devait notamment contribuer à mettre fin au système des oligarques, mais il avait été contraint de démissionner sous la pression du milieu d'affaires gravitant autour du président.
Les élections se déroulent dans un climat de forte tension : les médias subissent des pressions, les forces d'opposition sont menacées et Iouchtchenko est victime d'un empoisonnement qui le laisse défiguré.
Au second tour des élections, les résultats officiels donnent un résultat complètement différent des sondages en sortie des bureaux de vote.
Ianoukovytch est annoncé vainqueur avec une avance de 3 % sur son opposant, mais ce résultat est immédiatement contesté.
Les observateurs de l'OSCE, qui surveillent le respect du processus électoral, signalent des fraudes massives dans l'est du pays.
L'annonce des résultats déclenche des mouvements de protestation dans le pays, et l'opposant Iouchtchenko refuse le verdict officiel, ce qui plonge l'Ukraine dans une crise politique profonde.
Durant deux mois, une série de manifestations populaires (la révolution orange), qui rassemble jusqu'à un million de personnes à Kiev, secoue le pays.
Finalement la Cour suprême d'Ukraine invalide l'élection et ordonne l'organisation d'un nouveau second tour avec les deux finalistes.
Les électeurs votent le 23 janvier 2005, et Iouchtchenko remporte l'élection avec 51,9 % des voix contre 44,2 % pour Ianoukovytch.

### Présidence Iouchtchenko (2005-2010)
Un gouvernement dirigé par Ioulia Tymochenko (1960-), figure de l'opposition qui a joué un rôle central dans l'organisation de la révolution orange, est approuvé par le parlement le 4 février 2005 avec une très forte majorité (357 voix sur 449, le solde étant des abstentions).
Le programme du nouveau gouvernement comprend de nombreuses mesures sociales ainsi que la nationalisation d'entreprises bradées lors de la première vague de privatisation. Mais les rapports entre le président et la première ministre se détériorent rapidement, chacun accusant l'autre de corruption.
Jusqu'au 31 décembre 2005, l'Ukraine bénéficiait de prix avantageux pour le gaz fourni par la Russie (50 USD/1 000 m3, contre 230 USD sur le marché européen). Le fournisseur russe, Gazprom, menace de réaligner le prix du gaz fourni à l'Ukraine sur celui du marché.
Ce chantage au prix du gaz est un des moyens utilisés par Moscou pour faire pression sur l'orientation de la politique étrangère du gouvernement ukrainien qui poursuit son rapprochement avec l'Union européenne et l'OTAN.
À la suite de l'échec des négociations, Gazprom pose un ultimatum en menaçant de couper le gaz à l'Ukraine en ne laissant passer que celui à destination de l'Europe.
C'est effectif le 1er janvier 2006.
Le gouvernement ukrainien trouve finalement un arrangement avec la Russie sur le prix du gaz naturel.
Dorénavant, l'Ukraine va payer environ deux fois plus cher son gaz (95 dollars les 1 000 m3, contre 50 auparavant). Cet accord irrite fortement le Parlement, et une coalition se forme pour voter une motion de censure contre le gouvernement.
Le 10 janvier, la motion est adoptée par 250 voix pour et 50 contre, sur les 450 membres du parlementaire.
Le gouvernement reste en place jusqu'à l'investiture d'un nouveau Premier ministre, ce qui nécessite la tenue d'élections législatives anticipées.
Les élections législatives qui suivent ont eu lieu le 26 mars 2006.
Le Parti des Régions du pro-russe Viktor Ianoukovytch obtient 32,12 % de voix (186 élus), le Bloc de Ioulia Tymochenko (BUT/BIT) 22,7 % (129 élus), le Parti présidentiel Notre Ukraine 13,94 % (81 élus), le Parti socialiste 5,67 % (33 élus) et le Parti communiste 3,66 % de voix (21 élus).
Après de longs mois de tractations et de négociations pour former une majorité au parlement et un gouvernement, la coalition parlementaire « orange » (Notre Ukraine — Bloc de Ioulia Tymochenko (BIT) — Parti socialiste) difficilement constituée après plus de deux mois de débats, éclate le 7 juillet 2006, à la suite de la défection surprise du socialiste Oleksandr Moroz élu président du Parlement avec le soutien de l'opposition pro-russe. Cette défection entraine le ralliement des socialistes à la formation Parti des Régions – Communistes et à la création d'une nouvelle alliance majoritaire (240 sièges sur 450), cette fois dirigée par l'ex-Premier ministre Viktor Ianoukovytch.
Les deux anciens rivaux, Iouchtchenko et Ianoukovytch, se mettent d'accord en signant un pacte d'unité nationale (Universal), qui marque les concessions politiques des deux côtés (entre autres, la soumission au référendum de la question de l'entrée du pays dans l'OTAN).
Le groupe du Bloc Ioulia Tymochenko, jadis un allié de « Notre Ukraine », qui a quitté le siège de la Rada le 20 juillet en exigeant la tenue des législatives anticipées, ne signe pas l'Universal, et devient donc l'opposition officielle.
Le 4 août 2006 le parlement ukrainien nomme le chef du Parti des régions Viktor Ianoukovytch au poste de Premier ministre ukrainien.
La candidature de Ianoukovytch est appuyée par 271 voix, pour 226 requises.
Mais après des mois de conflits entre Iouchtchenko et Ianoukovytch et de nombreux députés passant de l'opposition à la coalition majoritaire (de façon inconstitutionnelle, selon le président), Iouchtchenko décrète la dissolution du parlement le 2 avril 2007. La Rada suprême qualifie cette décision d'anticonstitutionnelle. Mais un accord est finalement trouvé entre Iouchtchenko et Ianoukovytch pour que des elections légilsatives aient lieu le 30 septembre 2007. Le Parti des Régions de Ianoukovytch obtient 34,94 % de voix (175 élus), le Bloc de Ioulia Tymochenko 31,23 % (156 élus), le Parti présidentiel Notre Ukraine 14,39 % (72 élus). Ioulia Tymochenko est nommée Premier Ministre à l'issue de ces élections. Elle parvient à se maintenir à ce poste pendant trois ans, malgré des rapports tendus avec le président Iouchtchenko. 

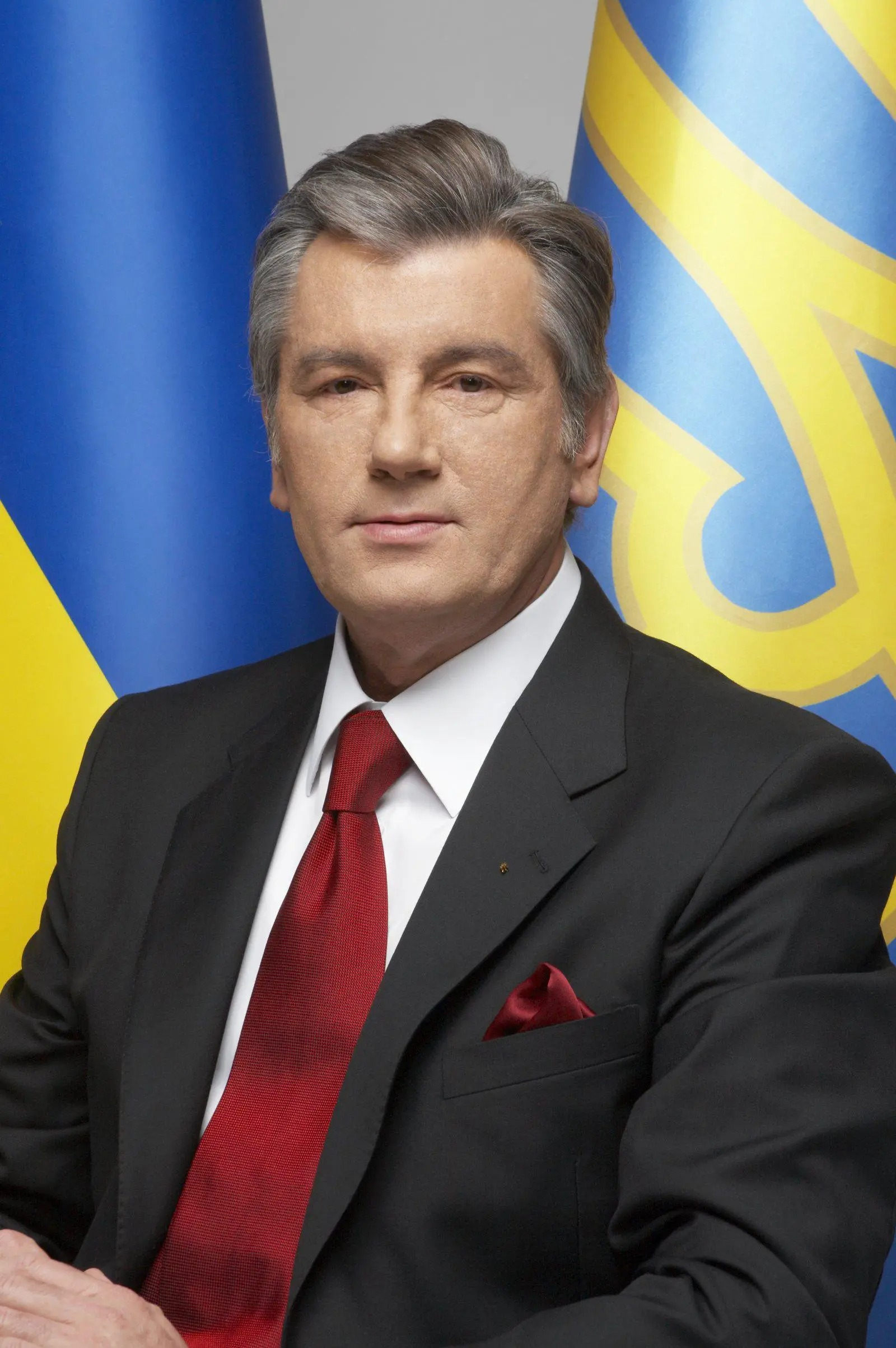
Portrait du Président Iouchtchenko
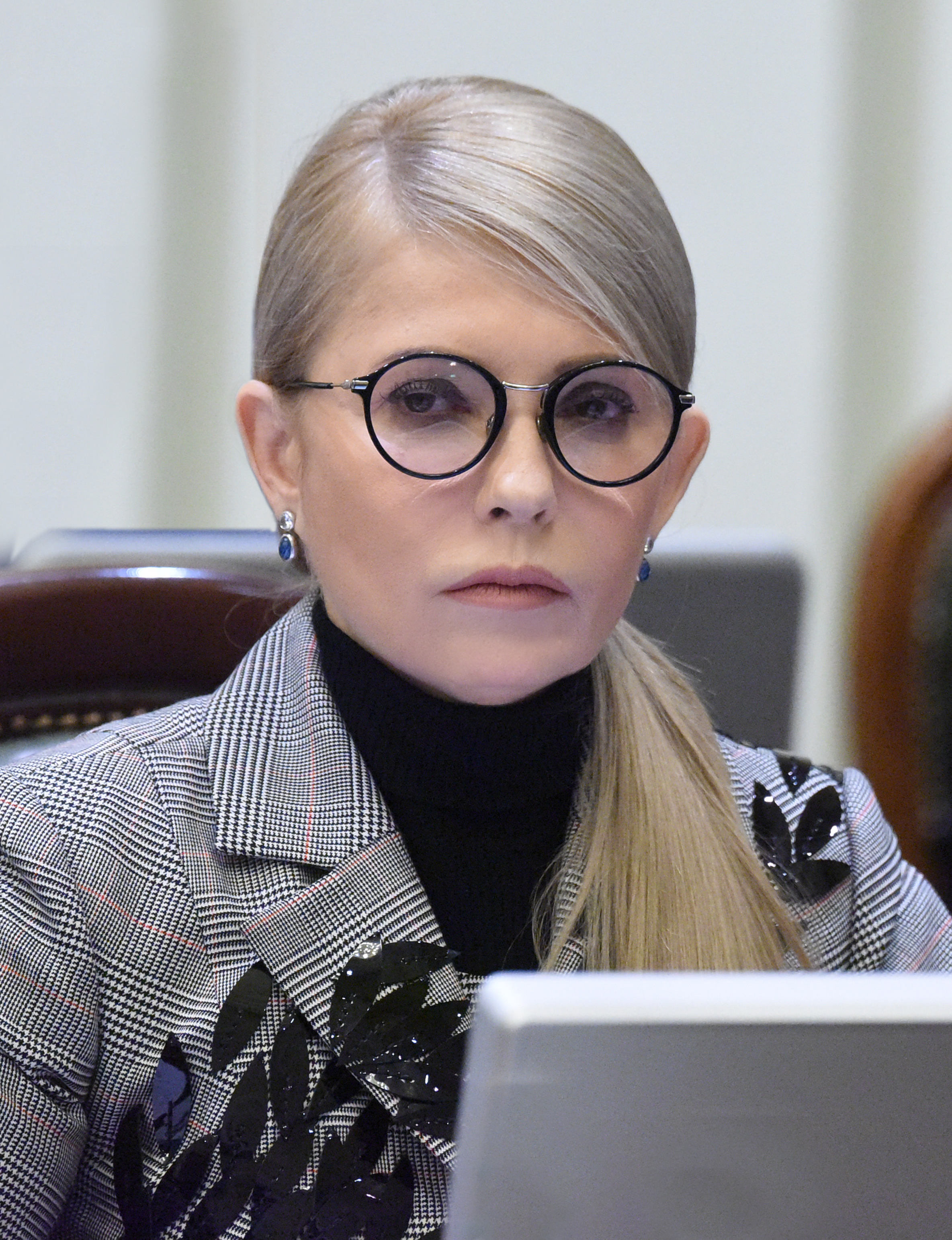
Ioulia Tymochenko
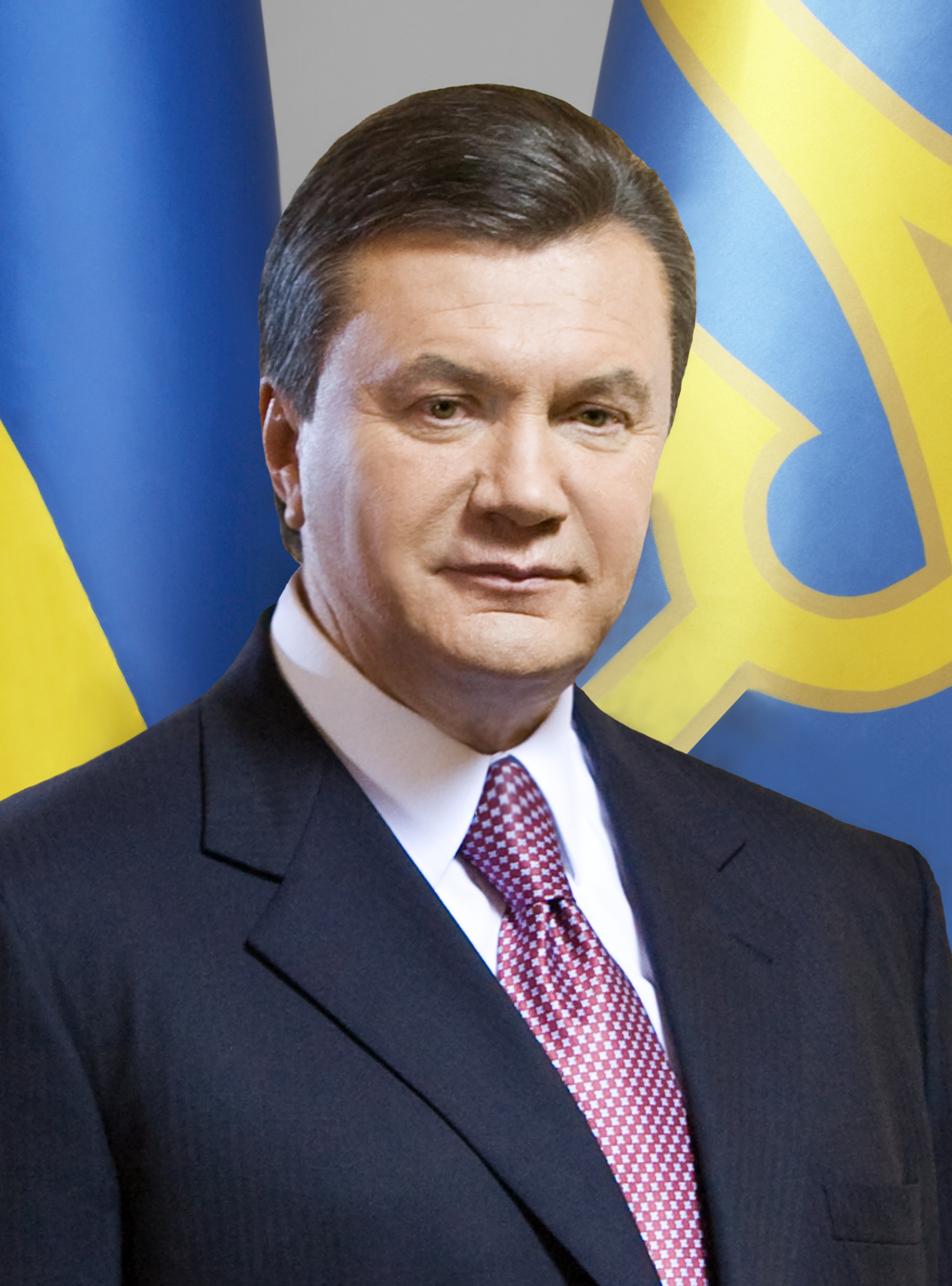
Viktor Ianoukovytch

### Présidence Ianoukovytch (2010-2014)

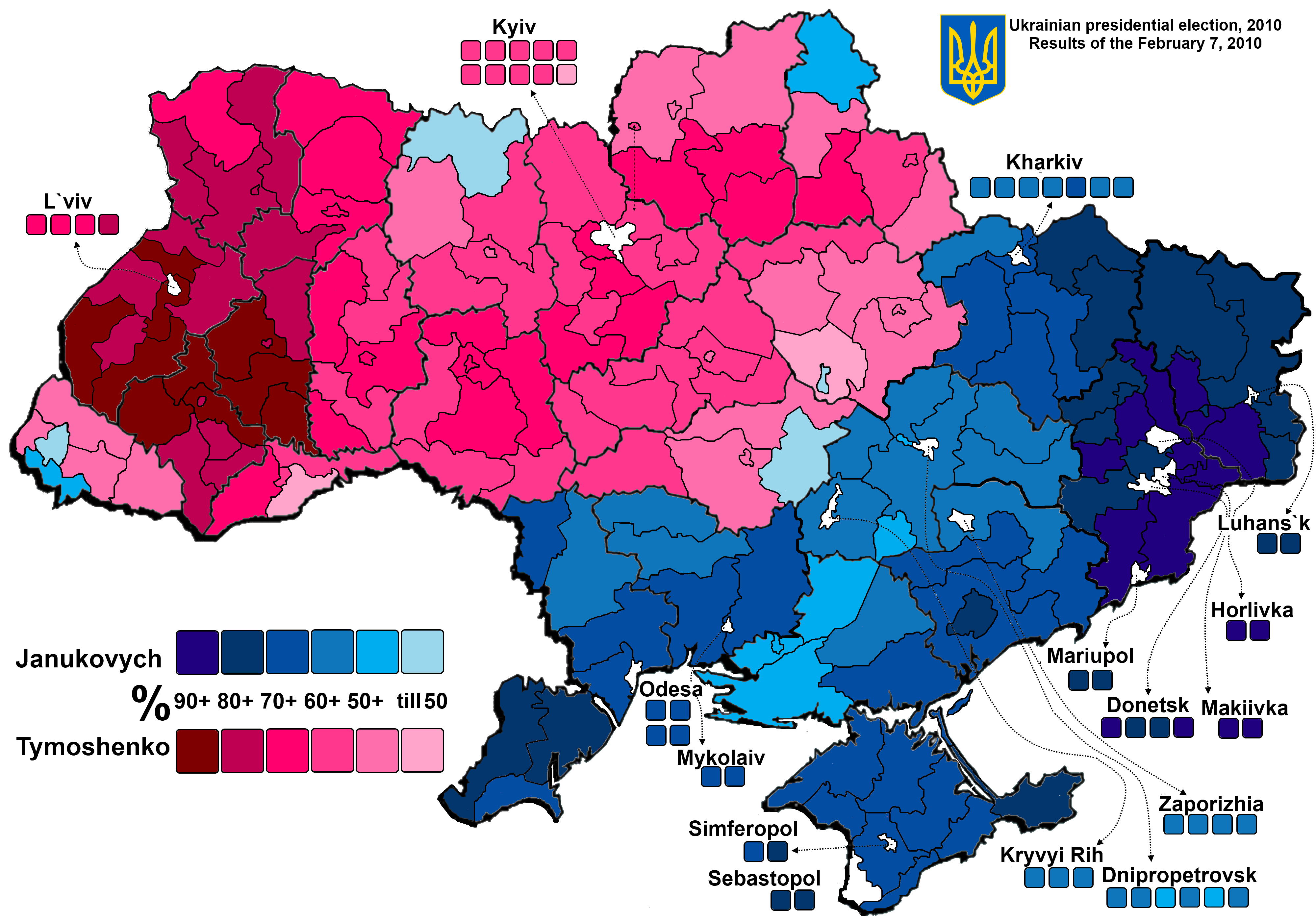
Répartition des voix au 2e tour des élection présidentielle ukrainienne (07/02/2010).
Viktor Yanukovych 12.481.266 (48,95%) (bleu)
Yulia Tymoshenko 11.593.357 (45,47%) (violet)

Pour l'élection présidentielle ukrainienne de 2010, les trois principaux candidats sont Iouchtchenko malgré une popularité en forte baisse, Ianoukovytch et Tymochenko.
Le second tour oppose Tymochenko à Ianoukovytch.
Ce dernier l'emporte avec 48 % des voix contre 45 % pour sa rivale.
Durant sa mandature, le nouveau président fait supprimer les amendements de la constitution qui limitent les pouvoirs du président (rétablissement d'un régime présidentiel) qui a paralysé le gouvernement dépourvu d'une majorité parlementaire stable.
Ianoukovytch est accusé de créer une démocratie contrôlée en détruisant le principal parti d'opposition, le Bloc de Ioulia Tymochenko.
Celle-ci à la suite d'un procès, dont le jugement est rendu en septembre 2011, est emprisonnée pour différents motifs de corruption à sept ans de prison.
Ce procès et les conditions de détention de Tymochenko suscitent de vives critiques en Europe occidentale, sa condamnation étant perçue comme politiquement motivée.

#### Euromaïdan (2013)

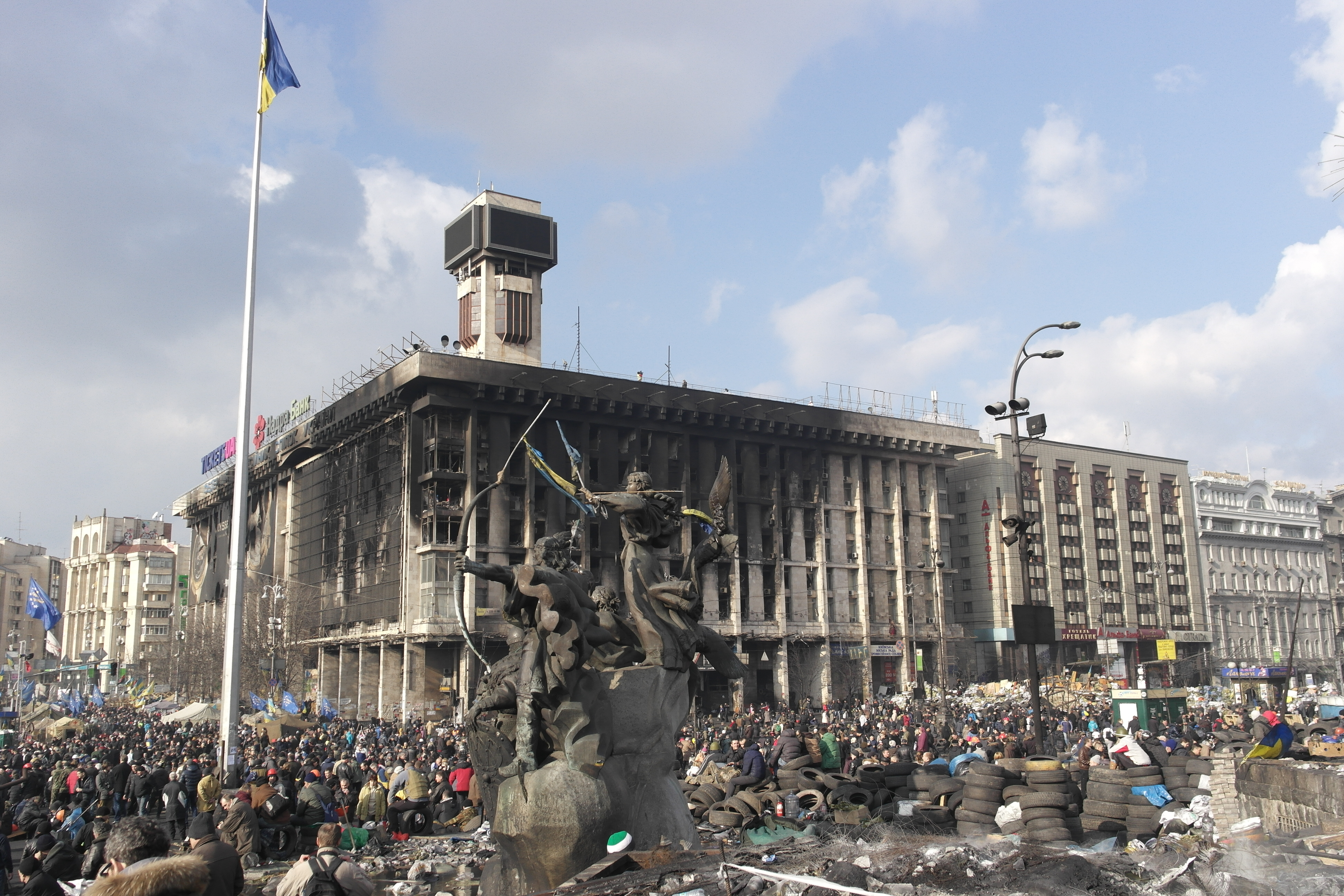
La place de l'Indépendance (Kiev) après un assaut des forces de sécurité lors d'Euromaïdan (février 2014).

Fin 2013, alors qu'un accord d'association doit être signé entre l'Union Européenne et l'Ukraine, la Russie essaie de faire pression sur Kiev pour le faire changer d'avis, notamment en restreignant certains produits, en revoyant les prix du gaz et en envisageant d'imposer aux citoyens ukrainiens un passeport étranger.
Moscou craint en effet que cette union se fasse à son désavantage, alors que Vladimir Poutine ambitionne en même temps un rapprochement avec les pays anciennement soviétiques. De l'avis de l'analyste politique Vladimir Fessenko : « en mettant ainsi la pression, la Russie ne fait que pousser l'Ukraine dans les bras de l'Europe ».
En novembre 2013, l'Ukraine décide finalement, en raison de pressions russes, de refuser l'accord avec l'Union européenne et de « relance[r] un dialogue actif avec Moscou ».
Ce revirement entraîne d'importantes manifestations pro-européennes (appelées Euromaïdan) à Kiev rassemblant au moins 100 000 personnes, l'occupation de la place Maïdan et de la mairie, avec comme mot d'ordre la démission du président Viktor Ianoukovytch.
Un conflit russo-ukrainien diplomatique et militaire débute fin novembre 2013 entre la Russie et l'Ukraine, la Russie s'opposant à la prise de distance de l'Ukraine.
Dans la semaine du 17 février 2014, les manifestations sont durement réprimées causant la mort d'environ 80 personnes. Le 22 février, le Parlement vote la destitution du président Ianoukovytch, apparemment en fuite à l'est du pays L'opposante Ioulia Tymochenko est libérée et fait sa première apparition publique le soir sur la place de l'Indépendance, en fauteuil roulant, après deux années de détention.

#### Annexion de la Crimée par la Russie (2014)
|  |

En mars 2014, la Russie annexe la Crimée : des troupes russes, sans uniformes identifiables, prennent le contrôle de cette région de l'Ukraine et parviennent à chasser les forces militaires ukrainiennes. Un référendum d'auto-détermination est organisé en mars et la Crimée est rattachée à la Russie. La légitimité internationale de cette annexion n'est pas reconnue. Le gouvernement ukrainien d'Oleksandr Tourtchynov accuse la Russie « d'invasion » et d'« occupation armée » tandis que la Russie nie la présence de soldats russes en Crimée et affirme que ces soldats sont des « forces locales d'auto-défense », tout en évoquant la possibilité d'envoi de troupes en Ukraine. Le 11 mars, le parlement de Crimée déclare l'indépendance de la république de Crimée (réunissant la république autonome de Crimée et la ville de Sébastopol). Le 18 mars 2014, à la suite d'un référendum tenu le 16 mars, le gouvernement russe annonce que la république de Crimée (correspondant à l'ancienne république autonome de Crimée) et la ville de Sébastopol, anciennement ukrainiennes, deviennent deux nouveaux sujets fédéraux de la fédération de Russie.

### Présidence Porochenko (2014-2019)
Le soulèvement populaire d'Euromaïdan en 2013 était en partie motivé par la lassitude des Ukrainiens envers une classe politique inefficace et corrompue. Aucun des dirigeants portés au pouvoir à la suite de la Révolution orange de 2004 n'était parvenu à changer cette situation. Petro Porochenko se porte candidat à l'élection présidentielle anticipée de 2014 avec le soutien de l'UDAR de Vitali Klitschko. Cet oligarque, à la tête de la confiserie industrielle Roshen, n'a ni programme précis ni charisme mais il est perçu par les électeurs comme un chef d'entreprise compétent qui grâce à sa fortune personnelle ne devrait pas être tenté de détourner l'argent public. Par ailleurs les électeurs considèrent que son expérience politique (il a occupé plusieurs postes ministériels) lui donne les capacités de réunifier une Ukraine en cours de désagrégation sous les coups de boutoir du voisin russe (Crimée, Donbass),,,. Les élections ont lieu le 25 mai et Porochenko est le premier président de l'Ukraine à être élu dès le premier tour avec 54,7 % des suffrages contre 12,8 % pour Tymoshenko qui vient tout juste d'être libérée de prison,. Seuls 18 millions d'électeurs ont pris part au scrutin (25 millions en 2010), le scrutin n'ayant pu se tenir dans une partie de l'Est de l'Ukraine, notamment en Crimée et dans les régions de Donetsk et de Louhansk à cause du conflit.

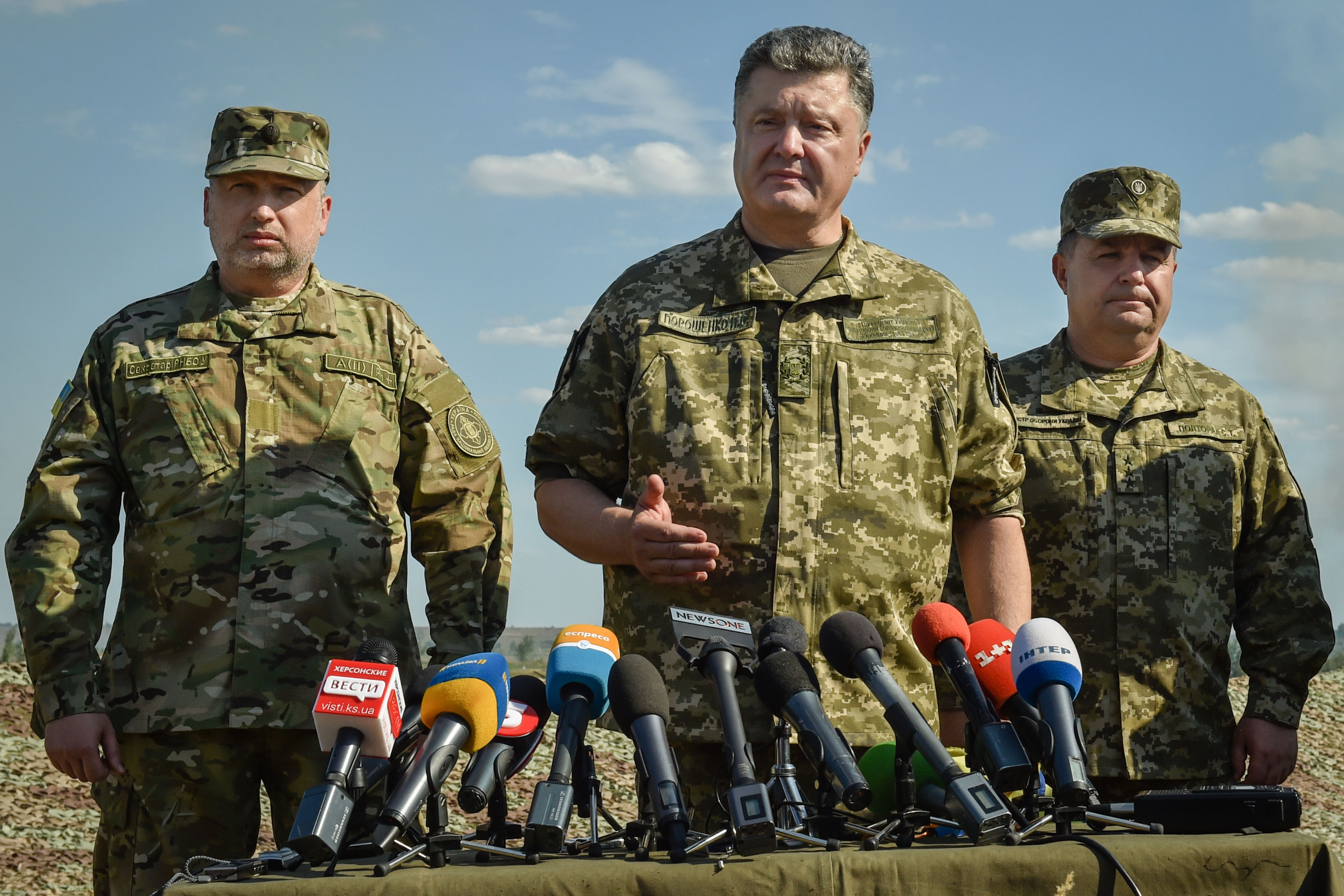
Petro Porochenko avec Oleksandr Tourtchynov et Stepan Poltorak (2015).

L'attention du nouveau président est immédiatement mobilisée par la guerre du Donbass et ses conséquences humanitaires. Le conflit qui prend de l'ampleur au cours des mois qui suivent son élection se traduit par une défaite sévère des troupes ukrainiennes confrontées en réalité à l'armée russe puis par un conflit larvé qui se poursuit tout au long du mandat de Porochenko. Ce dernier essaie également de lutter contre la corruption omniprésente et le clientélisme favorisés par le climat d'impunité qui ont jusque là empêché la mise en place d'un véritable gouvernement démocratique. Parmi les actions menées à bien figurent la création fin 2018 d'une Haute Cour anti-corruption dotée d'une chambre d'appel spécialisée. Mais, compte tenu de l'ampleur du problème et de ses pouvoirs limités en tant que président, Porochenko ne parvient qu'à répondre très partiellement aux attentes de ses électeurs et sa cote de popularité dépasse à peine 10 % en 2019 à la fin de son mandat.
Le 27 juin 2014, le nouveau président Petro Porochenko, signe un accord de libre échange avec l'Union Européenne à Bruxelles.

#### Guerre du Donbass

Oblasts sous contrôle nominal de l'Union des républiques populaires.
Oblasts revendiqués par l'Union des républiques populaires.
Crimée, annexée de facto par la Russie.

Le soulèvement pro-russe, premier événement de la guerre du Donbass, dans le Donbass à l'est, le long de la frontière russe où les russophones et les partisans de l'ancien président Viktor Ianoukovytch sont les plus nombreux, se déroule contre le nouveau pouvoir ukrainien. Il se manifeste notamment par l'apparition en avril 2014 de deux républiques sécessionnistes proclamées par la « Milice populaire du Donbass » : la république populaire de Donetsk et la république populaire de Louhansk, qui s'unissent le 22 mai 2014 en une Union des républiques populaires, reconnue par la république séparatiste géorgienne d'Ossétie du Sud, elle-même reconnue par la Russie. Des affrontements armés ont lieu avec les forces loyalistes ukrainiennes, au cours desquels un avion de ligne malaisien survolant la région est abattu en juillet 2014. Cette situation de guerre civile donne lieu à des tensions entre l'Occident et le régime de Vladimir Poutine, accusé de déstabiliser la région par le gouvernement de Kiev et par la communauté internationale. À la suite du crash de l'avion malaisien de la compagnie aérienne commerciale	Malaysia Airlines abattu par un missile sol-air, l'Ukraine interdit le survol de l'est de son territoire.

### Présidence Zelensky (2019-)

#### Élection présidentielle de 2019

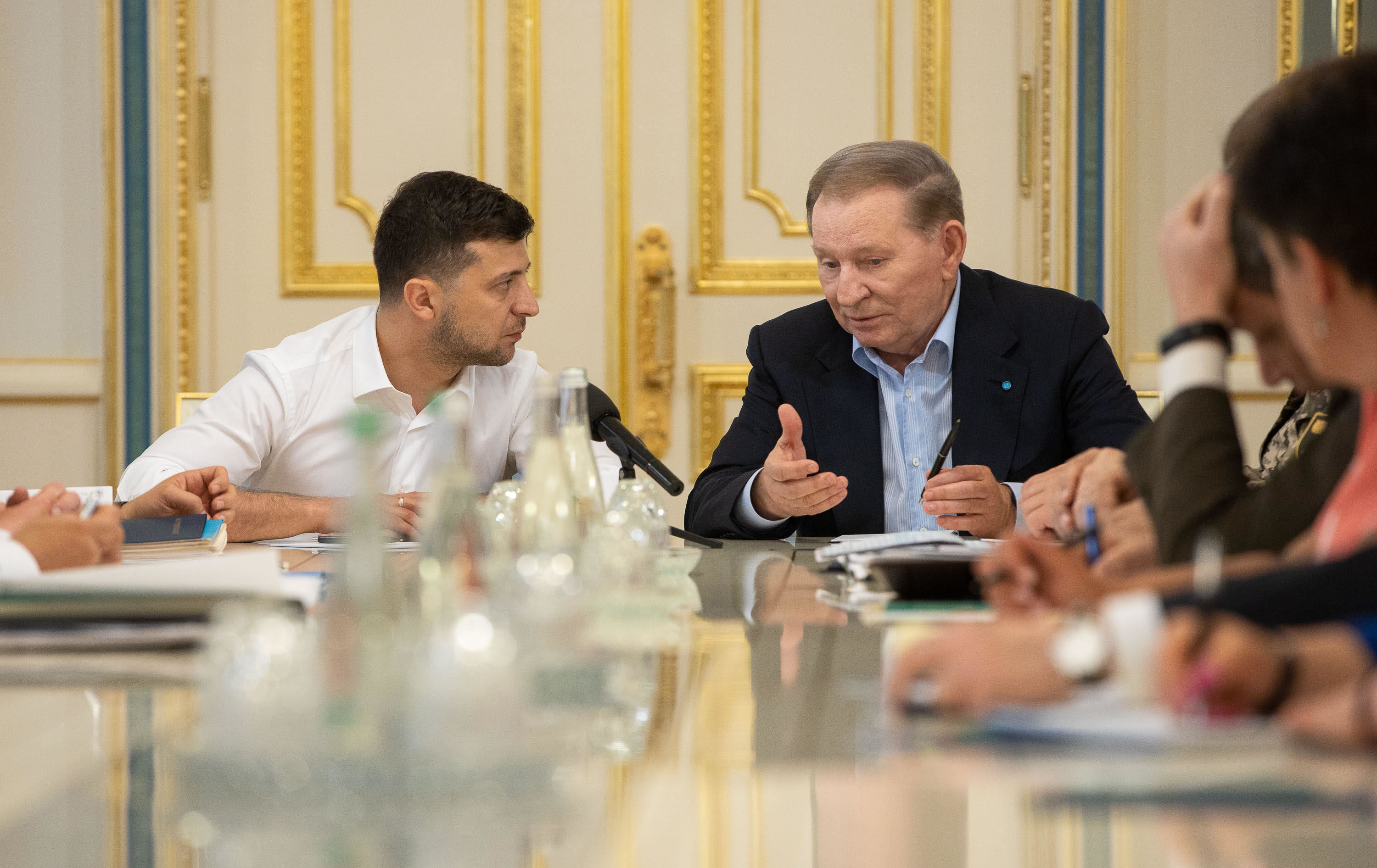
Zelensky avec l'ancien président Leonid Koutchma, représentant au Groupe de contact trilatéral sur l'Ukraine (3 juin 2019).

Pas moins de 39 personnes se portent candidates à l'élection présidentielle de mars-avril 2019.
Seule la candidature de Syminenko, chef des communistes ukrainiens, est refusée, parce que son parti a été interdit en 2015 dans le cadre d'une série de lois bannissant les idéologies communiste et nazie ainsi que leurs symboles.
Ce nombre important de postulants est vu par certains comme la manifestation d'une démocratie avancée, mais, dans les faits, il génère beaucoup de confusion et démontre surtout un dysfonctionnement du système politique.
La campagne présidentielle, qui débute de manière non officielle dès mi-2018, à coup d'affiches avançant des slogans sans programme concret, est longue.
Les trois candidats qui recueillent le plus d'intentions de votes dans les mois précédant l'élection sont le président sortant Porochenko, Ioulia Tymochenko qui a occupé à deux reprises le poste de Première ministre et qui se présente pour la troisième fois et enfin un nouveau venu en politique Volodymyr Zelensky.
Cet acteur de comédie bénéficie d'une grande popularité, car il incarne depuis 2015 dans une série télévisée particulièrement suivie (Serviteur du peuple) un personnage de professeur d'histoire, impécunieux et doté d'un franc-parler, qui est élu président de l'Ukraine par accident après que ses critiques acerbes du système politique aient été enregistrées subrepticement par les médias et aient été diffusées.
Zelensky mène une campagne atypique utilisant les réseaux sociaux.
Son programme politique est flou mais il s'appuie sur l'identification avec le personnage joué dans la série. Ses détracteurs soulignent son discours populiste, son inexpérience et sa quasi-absence de programme.
Certains le soupçonnent d'être proche des dirigeants russes et d'être lié à l'oligarque Ihor Kolomoïsky, propriétaire de la chaine de télévision 1+1 qui diffuse la série Serviteur du peuple.
Près de 40 % des électeurs restent indécis quelques jours avant l'élection,.
Le résultat porte au pouvoir Zelensky, qui, après avoir éliminé dès le premier tour Ioulia Tymochenko, pourtant donnée favorite durant toute l'année 2018, récolte 73 % des voix au second tour face à un Porochenko affaibli par cinq années de guerre et de corruption. Zelensky se présente comme un candidat antisystème.

#### Élections législatives anticipées de 2019
À la suite de son investiture le 20 mai, Zelensky se retrouve en situation de cohabitation car son parti Serviteur du peuple, créé en 2019, ne détient que deux sièges à la Rada. Il déclenche des élections législatives anticipées. Le scrutin, qui a lieu le 21 juillet avec un taux de participation de 49,8 %, donne la victoire au parti de Zelensky avec une majorité absolue de 254 sièges sur 450.

#### Déroulement de la législature Zelensky
Volodymyr Zelensky fait de la lutte contre la corruption l'un des grands axes de sa présidence : à cet effet, il met en place de nombreuses mesures anticorruption, dont une loi engageant la responsabilité pénale des fonctionnaires reconnus coupables de déclarations de revenus mensongères.
Celle-ci et plusieurs autres sont néanmoins invalidées en octobre 2020 par la Cour constitutionnelle de l'Ukraine, qui les juge trop sévères, ce qui provoque des manifestations.
Face à ce revers, Zelensky tente de destituer l'ensemble des juges de la Cour, nommés sous le mandat de Viktor Ianoukovytch : la Constitution ne lui en donnant pas le pouvoir, il annonce la suspension pour deux mois du président de la Cour, Oleksandr Toupytsky, accusé par la justice de subornation de témoins et de faux témoignages, mais sa décision est annulée par l'institution.
Zelensky remporte néanmoins une victoire politique le 23 septembre 2021, lorsque le Parlement adopte une loi visant à restreindre le pouvoir des oligarques, riches hommes d'affaires qui influencent la vie publique ukrainienne, en les recensant dans un registre.
Les intéressés ont six mois pour cesser leurs activités politiques et vendre leurs médias, sans quoi ils sont classés comme oligarques et soumis à de fortes contraintes (obligation de déclarer leurs possessions, interdiction de financer des partis politiques, de rencontrer en privé des hauts fonctionnaires ou de participer à des privatisations).
Zelensky est toutefois critiqué pour avoir pris la tête de la commission chargée d'établir le registre, ce qui engendre un conflit d'intérêts en raison de ses liens avec l'oligarque Ihor Kolomoïsky.
Il est par ailleurs lui-même accusé d'évasion fiscale dans l'affaire des Pandora Papers.

#### Invasion de l'Ukraine par la Russie (2022)
Vladimir Poutine nie le droit d'existence d'un État ukrainien et d'une nation ukrainienne. L'Ukraine est une nation beaucoup plus soudée qu'il y a vingt ans. Une grande partie de la population est bilingue surtout dans les villes de l'est.
Le 23 janvier 2022, Joe Biden, président des États-Unis, ordonne aux familles de diplomates américains de quitter le territoire ukrainien en raison des fortes tensions avec la Russie, évoquant « la menace persistante d'une opération militaire russe ».
Le 21 février, le président russe Vladimir Poutine reconnaît l'indépendance des républiques populaires autoproclamées de Donetsk et de Louhansk et ordonne à ses troupes de se rendre dans ces parties de l'est de l'Ukraine dans le cadre de ce que le Kremlin qualifie de « mission de maintien de la paix ».
Le 24 février, la Russie procède à des bombardements par missiles de croisière et balistiques sur plusieurs villes ukrainiennes, dont Kiev. Les troupes russes au sol pénètrent sur le territoire ukrainien,, ce qui constitue le point de départ de l'invasion de l'Ukraine par la Russie.
L'armée russe affirme avoir détruit les systèmes de défense antiaérienne et mis « hors service » les bases aériennes du pays. Cela constitue une guerre d'agression de la Russie sur l'Ukraine mais n'a pas été statué comme telle par le Conseil de sécurité des Nations unies vu le droit de veto de la Russie. L'Assemblée générale des Nations unies vote une résolution déplorant « l'agression de la Russie contre l'Ukraine » et affirme l'« attachement à la souveraineté, l'indépendance, l'unité et l'intégrité territoriale » de l'Ukraine. Le vote été approuvé par 141 pays sur les 193 membres que compte l'Organisation. Cinq pays ont voté contre : la Russie, la Biélorussie, la Corée du Nord, l'Érythrée et la Syrie.
Vladimir Poutine agite la menace nucléaire le 27 février, et ordonne de bombarder les villes les plus russophones d'Ukraine, à savoir Kharkiv et Marioupol où les populations civiles se terrent ; Kiev subissant le même sort, les habitants s'abritent dans le métro. Il y a des inquiétudes concernant la ville russophone en majorité d'Odessa et dont le port est stratégique.
L'Agence internationale de l'énergie atomique exprime ses inquiétudes sur la situation en Ukraine et appelle à « un maximum de retenue pour éviter toute action qui mettrait les sites nucléaires du pays en danger ». Une réunion du Conseil des gouverneurs de l'AIEA à Vienne, siège de l'agence, est organisé pour discuter des « risques réels » posés par le conflit entre la Russie et l'Ukraine. La résolution adoptée appelle la Russie à « cesser immédiatement les actions contre les sites nucléaires ukrainiens ». Le texte estime que cette guerre « pose des menaces graves et directes à la sécurité de ces lieux et de leur personnel », avec « le risque d'un accident ou incident nucléaire qui mettrait en danger la population de l'Ukraine, des États voisins et de la communauté internationale ». C'est la première fois qu'un conflit militaire se déroule dans un pays doté d'un large programme nucléaire.
Au 5 avril 2022, au moins 53 sites du patrimoine ukrainien ont été endommagés ou rasés selon l'UNESCO durant l'invasion de l'Ukraine par la Russie en 2022. La Convention de la Haye sur la protection du patrimoine culturel en situation de conflit est établie en 1954. L'Ukraine et la Russie ont ratifié cette convention.
Le 30 septembre 2022, l'Ukraine a déposé une demande d'adhésion à l'OTAN dans le cadre de la procédure accélérée. Le président du pays, Volodymyr Zelenskyi, l'a déclaré dans son discours. « Seule la voie consistant à renforcer l'Ukraine et à expulser les occupants de l'ensemble de notre territoire rétablira la paix. Nous suivrons cette voie », a déclaré le chef de l'État ukrainien.

## Cartes historiques

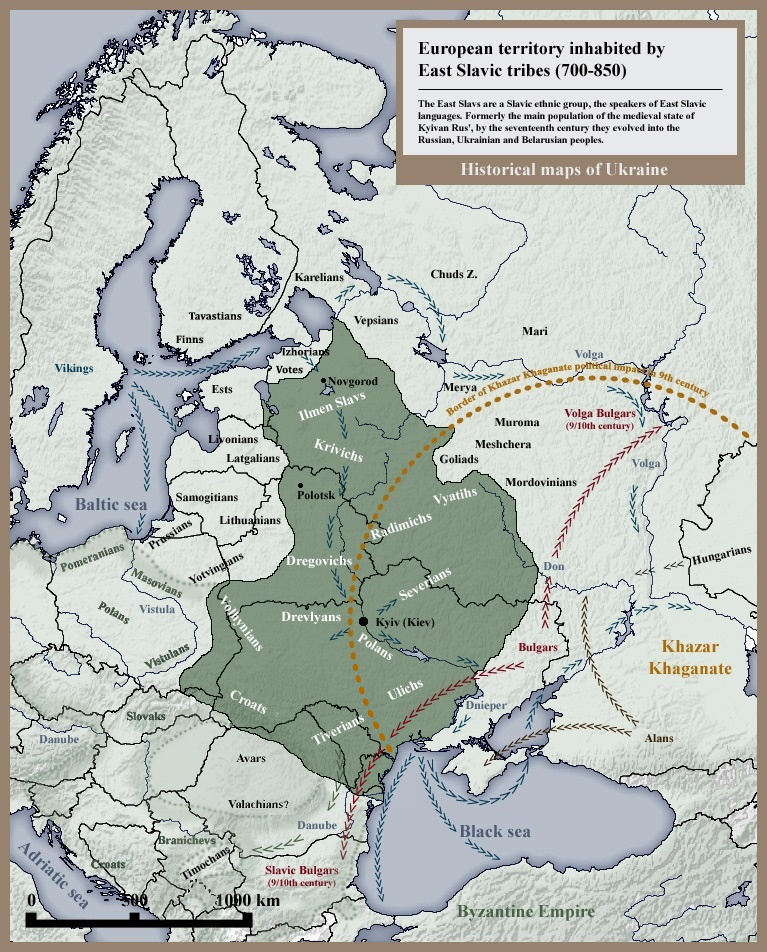
Période historique (au VIIIe siècle)
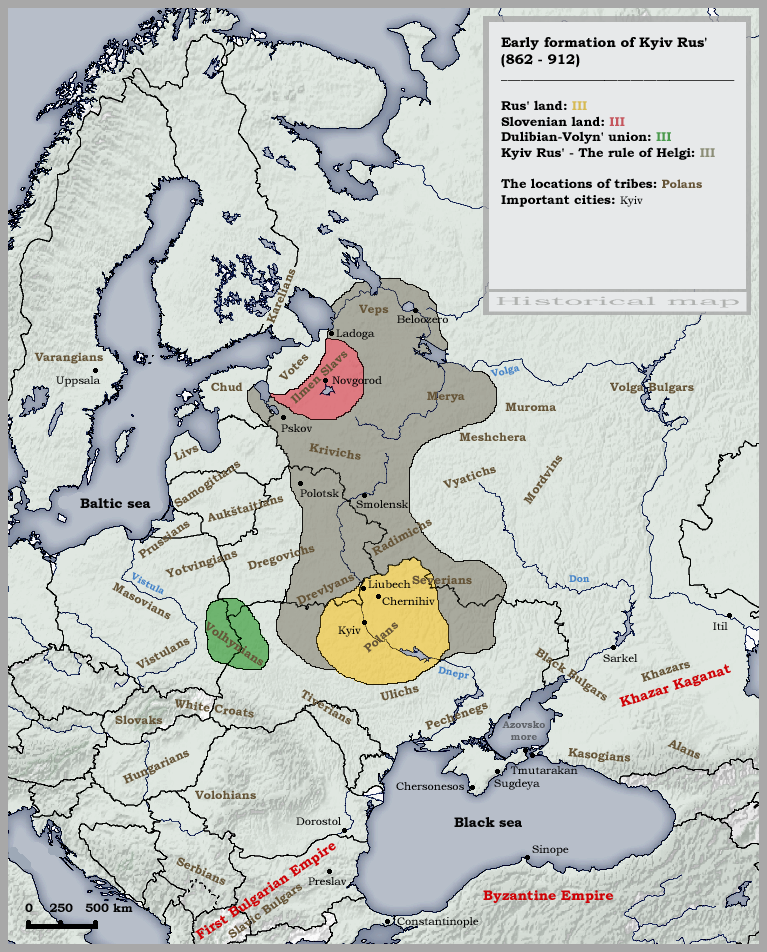
Période historique (de 862 à 912).
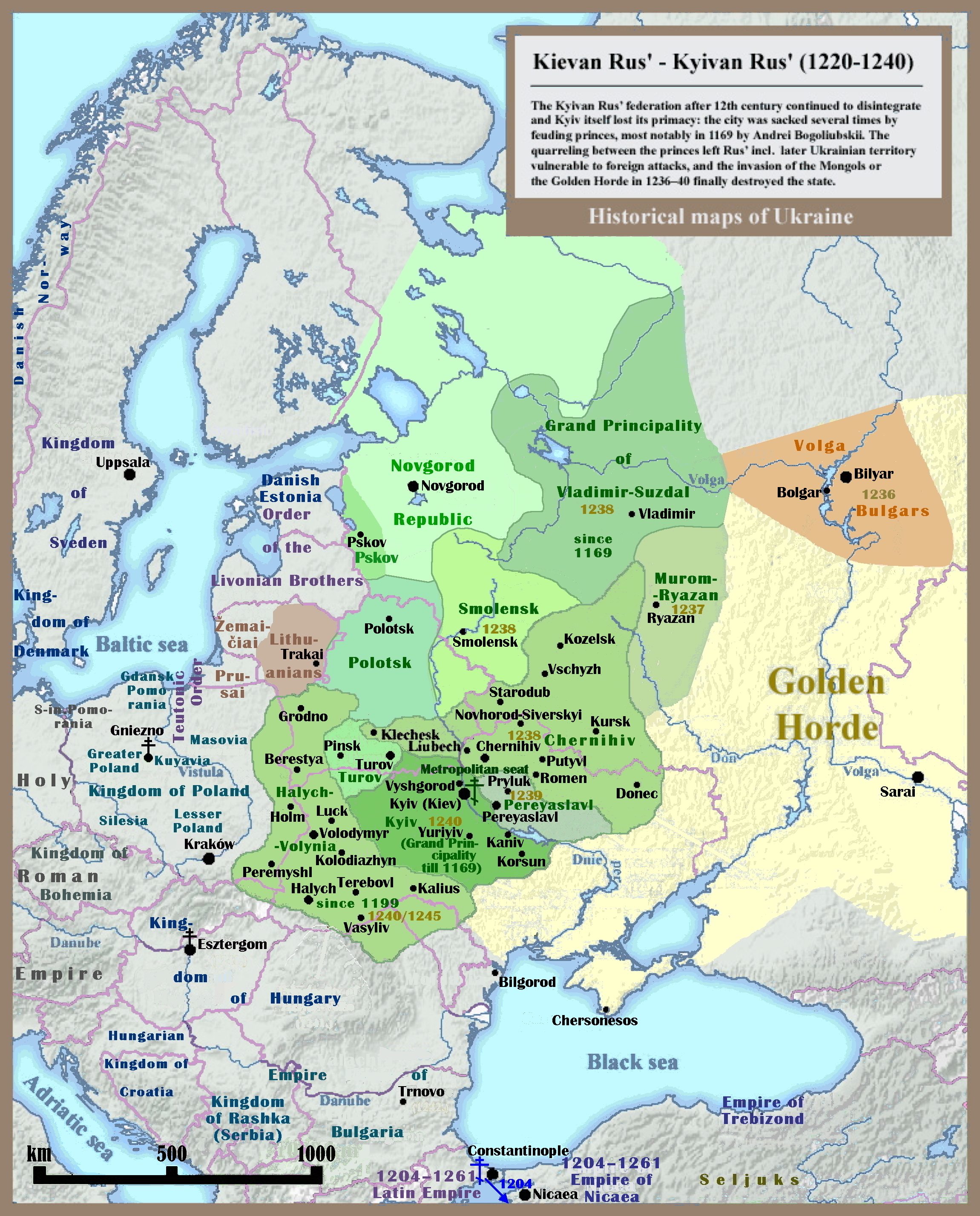
Période historique (de 1220 à 1240).
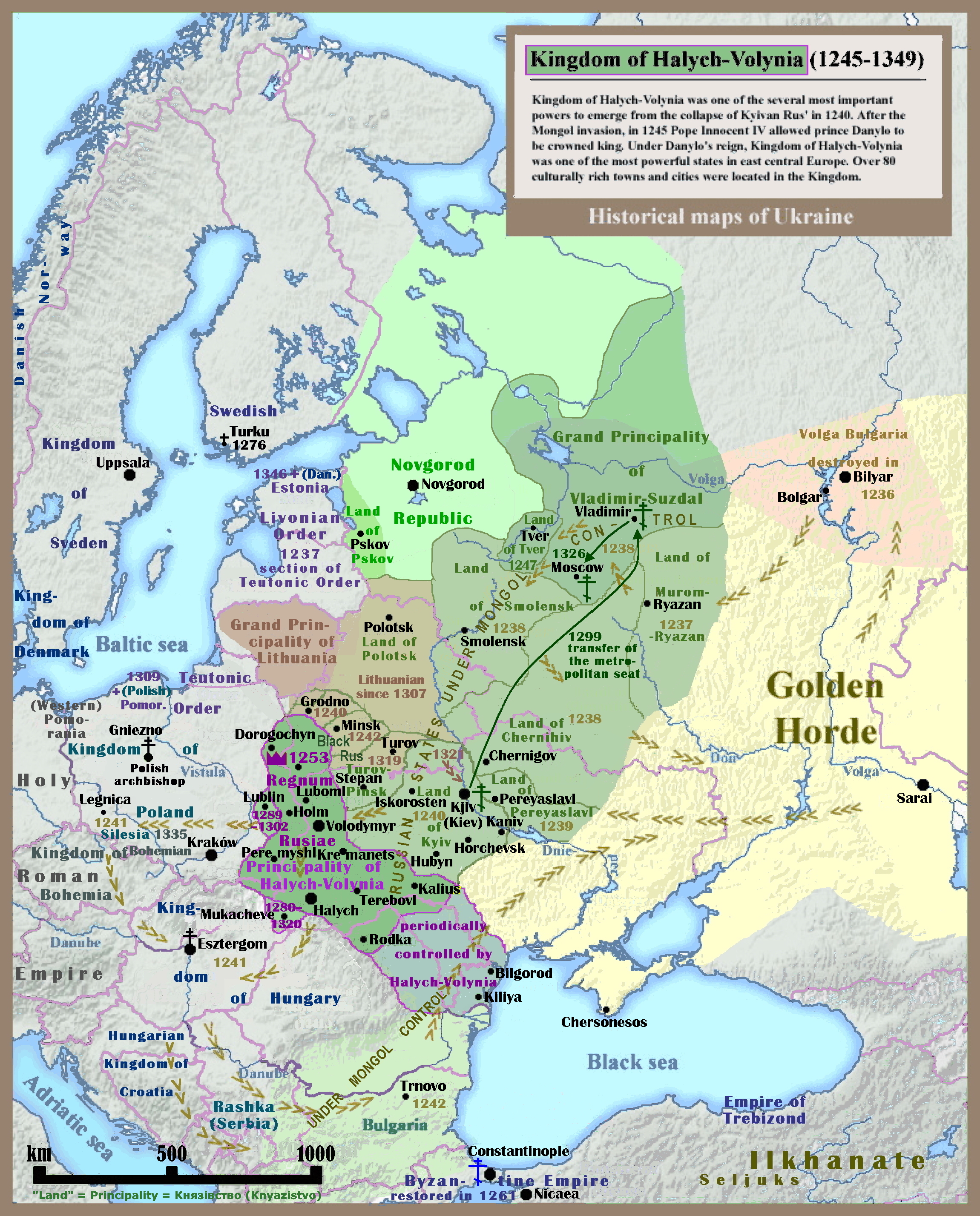
Période historique (de 1245 à 1349).
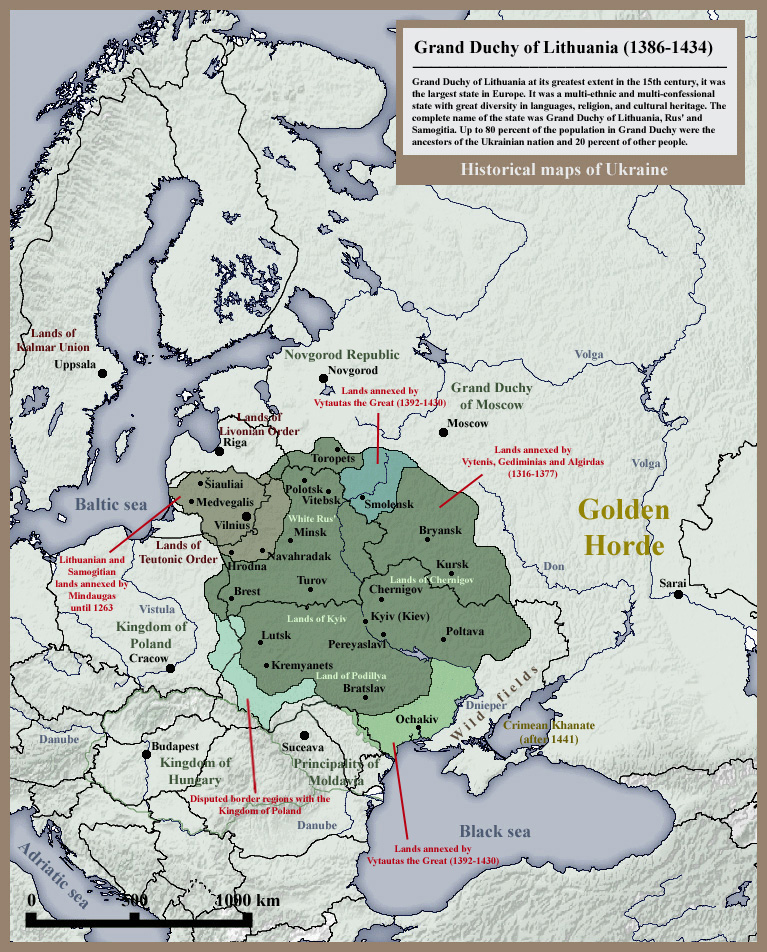
Période historique (de 1386 à 1434).
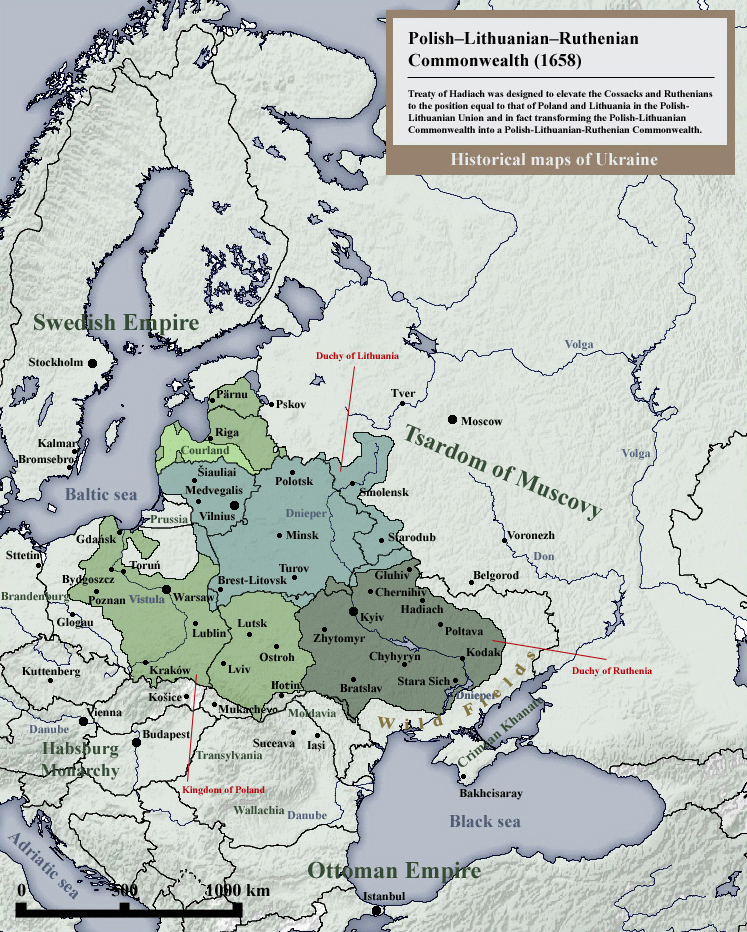
Période historique (en 1658).
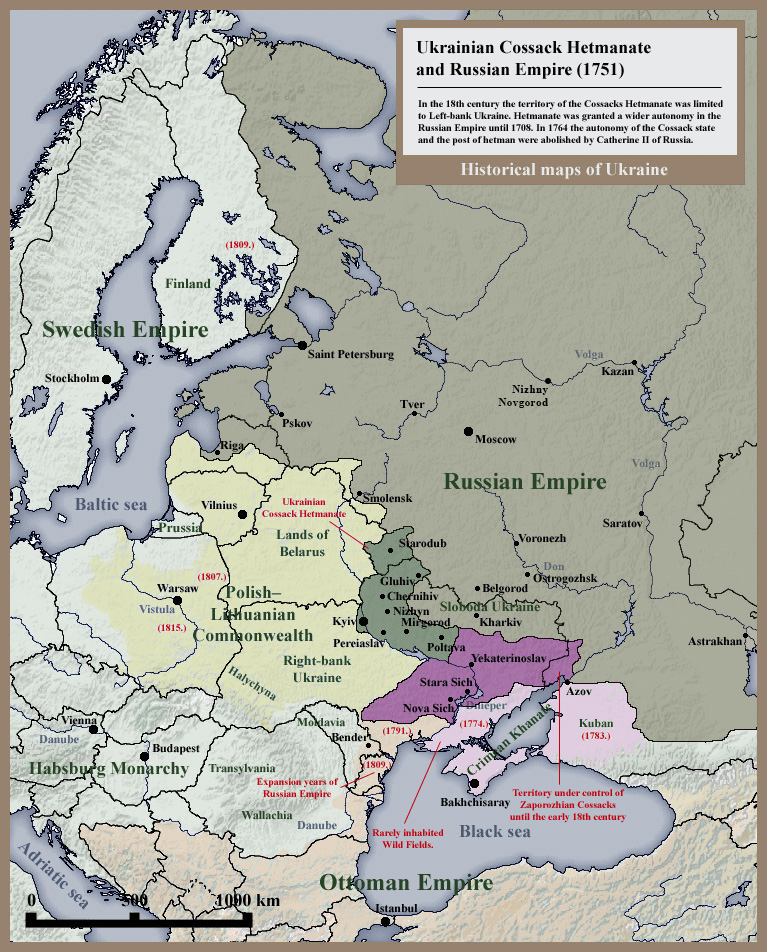
Période historique (en 1751).
Ukraine, 1918
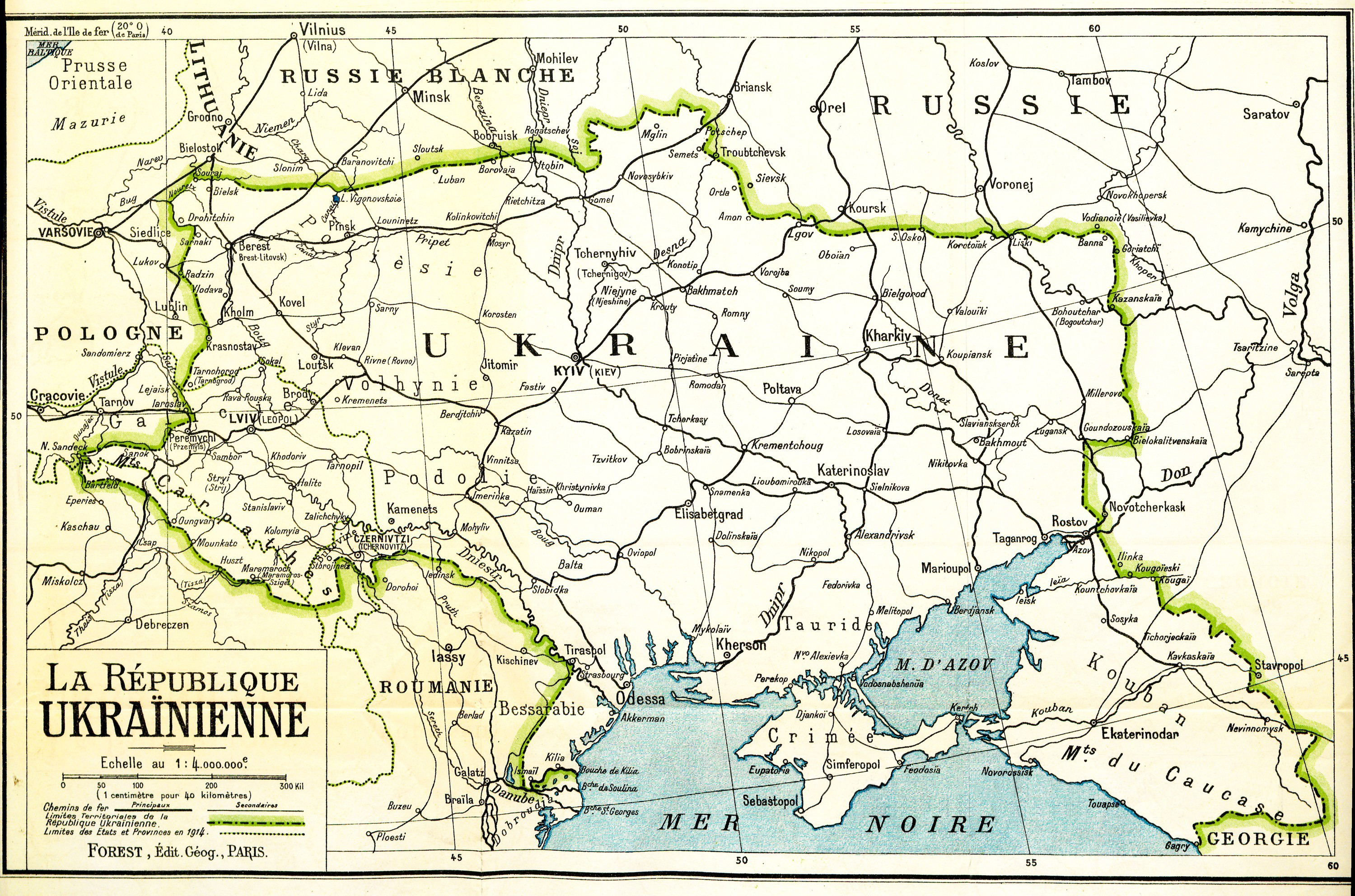
Les frontières de l'Ukraine, déclarées par la délégation de la République populaire ukrainienne à la Conférence de paix de Paris en 1919-1920

### Ouvrages généraux sur l'Ukraine
- [Lambroschini 2014] Sophie Lambroschini, Les Ukrainiens, Ateliers Henry Dougier, 2014, 144 p. (ISBN 979-1093594132)Analyse sociologique du peuple ukrainien, de sa culture….
- [Laroussilhe 1998] Olivier De Laroussilhe, L'Ukraine, Paris, PUF], coll. « Que sais-je ? », 1998, 127 p. (ISBN 2-13-049122-7).
- [Wilson 2015] (en) Andrew Wilson, The Ukrainians: Unexpected Nation, Yale University Press, 2015, 4e éd., 453 p. (ISBN 978-0300217254).
- [Yekelchyk 2015] (en) Serhy Yekelchyk, The conflict in Ukraine : what everyone needs to know, Oxford University Press, 2015, 186 p. (ISBN 978-0-19-023728-8)Contexte historique des conflits entre Ukraine et Russie : Histoire du pays, Révolution Orange, Euromaidan, Crimée, Donbass.

### Ouvrages historiques généraux
- [Boyko 2004] Natalka Boyko, « Religion(s) et identité(s) en Ukraine : existe-t-il une « identité des confins » ? », Revue d'études comparatives Est-Ouest, vol. 35, no 4,‎ 2004, p. 37-74 (lire en ligne )La place du religieux dans le processus identitaire national en Ukraine (situation à 2004).
- [Joukovsky 1993] Arkady Joukovsky, Histoire de l'Ukraine, Paris, Éditions du Dauphin, 1993, 1re éd. (ISBN 978-2-7163-1057-4, LCCN 93242386).
- [Kappeler 1997] Andreas Kappeler, Petite histoire de l'Ukraine, Paris, Institut d'études slaves, 1997, 223 p. (ISBN 978-2-7204-0319-4).
- [Lebedynsky 2019] Iaroslav Lebedynsky, Ukraine: Une histoire en questions, Éditions L'Harmattan, 2019, 302 p. (ISBN 978-2-343-17778-6).
- [Lorrain 2019] Pierre Lorrain, L'Ukraine, une histoire entre deux destins, Bartillat, 2019, 670 p. (ISBN 978-2841005734).
- [Magocsi 1987] (en) Paul Robert Magocsi, Ukraine, A Historical Atlas, Toronto, University of Toronto Press, 1987, 3e éd., 59 p., poche (ISBN 978-0-8020-3429-8).
- [Plokhiy 2015] (en) Serhiy Plokhiy, The Gates of Europe: A History of Ukraine, Penguin, 2015, 377 p. (ISBN 978-0465050918).
- [Plokhiy 2022] Serhiy Plokhiy (trad. de l'anglais par Jacques Dalarun), Aux portes de l'Europe. Histoire de l'Ukraine, Paris, Gallimard, 2022.
- [Riabtchouk 2003] Mykola Riabtchouk (trad. I.Dmytrychin et I. Lebedynsk, préf. Alain Besançon), De la Petite-Russie à l'Ukraine, Paris, L'Harmattan, 2003, 208 p. (ISBN 2-7475-5134-2)Mise en perspective historique (en date de 2003) des débats agitant l'Ukraine contemporaine : Ukraine occidentale/orientale, Europe/Russie….
- [Subtelny 2009] (en) Orest Subtelny (en), Ukraine, A History, Toronto, University of Toronto Press, 2009, 4e éd., 888 p., poche (ISBN 978-1442609914, LCCN 2001268184, lire en ligne).
- [Zenon et al. 2005] (en) Zenon n, E. Kohutn, Bohdan Yn, Nebesio n et Myroslav Yurkevich, Historical Dictionary of Ukraine, Scarecrow Press, Lanham Md, 2005, 912 p. (ISBN 978-0-8108-5387-4).

### Préhistoire
- [Lillie & Potekhina 2020] (en) Malcolm C. Lillie et Inna D. Potekhina, Prehistoric Ukraine : from the first hunters to the first farmers, Philadelphia, Oxbow Books, 2020, 339 p. (ISBN 9781789254587).
- [Menotti 2012] (en) Francesco Menotti et Korvin-Piotrovskiy, The tripolye culture giant-settlements in Ukraine : formation, development and decline, Oxford, Oxbow Books, 2012, 264 p..
- [Gavrituhin & Oblomsky 2006] Igor Gavrituhin et Andreï Oblomsky, « Les découvertes princières du Ve siècle dans la région du Dniepr-rive gauche et leur contexte historique », Mémoires de l'Association française d'archéologie mérovingienne, no 15,‎ 2006, p. 307-331 (lire en ligne ).

### Rus de Kiev
- [Gonneau 1999] Pierre Gonneau, « La Rus' de Kiev, une société féodale? (860-1240) Les théories en présence », Journal des savants, no 1,‎ 1999, p. 167-225 (lire en ligne )
- [Plokhiy 2006] (en) Serhiy Plokhiy, The origins of the slavic nations : premodern Identities in Russia, Ukraine, and Belarus, Cambridge university press, 2006, 379 p. (ISBN 9780521864039)Histoire des pays slaves de la Rus' de Kiev jusqu'à Pierre le grand et origine de l'identité des slaves de l'est.
- [Vodoff 1991] « Rus´ de Kiev et Russie moscovite » (dossier), Revue des études slaves, vol. 63, no 11,‎ 1991 (lire en ligne ).

### Dans l'Empire russe
- [Beauvois 1993] Daniel Beauvois, La bataille de la terre en Ukraine : 1863-1914, les Polonais et les conflits socio-ethniques, Presses universitaires du Septentrion, 1993, 346 p. (ISBN 978-2-85939-429-5)Étude de la noblesse terrienne polonaise installée en Ukraine centrale à l'époque de l'Empire russe.
- [Diuk & Gongadze 2001] (en) Nadia Diuk et Myroslava Gongadze, « Origins Of The Unity Paradigm: Ukraine And The Construction Of Russian National History (1620-1860) », Eighteenth-Century Studies, vol. 35, no 1,‎ 2001, p. 70-76 (lire en ligne)L'Ukraine et l'Empire russe de 1620 à 1860.
- [Heller 2015] Michel Heller, Histoire de la Russie et de son empire, Paris, Perrin, coll. « Tempus », 2015 (1re éd. 1995) (ISBN 2081235331).
- [Kohut 2003] (en) Zenon E. Kohut, The Ukrainian question the Russian Empire and nationalism in the nineteenth century, Budapest / New York, Central European University Press, 2003, 295 p. (ISBN 978-6-15521-118-8)Nationalisme ukrainien et empire russe.
- [Levic'kij & Semenovič 2016] Nečuj-Levicʹkij et Ìvan Semenovič, Les Zaporogues, Paris, Éditions Bleu & Jaune, 2016, 72 p.
- [Plokhiy 2006] (en) Serhii Plokhiy, The origins of the slavic nations : premodern Identities in Russia, Ukraine, and Belarus, Cambridge university press, 2006, 379 p. (ISBN 9780521864039)Histoire des pays slaves de la Rus' de Kiev jusqu'à Pierre le grand et origine de l'identité des slaves de l'est.
- [Sirotchouk 2010] Tatiana Sirotchouk, La vie intellectuelle et littéraire en Ukraine au siècle des lumières, Honoré Champion, 2010 (ISBN 978-2745320919)Étude portant sur l'apport et la place de l'Ukraine dans le mouvement des Lumières.

### République d'Ukraine de 1917
- [Archinov 2010] P. Archinov, La Makhnovchtchina - l'Insurrection Révolutionnaire en Ukraine de 1918 a 1921, Les Amis de Spartacus, 2010, 256 p. (ISBN 978-2902963621)Histoire du mouvement révolutionnaire anarchiste ukrainien de 1918.
- [Beauvois 1998] Daniel Beauvois, Les guerres d'indépendance de l'Ukraine : 1917-1921, Presses Universitaires du Septentrion, 1998, 351 p. (ISBN 978-2859394295)Les tentatives d'indépendance de l'Ukraine (1917-1921).
- [Blavatskyy 2018] (en) Serhiy Blavatskyy, « The Ukrainian Francophone Press in France (1919-1921) » [« La presse francophone ukrainienne en France »], Revue des études slaves, vol. LXXXIX, no 3,‎ 2018, p. 355-372 (lire en ligne ).
- [Dornik 2015] (en) Wolfram Dornik, The emergence of Ukraine : self-determination, occupation, and war in Ukraine, 1917-1922, Edmonton, Canadian Institute of Ukrainian Studies Press, 2015, 441 p. (ISBN 1-894865-39-1)Histoire de la République d'Ukraine de 1917

### Au temps de l'Union soviétique
- [Courtois et al. 1997] Stéphane Courtois (dir.) et al., Le Livre noir du communisme, crimes, terreur, répression, Paris, Robert Laffont, 1997, 846 p. (ISBN 2-221-08204-4), p. 120-288.
- [Epplé 2020] Nikolay Epplé (Николай ЭППЛЕ), Неудобное прошлое. Память о государственных преступлениях в России и других странах [« Un Passé qui dérange, Mémoire des crimes d'État en Russie et dans d'autres pays »], Moscou, éditions NLO,‎ 2020, 600 p.[97].
- [Marynovych 2021] (en) Myroslav Marynovych, The universe behind barbed wire : memoirs of a Soviet Ukrainian dissident, Rochester, NY : University of Rochester Press, 2021, 453 p. (ISBN 1-78744-832-0)Récit du dissident ukrainien Myroslav Marynovych sur son omplication dans le mouvement des droits de l'homme durant l'ère Breejnev et de ses années d'incarcérations en tant que prisonnier politique en Sibérie puis de son exil en Union soviétique.
- [Plokhiy 2014] (en) Serhii Plokhiy, The last empire : the final days of the Soviet Union, London, Oneworld publications, 2014, 489 p. (ISBN 978-1-78074-529-9)Les derniers jours de l'Union soviétique.
- [Smith & Beresford] (en) Jim T. Smith et Nicholas A. Beresford, Chernobyl catastrophe and consequences, Berlin / New York, Springer, 332 p. (ISBN 1-280-61721-7).
- [Steinhart 2015] (en) Eric C. Steinhart, The Holocaust and the Germanization of Ukraine, Cambridge University Press, 2015, 263 p. (ISBN 1-316-25555-7).
- [Werth 2020] Nicolas Werth, Les grandes famines soviétiques, PUF, coll. « Que sais-je », 2020, 127 p. (ISBN 9782130800002).
- [collectif 2000] coll., 1933, l'année noire : témoignages sur la famine en Ukraine, Paris, Albin Michel, 2000, 491 p. (ISBN 2-226-11690-7).
- [collectif 2012] (en) coll., Holodomor and Gorta Mór : histories, memories, and representations of famine in Ukraine and Ireland, London, Anthem Press, 2012, 276 p. (ISBN 1-283-97623-4).

### Ukraine indépendante
- [Armandon 2016] Emmanuelle Armandon, Géopolitique de l'Ukraine, Paris, PUF (Presses Universitaires de France), coll. « Que sais-je ? », 2016, 125 p. (ISBN 9782130732389)Historique des relations de l'Ukraine depuis son indépendance avec l'Union européenne et la Russie (avec contexte)..
- [Balmaceda 2013] (en) Margarita M. Balmaceda, The politics of energy dependency : Ukraine, Belarus and Lithuania between domestic oligarchs and Russian pressure, University of Toronto Press, 2013, 444 p. (ISBN 9781442645332).
- [Cybriwsky 2020] (en) Roman Adrian Cybriwsky, Kyiv, Ukraine : the city of domes and demons from the collapse of socialism to the mass uprising of 2013-2014, Amsterdam University Press, 2020, 364 p. (ISBN 94-6298-150-7)Euromaïdan.
- [Diu & Gongadze 2002] (en) Nadia Diuk et Myroslava Gongadze, « Post-Election Blues in Ukraine », Journal of Democracy, vol. 13, no 4,‎ octobre 2002, p. 157-166 (lire en ligne).
- [Epstein 2008] (en) Rachel A. Epstein, In Pursuit of Liberalism: International Institutions in Postcommunist Europe, Johns Hopkins University Press, 2008, 288 p. (ISBN 9781421427836)Mise en place des institutions démocratiques en Ukraine.
- [Guillemoles 2018] Alain Guillemoles, Ukraine, le réveil d'une nation, Les petits matins, 2018, 254 p., poche (ISBN 978-2-36383-254-2)Euromaïdan : origine, déroulement et suite vu par le correspondant de l'agence AFP en Ukraine.
- [Kasianov 2021] (en) Georgiy Kasianov, Memory Crash Politics of History in and around Ukraine, 1980s–2010s, New York, Central European University Press, 2021 (ISBN 963-386-380-5, lire en ligne)Utilisation/exploitation de l'histoire par les différents acteurs (institutions gouvernementales, historiens, autres) de l'Ukraine contemporaine (analyse de 2021).
- [Kasianov & Ther 2009] (en) Georgiy Kasianov et Philipp Ther, A laboratory of transnational history Ukraine and recent Ukrainian historiography, Budapest, Central European University Press, 2009, 318 p. (ISBN 978-615-5211-55-3).
- [Markus 2015] (en) Stanislav Markus, Property, predation, and protection : piranha capitalism in Russia and Ukraine, Cambridge University Press, 2015, 243 p. (ISBN 1-316-19190-7).
- [Marples 2007] (en) David R. Marples, Heroes and villains creating national history in contemporary Ukraine, Budapest / New York, Central European University Press, 2007, 376 p. (ISBN 978-615-5211-35-5, lire en ligne )Analyse de la manière dont les médias et la communauté académique revisitent des parties clivantes de l'histoire du pays - notamment la grande famine de 1932-1933, les mouvements nationalistes durant la seconde guerre mondiale (OUN, UPA) depuis l'ouverture du régime soviétique durant l'ère Gorbatchev jusqu'à 2005.
- [Pantti 2016] (en) Mervi Pantti, Media and the Ukraine crisis : hybrid media practices and narratives of conflict, New York, Peter Lang, 2016, 192 p. (ISBN 9781433133404)Traitement d'un événement par les médias illustrés pour les événements d'Ukraine (Maidan, Donbass, Crimée).
- [Rohozinska & Shpak 2019] (en) Joanna Rohozinska et Vitaliy Shpak, « Ukraine's Post-Maidan Struggles - The Rise of an "Outsider" President », Journal of Democracy, vol. 30, no 3,‎ juillet 2019, p. 31-41 (lire en ligne).
- [Rosefielde 2017] (en) Steven Rosefielde, The Kremlin strikes back : Russia and the West after Crimea's annexation, Cambridge University Press, 2017, 296 p. (ISBN 1-316-88980-7)
- [Rouet & Terem 2010] Gilles Rouet et Peter Terem, L'Ukraine, entre intégration et partenariat - Ukraine, between integration and partnership, Bruxelles, Bruylant, 2010, 289 p. (ISBN 9782802728672)Analyse des problèmes rencontrés dans l'adhésion de l'Ukraine à l'Union Européenne (situation à 2010).
- [Smith 1998] (en) Graham Smith, Nation-building in the post-Soviet borderlands : the politics of national identities, Cambridge University Press, 1998, 293 p. (ISBN 0-511-59887-4)Analyse du processus de reconstruction des identités nationales dans les anciennes républiques de l'URSS (analyse de 1998).
- [Snyder 2017] Timothy Snyder, La reconstruction des nations : Pologne, Ukraine, Lituanie, Bélarus, 1569-1999, Paris, Gallimard, 2017, 509 p. (ISBN 9782070148523).
- [Wolczuk 2001] (en) Kataryna Wolczuk, The moulding of Ukraine the constitutional politics of state formation, Budapest (Hongrie) / New York, Central European University Press, 2001, 315 p. (ISBN 2-8218-1510-7, lire en ligne)  — Les étapes de la construction de l'État ukrainien depuis son indépendance (situation en 2001).

### Relations entre la Russie et l'Ukraine
- [Berg 2023] Eugène Berg, Ukraine, Hémisphères Editions, février 2023 (ISBN 978-2377011490).
- [Dafflon 2008] Denis Dafflon, « Les Russes d'Ukraine : un enjeu lié à la définition de l'identité nationale », Revue d'études comparatives Est-Ouest, vol. 39, no 1,‎ 2008, p. 95-120 (lire en ligne)La minorité russe d'Ukraine : revendications, la question du statut de la langue (situation à 2008).
- [D'Anieri 2019] (en) Paul D'Anieri, Ukraine and Russia : from civilized divorce to uncivil war, Cambridge University Press, 2019, 282 p. (ISBN 1-108-65704-4)
- [Goujon 2021] Alexandra Goujon, Ukraine : de l'indépendance à la guerre, Paris, Le Cavalier Bleu, 2021 (ISBN 979-1-03-180499-6).
- [Marples 2021] (en) David R. Marples, The War in Ukraine's Donbas Origins, Contexts, and the Future, New York, Central European University Press, 2021 (ISBN 963-386-419-4, lire en ligne).
- [Nivat 1995] Georges Nivat, « Kiev et Moscou : Mythe ou héritage à partager ? », Cahiers du Monde Russe, vol. 36, no 4,‎ 1995, p. 417-480 (lire en ligne)L'histoire commune de la Russie et l'Ukraine vue par les intellectuels ursses et ukrainiens à travers les siècles.
- [Perrie 2006] (en) Maureen Perrie, The Cambridge History of Russia, vol. 1 : From Early Rus' to 1689, Cambridge University Press, 2006 (DOI 10.1017/CHOL9780521812276).